# 銀魂の登場人物一覧
銀魂の登場人物一覧（ぎんたまのとうじょうじんぶついちらん）では、空知英秋作の漫画『銀魂』に登場する架空のキャラクターについて解説する。
原作以外の派生作品に登場するオリジナルキャラクターについては各作品の項目を参照。声はアニメ版での声優、演は実写映画版・Webドラマ版での俳優。

## かぶき町

### 万事屋銀ちゃん
かぶき町で営業している何でも屋であり、スナックバーであるスナックお登勢の二階にある。当初は銀時一人で営んでいたが、現在は新八・神楽・定春の計三人・一匹で営んでいる。銀時・神楽・定春の二人・一匹は住み込みで働いているが、新八は泊まっていくこともあるが大抵は朝出勤してくる。人探し・物探し・浮気調査など探偵事務所のような仕事から、屋根の修理といった大工仕事・退魔師の真似事など仕事を選ばずに何でもやっている。命の危機に晒されるような危険な揉めごとに巻き込まれることもある。
坂田銀時（さかた ぎんとき）
声 - 杉田智和、矢口アサミ（幼少期）、戸松遥（女性変身時）
演 - 小栗旬、田中悠太（幼少期）
本作品の主人公。元攘夷志士であり、洞爺湖木刀を携え、かぶき町で万事屋を営む侍。
攘夷戦争時代は「白夜叉」と呼ばれた。敵からは恐れられ、攘夷志士には英雄視されていた。
志村新八（しむら しんぱち）
声 - 阪口大助、高森奈津美（幼少期）
演 - 菅田将暉
剣術道場の跡取りで、侍魂を学ぼうと銀時の下で働く少年。ツッコミ役で眼鏡が特徴。戦闘力は銀時らには劣るものの、日々の鍛錬などによって腕を上げ、心技ともに成長する。
当初の名前は永倉新八で、新選組のメンバーになる予定だったことが明かされている。
神楽（かぐら）
声 - 釘宮理恵、石井康嗣（男性変身時）
演 - 橋本環奈
本作品のヒロイン。宇宙最強と称される夜兎族の少女。夜兎族最強とも言われる「えいりあんばすたー」星海坊主の娘。
定春（さだはる）
声 - 高橋美佳子
万事屋に住む神楽のペットである白い巨大犬のような外見をした宇宙生物。性別はオス。身長：170cm（座高）。体重：300kg。誕生日：2月25日。
万事屋の前のダンボールの中に捨てられていたところを神楽に拾われ、万事屋で飼われるようになった。万事屋で飼われるようになった以降、神楽のペットとなり、大抵は神楽と一緒にいることが多い。名前は神楽が昔飼っていたウサギにつけていた適当な名前「定春一号」からつけられた。
愛らしい外見とは裏腹にかなり獰猛で、人の頭を噛むのが好き。銀時をはじめ、誰かれ構わず見境なく噛みつく。当初は銀時たちもよく頭をかじられていたが、銀時たちへの恩義を感じたのか徐々に懐くようになり、神楽ら万事屋メンバーを背中に乗せて移動するという場面も多くなった。自動車並みに速く走れる、ビルの壁を駆け登ることができる、ドッグフード7袋を毎食開けるほどの胃袋など、身体能力も食欲も驚異的なものがある。
元は地球に流れるエネルギーである龍脈が噴出する場所「龍穴」を守護する「狛神（いぬがみ）」として「神子（かみこ）」と名付けられ江戸の神社で暮らしていたが、一緒に暮らしていた阿音・百音の巫女の姉妹に経済的な理由により捨てられてしまい、万事屋に行き着いた。同じく狛神の兄弟に狛子がおり、龍脈を護るうえで定春は攻め、狛子は守りを司っている。「紅き果実」と「山羊の血」（いちごと市販の牛乳、あるいはいちご牛乳でも可）を与えることで狛神としての本来の力を解放できるが、定春は昔から力の制御があまり上手くなかったため暴走したことがある。狛子も定春と同様の方法で解放でき、結界の様なものを作る。その際は二頭とも形相が厳つくなる。
銀ノ魂篇では、元飼い主の阿音・百音や狛子と共に江戸各地で龍脈の暴走を鎮めていたが、単独で虚や奈落の襲撃により重傷を負い、銀時たちが駆けつけるが、その後、龍脈の奔流に飲み込まれてしまう。しかしなおも龍脈の内側から龍脈の暴走を抑え込み、最終的に龍脈の暴走を鎮めることに成功したものの、験力を使い果たした代償により、小さなビー玉サイズのアルタナの結晶石の中に自身の体を封印し、長い眠りについた。その後は元に戻す方法を探すため神楽に連れられて宇宙各地を回っていたが、宇宙の星々を巡っても救う手掛かりが得られず、ついにその方法は見つからなかった。
2年後のターミナルでの最終決戦で神楽の懐に仕舞われていたが、虚の傀儡となった天導衆の残党との戦闘中に転がり落ち、ターミナル中央の龍脈に飲み込まれてしまう。ターミナル内で新八と神楽が銀時と再会し、ターミナル内の空中に投げ出された銀時を救おうと飛び出した神楽と新八の声に答えるように、そして結晶石がひび割れ、眩い光を放つと同時に、長い眠りから目覚め復活を果たした。長い眠りから目覚めた後、新八と神楽の2人を背中に乗せて救出するが、銀時には頭に噛みつき、挙句の果てにそのまま飲み込んだ。最終話（最終訓（第七百四訓）「天然パーマにロクな奴はいない」）ではターミナルが暴走する中、ターミナルの中心であるコントロールルームにある大量のアルタナがある龍脈から、新八と神楽たちと共に銀時と松陽の再会に尽力し、銀時の師である松陽の最期を見届けた。
『銀魂 THE FINAL』では、再び元の姿への回復を遂げて復興したターミナルとかぶき町を背景に2年前の服装の姿に戻った銀時たちと共に前へと進み続けて急用の仕事へ向かった場面で物語は終わる。
『3年Z組銀八先生』では、いつのころからか学校に迷い込んだ巨大犬として登場している。
坂田 金時（さかた きんとき）
声 - 中村悠一、矢口アサミ（幼少期）
バラガキ篇の直後に銀時に成り代わって万事屋のリーダーを務めていた。
金髪のストレートパーマで人柄もよくかぶき町の住人たちから慕われるなど、あらゆる面において銀時を超えた存在。木刀の柄には洞爺湖ではなく「金閣寺」と彫られている。
その正体は、神楽と新八の依頼で源外によって作られた不在の多い銀時の代理用のからくりプラモデル。しかし新八と神楽が自分たちの理想とするリーダー像を追求しすぎた結果、オリジナルとはまったく異なる別物と化してしまう。特殊な催眠波によって新八や神楽らを含めたかぶき町の住人たちを洗脳し、銀時の存在を金時のものへと記憶を書き換えることで本物の銀時へと成り代わろうとしていたが、同じからくりのたまと犬の定春には催眠波が効かなかった。
計画失敗後に捕らえられ、たまに「自らの魂に誰かを刻むことができてしまった、立派な不完全体」であると諭される。その後、源外に保護され、彼の仕事の手伝いをしていた。銀ノ魂篇において再登場し、たまと共に自身を犠牲にしてマシンやメカを止めた。

#### メンバーの家族
志村 剣（しむら けん）
声 - 坂口候一
新八と妙の父親。故人。
新八曰く不器用で義理人情に厚いお人好しで、その性格につけこまれて友人に借金を背負い込まされたまま死んでしまうが、新八は彼の遺した言葉を守っている。時代が変わっても死の間際まで侍としての誇りを捨てることはなく、子供たちにも「たとえ剣を捨てるときが来ても、魂に納めたまっすぐな剣だけはなくすな」との遺言を遺した。
志村 妙（しむら たえ）
声 - ゆきのさつき
演 - 長澤まさみ
新八の姉。18歳。茶色の瞳に茶色のセミロングの髪をポニーテールにしている美少女。
周囲からは「お妙」、弟の新八からは「姉上」、神楽からは「姉御」と呼ばれ、真選組からは近藤が彼女に惚れていることもあって「姉御｣「姐さん」と呼ばれている。
父の遺した剣術道場の復興のため、キャバクラスナック『すまいる』のキャバ嬢として働いている。かぶき町四天王篇以降はお登勢と西郷の頼みで、失脚した華佗の後釜として新かぶき町四天王になっている。
普段はにこやかだが、怒ると男性でも手がつけられないほど凶暴になる。また、料理の腕が壊滅的で食材をことごとく黒焦げにしてしまう。得意料理は本人曰く「卵焼き」だが、銀時からは「かわいそうな卵」「ダークマター」「劇物」などと評されている。好物は「破亜限堕津（ばぁげんだっつ）」のアイスクリーム（アニメ版では「破亜限堕取（ばぁげんだっしゅ）」に変更されている）。
B'zのファン。
『3年Z組銀八先生』では、新八と同じ3年Z組の生徒として登場。こちらでも近藤からのストーカー被害を受けているが、やはりすべて撃退している。
尾美 一（おび はじめ）
声 - 小野坂昌也、杉本ゆう（少年期）
志村家が営む剣術道場・恒道館にかつて活気があったころに塾頭を務めていた、新八たちの兄弟子。通称「オビワン」。新八からは「一兄（に）ィ」、お妙からは「尾美一（オビワン）兄様」と呼ばれている。
江戸中に轟くほどの剣才を見込まれ剣術留学を経験。修行の末にビームサーベ流を体得し、「銀河剣聖（ギャラクシーソードマスター）」の称号を得て再び江戸へと帰ってきた。江戸っ子だが、宇宙を飛び回っていたためにさまざまな星の方言が混ざった話し方をする。
留学出発の際にターミナルの転送装置爆破事故に巻き込まれて一度死亡。しかし遺体が奇跡的に毘夷夢星へ転送され、そこでサイボーグ化手術を施されて「半分江戸っ子、半分ロボっ子」として蘇った。しかし実際はビーム砲禁止法案に反発する毘夷夢星の開発した時限起動型星間波動ビーム砲として生かされており、兵器としての名称は「ケノフィ」。尾美としての自我はほとんどなく、機械化した半身によって生命を維持しているだけにすぎず、ケノフィが尾美の身分を「偽装する」形で志村姉弟に近づいた。
江戸へ帰ってきた目的は「地球から銀河惑星同盟星々に波動ビーム砲を発射し、戦争を勃発させる」こと。尾美の自我を取り戻そうとする銀時を追いつめたが、対峙した新八とのお妙立ち会いの下での対決にてようやく自我を取り戻して志村姉弟の成長を実感し、毘夷夢星の母艦に向けてビーム砲を発射し自爆した。その後は志村姉弟の父・剣の墓の隣に仮の墓が立てられ、「永久名誉塾頭」として道場に名が遺されている。
生前は明朗かつ豪快な人物であり、常に鬱陶しいほど大声で話し笑顔でいた。お妙と新八には「泣きたいときほど笑う強い侍になれ」と教えていた。お妙の初恋の相手でもある。
星海坊主（うみぼうず） / 神晃（かんこう）
声 - 速水奨
神威と神楽の父親。戦闘民族の夜兎族の男で、作中最強クラスの戦闘能力を持つ。第一級危険生物の駆除を生業とする宇宙最強の掃除屋（えいりあんばすたー）。
不器用ながらも娘・神楽のことを気にかけている。陸奥の父親とは古い知人同士で、娘の陸奥とも面識があり、たびたび自身の昔話を聞かせていた。また春雨の元幹部であった鳳仙と互いに全盛期のころに三日三晩戦い、決着がつかないまま中断されたこともある。
『3年Z組銀八先生』には、神威たちが通っている夜兎工業高校の教師として登場。頭はハゲておらず、すだれ頭になっている。銀魂高校に殴りこみをかけようとした神威たちを注意している。
江華（こうか）
声 - 釘宮理恵
神晃の妻で神威と神楽の母親。作中の現在では故人。かつての大戦で滅ぼされた夜兎の母星・徨安で星海坊主が出会った夜兎族の女性。
青緑色の瞳をしている。かなりの美人だが常にクールで表情もほとんど変わらない。アルタナの影響で苛酷な環境に適応した不死者の一族の末裔。3日間で59本のオロチを鎮めてしまえるなど夜兎特有の戦闘能力を持つ。また、徨安から噴出したアルタナの影響でその供給がある限り死なない不死者の肉体となっていたが、それゆえに徨安でしか生きられない身体となっていた。
神威（かむい）
声 - 日野聡、安済知佳（幼少期）
春雨の第七師団団長にして神楽の兄。母を見殺しにした父・星海坊主を殺そうとするなど好戦的な性格の持ち主。
狛子（こまこ）
定春の兄弟で狛神。

### スナックお登勢
お登勢（おとせ） / 寺田 綾乃（てらだ あやの）
声 - くじら（現在）、榎本温子（若いころ）
演 - キムラ緑子
万事屋の一階にあるスナックバー「スナックお登勢」のママであり、万事屋の大家。「お登勢」は言わば源氏名であり、本名は寺田綾乃。かぶき町四天王の一人でもあり、周囲からは「女帝お登勢」という異名で通っている。
一見怖そうな外見で家賃の支払いなど締め切りには厳しいが、人情に厚く面倒見のいい性格。時にはそのせいで騙されてしまうこともあるが、それすらも自分の性分として受け入れる懐の広い人物。その性格や銀時たちの活躍から、かぶき町の顔役として名が通っている。
50年前の外見は今の姿からは想像できないほどの和風美人であり、かぶき町のアイドルだったらしい。
攘夷戦争終結後のある雪の日に、気まぐれで夫・辰五郎の墓参りに行った際、空腹で辰五郎の墓石に寄りかかっていた銀時にお供え物の饅頭を与え、そのことに恩義を感じた銀時が「旦那の代わりに俺がアンタを護ってやる」と約束し、店の二階に住むようになった。
同じ四天王にして溝鼠組の組長である泥水次郎長とは幼なじみであり、小さいころから彼のそばに居続け、彼の性格が曲がってしまわないように怒鳴り続けた唯一の人物でもある。
銀ノ魂篇では、隠居の旅を終えて、娘の平子とともにかぶき町へ帰ってきた次郎長と再会する。
寺田 辰五郎（てらだ たつごろう）
声 - 平田広明
お登勢の夫で、物語が始まった時点で故人。生前は岡っ引きであった。
極道である次郎長とは立場が違っていたが、お互いにかぶき町に対する想いは強く、親友としてともにかぶき町を護っていた。かぶき町を守るため攘夷戦争に参加するも、敵の銃弾から次郎長を庇って致命傷を負い、最期に次郎長にお登勢とかぶき町のことを頼んで息を引き取った。
キャサリン
声 - 杉本ゆう
スナックお登勢の従業員。出稼ぎが目的で地球にやってきた天人。
故郷に家族がおり、仕送りをしている。かつては「鍵っ娘キャサリン」の異名を持ち、窃盗団「キャッツパンチ」の一員として活動していた。スナックお登勢の金を強奪したことがあり、銀時たちの活躍で御用となるが、釈放後、「自分の性分を引きずって苦しむ暇があるなら、自分を変えることに苦しめ」とお登勢に叱咤され、再びスナックお登勢で働くこととなった。
普段はカタコト言葉で喋るが、実はキャラ作りの一環であったことが原作第8巻第64訓（アニメ版第43話）にて判明している。憎まれ口を叩いてもお登勢のことは親同然に思っており、心の底から彼女のことを慕っている。
卵（たま） / 芙蓉 伊-零號試作型（ふよう い-ぜろごうしさくがた）
声 - 南央美
スナックお登勢の従業員。源外とも親交のあったからくり技師・林流山（はやし りゅうざん、声 - 堀之紀）が、病弱で孤独だった娘・芙蓉のために造ったプロトタイプの美少女型からくり人形。ゴミ捨て場に転がっているところを神楽が持ち帰ったことで、万事屋と関わるようになった。「卵」の名付け親も神楽。原動力はオイルと電気。
一度は大破するものの、銀時たちによってパーツが回収され多くのデータを失いながらも平賀源外の手によって復元され、その後はスナックお登勢で従業員として働いている。
外見のよさは元より、献身的な業務態度で客からの人気は上々であり、店の看板娘となっている。からくりであるため「人の役に立ちたい」という意識が強すぎて融通のきかない性格だが、金物屋の特売品であるネジを見て涎を垂らしたり、子供たちと遊んで楽しそうに笑ったりと、人間らしい（?）部分が垣間見えるようになった。お登勢から休暇をもらったとき、銀時に買ってもらったネジをかんざしとして挿している。
普段から持ち歩いている掃除用具から火炎放射を放つなど戦闘も可能であり、万事屋と共闘することもある。銀ノ魂篇では、金時と共に自身を犠牲にしてマシンやメカを止めた。2年後では、銀ノ魂篇で金時と共に自身を犠牲にしてマシンを止めたため、機能停止したままになっていたが、最終話（最終訓（第七百四訓）「天然パーマにロクな奴はいない」）で目を覚ました。目を覚ました後、再び元の姿への回復を遂げて復興したターミナルとかぶき町を背景に2年前の服装の姿に戻った銀時たちと再会し、たま子と共に前へと進み続けて急用の仕事へ向かった彼らを見送った。
『3年Z組銀八先生』では、本邦初の技巧女優として登場し、その後3年Z組に編入する。
たま子 / 芙蓉 零號機小型（ふよう ぜろごうきこがた）
声 - 南央美
銀ノ魂篇で機能停止したたまのデータを複製して源外が製作したからくり人形。
たまが覚醒したときに備えデータを収集させ、それらを本体に返還させるため新八に預けられた。
最終話（最終訓（第七百四訓）「天然パーマにロクな奴はいない」）で目を覚ましたたまと初めて出会う。目を覚ましたたまと共に再び元の姿への回復を遂げて復興したターミナルとかぶき町を背景に2年前の服装の姿に戻った銀時たちと再会し、たまと共に前へと進み続けて急用の仕事へ向かった彼らを見送った。

### かまっ娘倶楽部
西郷 特盛（さいごう とくもり）
声 - 江川央生
かぶき町四天王の一人であり、「かまっ娘倶楽部」のママ。周囲からは「鬼神マドマーゼル西郷」という異名で通っている。
男よりも女よりも美しい魂（こころ）を持つオカマ。本人曰く「妻が亡くなり、自分が母親代わりにならなければならないという思いが行きすぎてこうなってしまった」とのこと。
若いころは「白褌の西郷」と呼ばれた攘夷戦争の初期に活躍した攘夷志士で、銀時や桂ら若い世代の攘夷志士の大先輩にあたる人物。天人襲来時に彼らの戦艦に白いふんどし一丁で乗り込み、ふんどしが彼らの血で染まるまで倒し続けたという。
『3年Z組銀八先生』では、フォーエバーで3年Z組の生徒として登場。男子生徒ではあるが、女子の制服を着ている。
西郷 てる彦（さいごう てるひこ）
声 - 青山桐子
西郷特盛の一人息子。
オカマとなった父親に育てられたために、よっちゃんら悪ガキ二人にイジメを受けた。父・特盛が母を亡くした自分のためにオカマになったことを負い目に感じているが、一手で育ててくれた特盛を尊敬しており、彼を誇りに思っている。
かぶき町四天王篇では、華陀に人質に取られるが、新八・神楽・キャサリンの三人に救出される。
あずみ
声 - 酒井敬幸
「かまっ娘倶楽部」の店員で、その大きいアゴゆえに銀時たちからは「アゴ美」と呼ばれる。
アニメ版では高天原の店員・十郎太に惚れていたが、恋は成就したようである。
かぶき町四天王篇では、自分は百須斗神剣と対をなす「加魔仙流伝承者・拳王アゴウ」と名乗っていた。その後、西郷の隠居に伴い新かぶき町四天王となる。

### 溝鼠組
泥水 次郎長（どろみず じろちょう）
声 - 宮島史年（第55話）→菅生隆之（かぶき町四天王篇以降）、志村知幸（青年時代）
かぶき町四天王の一人であり、町内でも恐れられている極道組織・溝鼠組の組長。一人称は「オイラ」でべらんめえ口調、肌の色は浅黒く、顔には斬り傷の痕がいくつかある。
他勢力の台頭以前はかぶき町の王たる存在だった。周囲からは「大侠客の泥水次郎長」という異名で通っており、勝男たちからは「オジキ」と呼ばれている。お登勢とその夫の辰五郎の寺田夫妻とは、幼なじみ（お登勢）と友人同士（辰五郎）という間柄。他の四天王とは折り合いが悪く、町内会の会議といった公の場にも彼だけは2～3年は姿を見せていなかった。
西郷らと同様、辰五郎とともに攘夷戦争の初期に攘夷志士として戦争に参加していたが、自身を庇って負傷した辰五郎が命を落としてしまう。彼の遺言を受けて男同士の約束と初恋の相手であるお登勢を護るために、汚い手段にも手を染め、また妻と娘の平子を置き去りにしてまでも、長い間陰ながら一人でお登勢とかぶき町を守ってきた。華佗をはじめ、かぶき町に手を伸ばそうとする天人と渡り合ってきたが、そのことが原因で父に振り向いてほしい平子が華佗に利用されることとなってしまう。
今は四天王の座を退き溝鼠組からも隠居し、万事屋の計らいで平子と和解、ともに旅に出ることとなる。
銀ノ魂篇では、溝鼠組隠居の旅を終えて、娘の平子とともにかぶき町に帰ってきて、傭兵三大部族辰羅族の天人で、辰羅特有の集団戦法を得意とするアルタナ解放軍の傭兵部隊を率いる蒼達によって、追い込まれた銀時たちの助っ人として参戦した。また、平子とともにかぶき町に帰ってきてからは平子にはかなり甘く度を越した親バカになっており、平子からは「ジロチョン」と呼ばれている。
黒駒 勝男（くろごま かつお）
声 - 石塚堅
「かぶき町の暴君」の異名を持つ、溝鼠組の若頭。
関西弁で話す。西郷や次郎長が一線を退いていることもあり、現役ではかぶき町最強と目され最も恐れられている。髪型は七三分けで、7対3を「黄金比」と称えるこだわりがある（モットーもそれになぞらえて、「三借りたら七返す」というもの）。ヤクザらしい非情さと情の厚さを持つ人物。愛犬のメスのダックスフント・メルちゃんにはメロメロの愛犬家でもある。次郎長の隠居に伴い新かぶき町四天王となる。
銀ノ魂篇では、隠居の旅を終えて、かぶき町に帰ってきた次郎長と平子と共にアルタナ解放軍の傭兵部隊を率いる蒼達によって、追い込まれた銀時たちの助っ人として参戦した。
『3年Z組銀八先生』では、凄腕の映画監督となっている。作品は「となりのペドロ、ニューメキシコに行く」、「仁義なきジンギスカン鍋」があり、新作の「カブキーヒルズ高校白書」の主演を3年Z組のクラスから選出しようとオーディションをするも、3年Z組の生徒たちや銀八の自由奔放ぶりに振り回された末に、最終的に妙の差し入れた卵焼きで撮影スタッフともども失神したうえ、その間に銀八が勝手に監督として撮影した映画のあまりの支離滅裂ぶりに業界関係者から愛想を尽かされる羽目になった。
椿 平子（ちん ぴらこ）
声 - 野中藍
次郎長一家と抗争を繰り広げていた植木蜂一家の特攻隊長。オレンジ色の髪の毛の前髪の一部を結わえた特徴的な髪型をしている。常にハイライトのない虚ろな目をしており、外見は可憐で笑顔を絶やさない美少女だが、一度抗争が勃発するや否や八面六臂の大暴れをすることから「人斬りピラコ」の異名を持つ。
物心ついてから極道の世界にいたため、その世界しか知らず物騒な発言も多い。またその本性は残虐かつ狡猾だが、それと同時に他人の大切なものを奪い壊してでも己の大切なものを取り戻そうとする、どこかしら哀しいほどの純粋さも併せ持つ。
その正体は次郎長の一人娘・泥水平子（どろみず ぴらこ）であり、溝鼠組の組員たちからは「お嬢」と呼ばれていた。父の次郎長をかぶき町の頂点に立たせ自らを振り向いてほしいという思いから、華佗と手を組んでかぶき町四天王篇での抗争を引き起こした張本人。万事屋の計らいで父と涙の和解を果たし、ともに旅に出ることになった。
銀ノ魂篇では、隠居の旅を終えて、父の次郎長とともにかぶき町に帰ってきて、アルタナ解放軍の傭兵部隊を率いる蒼達によって、追い込まれた銀時たちの助っ人として参戦した。また、次郎長とともにかぶき町に帰ってきてからは次郎長にかなり甘やかされており、次郎長からは「ピラリン」と呼ばれている。

### スナックすまいる
志村 妙（しむら たえ）
新八の姉であり店の稼ぎ頭だが、客への暴行でトラブルを引き起こすこともしばしば。
おりょう
声 - 佐藤ゆうこ
お妙の同僚。坂本辰馬の（一方的な）お気に入り。
お妙とは親しく、彼女のツッコミ役に回ることが多い。しかし、お妙の怪力でひどい目に遭うこともある。
『3年Z組銀八先生』では、挿絵でのみ登場。スカジャンを着たスケ番風になっている。
花子（はなこ）
声 - 植田佳奈
ダンサーを志して、大阪から上京した新人ホステス。
騙され易い性格でカルト宗教団体『夢幻教』にカモにされたが、お妙や銀時らとともに夢幻教に乗り込み夢幻教の教祖・斗夢（とむ）を成敗した。
その後もすまいるで健気に働いているようである。
『3年Z組銀八先生』では、大阪からの転校生という設定で登場。修学旅行での一件の発端でもある。
阿音（あね）
双子の巫女姉妹の姉。
オーナー
声 - 樫井笙人→小室正幸
演 - 佐藤二朗
「スナックすまいる」の店主。
オールバックの髪型にグラサンと髭、キセルがトレードマーク。お妙と阿音に対して期待する反面、彼女らの過激なやり方に頭を悩ませている。またお妙の暴力の被害に遭うこともしばしば。

### 高天原
本城 狂死郎（ほんじょう きょうしろう）
声 - 私市淳
ホストクラブ「高天原（たかまがはら）」のオーナー兼No.1ホスト。本名は黒板八郎（くろいた はちろう）。上京したあと、幾度もの整形で顔を変えた青年（元の顔は濃い印象でタラコ唇が特徴）。
親からもらった顔を捨ててまで女性からお金を頂戴する己を恥じ、「母に顔向けできない」と思い込み、自分を探しに上京してきた自身の母（声 - 鈴木れい子）の前でも他人のふりをした。しかし、箸の使い方の癖から母には正体を見破られており、それでも自分を気にかけている態度に涙を流した。
ホストの仕事には誇りを持っているが、それだけにそのネガティブな側面も熟知しており、「ホストになる人間は親に顔向けできないことを必ずしている」と語ったほど。勘吉が迷惑をかけた侘びとして男である銀時や新八なども店に招待するなど、気前のいい一面もある。
かぶき町四天王篇では、高天原のホストたちを率いて銀時たちの助っ人として戦線に加わった。
八郎（はちろう）
声 - 宇垣秀成
ホストクラブ「高天原」のホストであり、狂死郎の相方的存在。一人称は「オラ」で、東北弁の訛りがある。怪力を誇り、それを活かして用心棒のような仕事もしている。
長髪をごまかすため爆発したようなアフロ頭に、鼻毛につながるほどのヒゲが生えた顔だが、本名は「花子」という性転換手術および美容整形手術を受けた元女性。源氏名として「八郎」と名乗っており、このせいで銀時たちは「本物の八郎」だと勘違いした。なお、母親は亡くなっている。
マダム夜神（マダムやがみ）
声 - 進藤尚美
水商売業界では有名なセレブ。
そのあまりの財力ゆえに、同じ店に二度訪れると周辺の同業者との経済バランスが崩れて抗争になり、ひいては町全体を壊滅に追いやるため、業界では「一度目は福を運ぶ天使、二度目は不幸を運ぶ死神」と呼ばれていた。そのため干渉や馴染みを作ることを嫌い、同じ街には二度と現れることがない。
「高天原」にて異例の再来店をしようとするが、その噂にビビって八郎以外のホストが全員店を休んでしまう。狂死郎はかぶき町への影響を恐れて廃業しようとするが、万事屋や真選組らの協力を得て精一杯のおもてなしをしようと試みた。その後、神楽と泥酔したお妙、あやめ、九兵衛、月詠、西郷から蛮行を受けても冷静にふるまい、時にはボケに一緒に乗るなどノリのいい一面を見せた。酒にはめっぽう強く、テキーラを一瞬で大量に飲んでもしらふでいられる。本当は自分の財力の多さから友人らが離れてしまい、近づくのは自分のお金目当てな人物のみという環境にウンザリしていたところで、「高天原」に行くと狂死郎の心からのもてなしに感動して好意を持ち、純粋な気持ちで再び来店したのだった。それを知り「三度目の来店では単なる友達」と語る狂死郎のリードで店に出戻り、万事屋や真選組らと友人としてパーティーを行った。

### 巫女・狛神
阿音（あね）
声 - 岡本麻弥
巫女の双子姉妹の姉。スナック「すまいる」でのお妙の同僚であり、店長からはお妙とともに核弾頭呼ばわりされている。
地球に流れる龍脈の出入りする門である黄龍門を祀る神殿の巫女だったが、天人襲来により神殿（現在のターミナル付近）が取り壊され追い出されてしまい、生活苦のために神子（定春）を万事屋に預けて「すまいる」で働くようになったが、稼ぎ方があくどいため、百音や銀時からは「アバズレ」呼ばわりされるほど見下されている。しかし、今でも巫女としての知識と実力は健在で、狛神として覚醒し暴走した定春を銀時たちとともに鎮めた。
百音（もね）
声 - 城雅子
巫女の双子姉妹の妹。
引きこもり・テレビっ子を自称しているが、実態は怠け者のニート。阿音にキャバクラ稼ぎなどの仕事を紹介され働かされそうになっても、すぐに辞めたり断ったりしている。運動神経は非常に鈍い。巫女としての実力は阿音とともに今でも健在。定春を見捨てたことに対し罪悪感を持っている。
『3年Z組銀八先生』では、小説版の挿絵やアニメ版の第4期ED（エンディング）に登場したのち、小説版第2巻本編に登場。小説版では常にリコーダーを持ち、第2巻ではリコーダーの音色で意見を言っていた（しかし銀八しか理解できない）。
神子（かみこ）
黄龍門を守っていた狛神。先代狛神の遺した子供で、定春の本名。
狛子（こまこ）
黄龍門を守っていた狛神。先代狛神の遺した子供で、定春の兄弟にあたる。
定春が攻めの狛神であるのに対し、狛子は守りを司る狛神。まだ子犬程度の大きさだが、覚醒時には強力な結界を張ることができる（ただし定春とは違い覚醒しても大きさは変化しない）。定春との外見の違いは、体の大きさと眉が上下反対になっている点。
アニメ版では、体毛が赤みを帯び、定春と対照的なイメージがより強くなっている。

### その他（かぶき町）
長谷川 泰三（はせがわ たいぞう）
声 - 立木文彦、内藤有海（幼少時代）
演 - 立木文彦
サングラスをかけたフリーターの男性。
初登場時は幕府重鎮の入国管理局局長でエリートコースまっしぐらだったが、銀時とのトラブルで義憤に駆られ、ハタ皇子を殴る不祥事を起こしクビにされたうえ、妻のハツにも逃げられ、自身は切腹を命じられたが怖気づいて逃亡。その後もさまざまな職を転々とするが、トラブルなどが原因でことごとくクビになっている（大半は仕事先で銀時ら他のキャラクターが関わってくるのが原因である）。今や住む家さえなく（家賃滞納の常習犯で歌舞伎町界のブラックリストに載っているため）路上生活をしており、周囲からは「まるでダメなオッさん」略して「マダオ」と呼ばれている。作中では損な役回りも多いが、なんだかんだで万事屋とは仲が良く、彼らのために奮闘することもある。銀ノ魂篇では、かっこよく登場したがすぐに敵に捕まったりと情け無い姿を序盤は見せていたが、最終的には彼の行動によって多くの命が助かることになった。
別居中の妻・ハツ（声 - 久保さゆり（第94話・第136話）→宮本茉奈（第204話・第289話））にはやや冷たい態度を取りつつも、結婚記念日にケーキを贈ったりもしている。周囲からは長谷川＝グラサンという認識がされている。
なお、作画の原型は初期設定の近藤であった。原作者曰く「今の近藤と長谷川を足して2で割ったら3余ったようなキャラクター」。
『3年Z組銀八先生』では、生徒役で登場しており、いつもアルバイト探しをしている。こちらでも不運な身であることは変わらない。
原作者曰く、当初は大人目線のポジションとして万事屋に加入させるつもりだったが勝手に落ちぶれていったとのこと。
平賀 源外（ひらが げんがい）
声 - 青野武（第16話 - 第213話）→島田敏（第224話 - ）
演 - ムロツヨシ
江戸一番の発明家・機械技師。かぶき町にて工房「からくり堂」を営む。
銀時を「銀の字」、定春を「ポチ」と呼ぶ。主にロボット型の戦闘用のからくりなど日々多くの機械を開発しているが、騒音で近隣住民とのトラブルも絶えない。生前たまを製作した機械技師の林流山とも親交があった。
自身と同じくからくり好きの三郎（さぶろう、声 - 羽多野渉）という名の息子がいたが、天人到来の折に戦争用のからくりの製作に手を出すようになった源外の姿勢に反発して家を出ていき、自らが戦うべく鬼兵隊に入るも、終戦後に幕府により処刑されさらし首となる。初登場では高杉にそそのかされて息子の敵を討つためにその名を冠したからくり軍団を率いて将軍を暗殺しようとしたが、銀時らの活躍によって阻止され改心する。
その後は指名手配中ながらもからくり堂を続けており、銀時が愛用する原付の修理やたまの改造などを行っている。他にも銀時の木刀や神楽の番傘などを改造したり、機械絡みのエピソードでは、たびたび銀時らに手を貸している。
『3年Z組銀八先生』では、理科の教師をやっている。服装は白のYシャツに白衣を着た風貌である。
元ネタは江戸時代中期の学者・平賀源内。本作品の平賀源外は発明家の側面を脚色して誕生したキャラクターとなっている。
高屋 八兵衛（たかや はちべえ）
声 - 吉野裕行
新八の幼なじみで、あだ名は「タカチン」。金髪のリーゼントと出っ歯が特徴（本人はコンプレックスに思っている）。
少年期はいじめられっ子で、新八やお妙によく助けてもらっていたが、授業中に脱糞してしまった事件を境に新八と仲違いしてしまい、その数年後に暴走族「舞流独愚（ブルドッグ）」に入隊する。舞流独愚では下っ端的扱いを受けていた。新八が八兵衛を舞流独愚から脱退させるために受けた勝負の後に二人は和解した。その後、寺門通親衛隊の一員となり、実質親衛隊の二番目の権力を持っている。
アニメ版第227話の銀魂とSKET DANCEのコラボの回では、ボッスンと声優が同じだったため少しの間だけ等身大パネルで登場した。
『3年Z組銀八先生』では、リターンズで村田兄妹の知名度調査を受けている。
寺門 通（てらかど つう）
声 - 高橋美佳子、須藤絵里花（バーチャル時）
人気上昇中のアイドル歌手。通称「お通」。
一見可愛いアイドルだが、とてつもなくセンスが常人とズレており、下品で意味不明のつなげ言葉「お通語」をファンの前で堂々とパフォーマンスに使い、彼女の親衛隊隊長である新八をはじめファンは相当数いる模様。自ら作詞作曲したデビュー曲の「お前の母ちゃん何人?」をはじめ、過激なタイトルと歌詞の曲を歌うことが多い。また、真選組の一日局長を務めた際は「誠ちゃん」というマスコットキャラクターをデザインしたが、壊滅的なセンスが前面に出されていた。
母親の市（いち、声 - 勝生真沙子）がマネージャーで、父親（声 - 中村秀利）は殺人事件により13年前から現在服役中。父親はお通が子供のころ、歌手になったら百万本のバラを渡すことと約束しており、銀時らの協力で約束を果たした（ただ実際はバラを渡すことはできず、別の花を一本渡した）。
近藤勲とは真選組1日局長を引き受けた際に会っており、そのときはそれなりに親しく接していたが、なぜかその後の寺門 通OFC（オフィシャルファンクラブ）篇ではクイズ対決にて彼のことを「生理的に受けつけない」という理由で嫌っていることが判明した。なお、作画の原型は初期設定の沖田総悟（初期設定では女性キャラクターだった）であった。
自身のスキャンダルを機に芸能界で干されてしまい、その後は女子プロレスに参戦するも、めげずに歌い続けて音楽プロデューサー・つんぽ（河上万斉）に見込まれ、歌手としての人気を取り戻した。
『3年Z組銀八先生』でもアイドルとして活躍している。小説版第1巻では、銀魂高校の学園祭にゲストとして招かれた。
多毛（たも）さん
声 - 坂口候一
「歌っていいとも」の司会者。
万事屋や桂が出場した「第1回（アニメ版では第7回）宇宙で1匹!変てこペットグランプリ」の司会もしていた。ヅラではないかとの疑惑があり、お通が「歌っていいとも」に出演した際、ヅラを取られていた。また、柳生九兵衛とも懇意らしく、彼女の誕生会にも出席している。
アニメ版では髪の生え際が後退していたり薄っすらと髭が生えていたりと外見が大幅に変更されている。また以前は原作アニメ版含めて名前はカタカナのタモサンであった。
アニメ版第157話から第160話までは「多毛さんアワー 笑ってよきかな?」の司会者も行っている。
花野 咲（はなの さき）
声 - 田村ゆかり
「THE EDO」という番組のリポーターを務める美人アナウンサー。職業柄もあり、「花野アナ」と呼ばれている。
リポート中に何かと不幸な目に遭うが、重傷を負っても表情一つ変えずに再び立ち上がり、どんな状況でも的確にリポートを続けることのできるリポーター魂の持ち主。
『3年Z組銀八先生』には、生徒と登場している。放送部に所属しており、校内放送のレポーターをしていた。
錦 幾松（にしき いくまつ）
声 - 浅野まゆみ
「北斗心軒」というラーメン屋を営む女店主。勝ち気な性格。
ともに江戸一番のラーメン屋になろうと約束した夫の大吾（だいご、声 - 杉山大）を攘夷志士によるテロで亡くしたことから、攘夷志士を嫌っていた。「目の前で倒れてる人をほっとけるほど器用じゃない」性格のため、真選組に追われ負傷した桂を匿い、バイトとして雇って一緒に過ごしていたことがある（アニメ版では桂の傷の手当てもしている）。しかし桂の実直な性格を見抜き信頼するようになっていく。
自称「攘夷志士」である義理の弟から金をせびられるなど、たびたび嫌がらせを受けたあげく遊郭に売り飛ばされそうになったが、桂の手によって救出され義弟も桂に成敗された。後日、店のメニューに蕎麦を追加している。桂はそれ以後も来店しており、よくセットで桂と登場する。また、主要な登場人物に基づくヒロインが登場するED（エンディング）では、桂とともに登場している。銀時も金が入れば立ち寄っており、彼とも顔なじみである。
実は大手反物屋「錦屋」の創業者・錦松五郎（武蔵っぽい人）の実娘である。夫の遺言で北斗心軒に大晦日になると現れる頭巾をかぶった男にラーメンをふるまうことを使命感としていたが、夫の死後現れなくなったその男のことを心配していた。その人物が実父であることが発覚した際には、万事屋と桂とともに彼にラーメンをふるまった。
武蔵っぽい人（むさしっぽいひと） / 錦 松五郎（にしき まつごろう）
声 - 坂口候一
瓶底眼鏡をかけたホームレス。
今のところ無職であるが、なぜか手にはグラスと酒がある。マダオと同じくかぶき町のブラックリストに入っているため、家を借りれず、リヤカーを「マイ（スゥイート）ホーム」と呼んでいる。
実は幾松の父親であり、貧しい時代を乗り越えて大手反物屋の「錦屋」を創業するも、川で溺れていた子供（のちの幾松の夫・大吾）を助けた直後から行方不明となっていた。その後、妻の調査で別の女性とともに暮らしていたことが発覚し、周りには死んだこととなっていた。実際は記憶障害となっており、前の日の記憶も一日たてば忘れてしまうという状態だった。その後、ホームレス生活を続けていた際に大吾から北斗心軒のラーメンを食べにきてほしいと涙ながらに懇願され、毎年大晦日にはラーメンを食べにきていたが、やがて症状が進行しその約束も忘れてしまっていた。銀時たちの協力で約束を再び思い出し、騒動解決後は北斗心軒を訪れる。その際は眼鏡をつけず、新しい着物で車椅子に乗っていたため、ホームレス生活はやめた模様。
小説版『3年Z組銀八先生』第2巻では、沖田が持ってきた選挙カー（リヤカー）の中に住んでいる住人として登場する。
村田 鉄矢（むらた てつや）
声 - 大西健晴
演 - 安田顕
江戸随一の刀匠・村田仁鉄の息子。人の話を聞かずに大声でしゃべるのが特徴。名匠と謳われた亡き父・仁鉄の後を継ぎ、妹の鉄子とともにかぶき町で刀鍛冶を営んでいた。
父を超えるべく剣以外のすべてを捨ててまで刀を打つことに注力し、生前に仁鉄が打った刀「紅桜」を機械と融合させ、人工知能を搭載し使用者の体内に寄生して戦う生きた刀として改造した。そしてその力を示すべく鬼兵隊に手を貸し、紅桜を似蔵に譲渡しさらに同型の刀の量産にも携わっていた。
紅桜を最強の剣と謳い「斬れないものはない」と豪語しており、それが折れたときには自分には刀匠として残るものは何もないと思っていた。しかし、暴走した似蔵の攻撃から妹の鉄子をかばって致命傷を負い、すべてを捨てたと思っていたものの妹の鉄子だけは捨てることはできなかったことを悟り、彼女に「いい鍛冶屋になれ」と言い残して息を引き取った。
『3年Z組銀八先生』には、銀魂高校の生徒としてリターンズにて登場。妹の鉄子と一緒に万斉のプロデュースで吉原商文化祭の音楽コンテストに出場した。
村田 鉄子（むらた てつこ）
声 - 根本圭子
演 - 早見あかり
村田鉄矢の妹。兄とともに刀鍛冶を営んでいた。兄とは逆に気が弱いためか、ぼそぼそとしゃべる。
鉄矢が「最強の剣」を作ることを目指しているのに対し、彼女は「人を護る剣」を作ることを目指している。兄が作り出した紅桜と闘うために自らの打った真剣を銀時に渡した。そのときに兄を亡くしてしまうが、現在はその悲しみを克服したようである。土方が所持していた妖刀「村麻紗」の詳細を知っているなど、職業柄刀の知識は豊富な模様。かぶき町四天王篇でも、銀時たちの助っ人として参戦した。
『3年Z組銀八先生』では、銀魂高校の生徒としてリターンズにて登場。兄の鉄矢と一緒に万斉のプロデュースで吉原商文化祭の音楽コンテストに出場していた。
辰巳（たつみ）
声 - 日比愛子
火消し「め組」の一員の少女。一人称は「俺」。
幼少期に火事で両親を失い、め組の頭に引き取られた。放火魔と間違えて捕まえたのがきっかけで銀時と出会う。頭に認めてほしい一心で連続放火魔を追っていた。本物の放火魔による火事が起きた際、家具の下敷きになり動けなくなった頭を助けようとしたが、頭に諭され認知症の老人を優先に救助した。この後は火消しとして本格的に活動を始めたようで、大活躍したことを新聞に報じられた。銀時には股間の話題（間違って銀時の局部を目撃してしまった）ばかりされ当初は嫌悪を募らせていた。
かぶき町四天王篇では、銀時たちの助っ人として登場した。
め組の頭
声 - 辻親八
辰巳を引き取り、娘として育てた男。
自身と同じ火消しとしての運命（人の灰）を背負わせたくないという思いで、娘として育ててきた辰巳を火消しとして認めようとしなかった頑固親父。幼い辰巳を火事場から救い出した際に、辰巳の両親を救えなかったことをずっと悔やんでいる（そのときに左目に傷を負った）。放火現場を目撃した際、辰巳を庇って家具の下敷きになり動けなくなってしまうが、辰巳に火消しの極意と宿命を諭したあと、銀時に助けられた。
原作第4巻第23訓（アニメ版第14話Bパート）にて再登場し、ギャンブルをして負けている。
華陀（かだ）
声 - 伊藤美紀
傭兵三大部族「辰羅族」の美女天人。
かぶき町四天王の一人でもあり、容姿は四天王の中では最も若々しい。原作では緑色、アニメ版では水色の髪である。エルフの様な尖った耳をしている。周囲からは「孔雀姫華陀」という異名で通っている。一人称は「妾（わらわ）」（初登場時は「わし」）であり、常に古風な口調で話し、足下まで裾が伸びた和服をまとい（夜襲時は黒い忍装束にロングブーツを履いていた）、孔雀を模した刃物が仕込まれた羽扇子を携帯している。
かぶき町のほとんどの賭場を仕切っており、自身も相当な博打好き。彼女の縄張りでトラブルを起こした者は生きて帰ることはないが、不正をやらかした銀時・長谷川・勘兵衛の三人は賭け勝負で勝利したことで生きて帰れた。次郎長率いる溝鼠組とは、自らの勢力が現れる以前は彼らがかぶき町の賭場を仕切っていたこともあって、古くから対立関係にある。
一見清楚な美女にも見えるが、その腹の内は腹黒そのものであり、目的達成のためならば澄ました顔で平然と卑劣な手段も使う。また、相手の腹の内を読むことにも長けており、平子や次郎長の本心についても見抜いていた。
賭場のオーナーは表向きの顔であり、その正体は「宇宙に咲く一輪の花」の異名を誇った春雨の元第四師団団長。かぶき町四天王篇にて、かぶき町を支配する一歩手前まで来ていたが、銀時たちによって阻止される。
かぶき町四天王篇の後日談にて、江戸に潜伏していた高杉によって捕獲され春雨に連れ戻されたあと、春雨所属当時の資金横領の罪を問われる形で投獄される。
よっちゃん
声 - 雪野五月
「かぶき町の帝王」を自称するガキ大将。天敵は「かぶき町の女王」の神楽。相棒のけんちゃん（声 - 成田紗矢香）やしんちゃん（声 - 関山美沙紀）らとよくつるんでいる。
典型的な悪ガキで、襟足の長い小憎たらしい風貌と生意気な性格をしている。また初登場時はそよ姫にちょっかいを出していた。ボキャブラリーは豊富で、回を追うごとに神楽の遊び友達兼暴行の被害者としての描写が多くなっている。ペットとしてカブトムシの曙Xを飼っていたが、カブトムシ相撲に乱入してきた沖田に敗北し持っていかれた。粗暴だが、ハタ皇子が巨大えいりあんを放し飼いにしていた屋敷に入ったてる彦や銀時、桂を助けるために西郷に助けを求めたことがあるほか、フンコロガシを失って落ち込む神楽に同情するなど優しい一面を見せたこともある。
屁怒絽（ヘドロ）
声 - 玄田哲章
万事屋の隣に越してきた傭兵三大部族「荼吉尼族」の天人。花屋「ヘドロの森」を営む。
生き物や植物を大切にする心優しい性格で、礼儀も正しくルールやマナーを厳守する道徳家であるが、鬼のごとく恐ろしい顔をしているために周囲からは畏怖されており、自らの容姿にコンプレックスを抱いている。回覧板を渡すために恐れながらも訪ねてきた銀時たちを「自分を怖がらずに接してくれた」と勘違いしており、何かと親身かつ協力的に接する。その一方で、ルールやマナーを守らない無礼な者に対しては、殴り飛ばすなど情け容赦ない対応をしている。
巨大包丁や人間を軽々と投げるほどの怪力を有する。おまけに虫や花が踏み潰されそうになったりすると、その怪力を利用して無茶な止め方をする。風貌とは裏腹に臆病者で、お化けの類は苦手な様子。肌の色は緑（ゲーム『銀魂 銀時vs土方!? かぶき町銀玉大争奪戦!!』では赤）で、頭からは花が生えている。お湯に弱く、普段はきわめて温度の低い水風呂（氷山1個を入れて「ちょうどいい」ぐらい）に入っている。
5人兄弟の長男であり、アニメ版で彼の家族が登場した際に、兄弟や父親・甥を含めて玄田が家族全員の声を担当した。
幼少期は周囲から孤立していたが、成長後は「神の角」「荼吉尼の神・イゴルの最高傑作」と呼ばれ、荼吉尼最強の男とされるまでの実力を身に着け、王蓋とともに「角の団」を率いて幾多の星を潰し回ってきた。性格も好戦的となっていたが、あるとき惑星胡珀にて、宿主の脳に根を張ることでその思考を支配し、やがて頭の中を花畑に変えるという寄生植物「パラッパーヘヴン」に寄生されて以降性格が変わり、現在のような温厚な性格となった。
『3年Z組銀八先生』では、Z組の生徒。Z組の中では比較的真面目な生徒だが、銀八や他の生徒たちからは恐れられている。野球部の代わりにZ組の生徒が参加した野球の試合では3番バッターで出場し（守備位置は二塁手）、その怪力から本塁打を連発していた。「フェニックス」では、彼の兄弟も登場。アニメ版第16期のED（エンディング）の卒業式では涙を流していた。
ハタ皇子（ハタおうじ）
声 - 坂口候一、雨澤祐貴（少年期）
央国星の皇子。珍生物をこよなく愛する天人で、周囲から事あるごとに「バカ皇子」呼ばわりされている。一人称は「余（よ）」。
生きているものなら怪獣だろうがゴキブリだろうが何でもペットにする。飼う生物が原因でよくトラブルを起こし、そのたびに「地球に来るのをやめよう」と考えるのだが、結局は懲りずに地球にやってくる。他の天人の例に漏れず地球人を見下しているようだが、その言動はコミカルに映る場合が多く、また地球人側からもかなり馬鹿にされている。生物関係の知識は深いため、生物関連の番組でゲストとして呼ばれることがある。頭の触角（チダンネクスコ）は本人曰くチャームポイントで、無理に引っ張るとちぎれてしまうが、しばらくすると再生する。登場初期から何かと長谷川と絡むことが多い。
若いころは美青年であり、生きとし生ける生物を心から愛する優しい人物だったが、その性格ゆえにあらゆる面に優れていた長兄・ドラゴニアにコンプレックスを抱いていた。また次兄・バルカスを王に据えようとする彼の従者たちからは疎まれており、バルカスが下野したことで王位を継ぐも、いつか兄が帰ってくる日のために皇子のままでいることを誓った。そのような経緯から時折心優しい一面を見せることもあり、暴力や争いごとに対して批判的な態度を見せたこともある。
銀ノ魂篇では、再会した兄の言葉を聞き、悲しみながらも地球を救うために兄たちに攻撃しようとするも長谷川によって無理矢理止められ、彼の作戦に乗り地球を守ることに成功する。
『3年Z組銀八先生』では、高校の校長として登場するが、自分より生徒の信頼を集めている教師の銀八に嫉妬し憎悪しており、校長としてもろくなことを行っていない。
ネス
声 - 平野俊隆
央国星出身で、ハタ皇子の従者を務める天人。皇子からは「じい」と呼ばれている。
初期は皇子に忠誠を誓い、常に皇子のためを考えていたようだが、登場回数を重ねるたびに皇子の頼みよりも自分の趣味（ゲートボールなど）を優先させたり、怪物に捕まったときは自分より先に皇子を食べるよう懇願するなど、忠誠心はほぼゼロに近いところまで落ち込んでしまった。そのわりに彼の権力だけはやたら笠に着ており、周りの人間に対する態度は大きい。そのようないい加減極まりない性格のせいで、幾度となく皇子に捨てられそうになるが、腐れ縁のためか、いまだにリストラされていない。第3巻では免停になってしまったらしい。
『3年Z組銀八先生』では、高校の教頭で、絶対に「週刊少年ジャンプ」は読まないというこだわりを持っていた。ここでも校長への忠誠心はほとんどない。

## 幕府

### 将軍家
代々幕府の征夷大将軍を務める一族。作中では幕府同様天人による傀儡政権により将軍は完全に傀儡と化してしまっているが、喜喜政権の発足後は彼の判断で警察組織の体制が変化するなど、完全に傀儡とはなっていない描写もある。作中では15代将軍の徳川（一橋）喜々（銀ノ魂篇終盤で死亡）、14代将軍の徳川茂茂（将軍暗殺篇最終回で暗殺）、その妹のそよ姫、13代将軍の徳川定々（一国傾城篇終盤で暗殺）が登場している。
徳川 茂茂（とくがわ しげしげ）
声 - 小野友樹、松井恵理子（幼少期）
演 - 勝地涼
建前上、この国でトップの地位にある十四代目征夷大将軍。傀儡政権と化した江戸幕府の長である。本人曰くもっさりブリーフ派であっちの方は足軽とのこと。
将軍という身分の高い立場でありながら庶民思いの優しい人柄。城下に暮らす人々の生活や状況を直接把握するため、片栗虎の手引きによりお忍びで出かけることが多い。ムッツリスケベな面もあり、水着のポロリに鼻血を出すほど期待していたり、雪山遭難で暖を取ろうとした際には女性陣が自分にくっつくことで鼻息を荒くしている。
幼少期の半年間、御庭番衆に身を寄せていた。そのため共に過ごしてきた全蔵らとは、将軍と家臣という関係ではなく友人としての絆で結ばれている。また、その際に忍者として訓練を受けていたため、手裏剣の技量は実戦で通用するほどである。
一国傾城篇では、警察機構全軍を動員して伯父である定々に対抗、解決後は事後処理に動こうとした天導衆を制して定々とともに幕府の要職を辞職したが、傀儡を留めておきたい天導衆の意向で将軍職は続投となった。
将軍暗殺篇では、殿中で一橋派に暗殺されそうになったことで京の帝（天子）の庇護を仰ぐために真選組や万事屋らとともに京へ向かう。鬼兵隊や春雨第七師団の猛攻を受けながらもなんとか生き延びるが、最終的に天導衆から定々との一件で提出するも保留とされていた辞表（解官証書）を突きつけられ、将軍の座を降りるように命じられる。しかし喜々を将軍にしてまで幕府の支配者であり続けようとする天導衆のやり方に疑問を持ち、天子の協力を得ることで、京に新政権を樹立することを決意した。
騒動終結後はかつての忠臣たちを京に招集するが、喜々の送り込んだ刺客である幼馴染の友之助に毒針を手首に刺されてしまう。自身がもう助からないことを悟りながらも「将軍から一人の人間に戻れる」ことを心から喜び、そよの入れたお茶を飲みつつ全ての重圧から解放されたかのように彼女の膝の上で静かに息を引き取った。
徳川 そよ（とくがわ そよ）
声 - 広橋涼
将軍・徳川茂茂の妹君。
純粋で心優しい少女だが、その優しさが無意識に仇になっていることもある（新八曰く「天然ドS」）。ただし意図してやっているわけではなく、本質にはか弱い乙女である。
箱入り娘のように育てられたため、自由に憧れ城を抜け出した際に神楽と出会い、半日一緒に遊んでかぶき町の色んなことや酢昆布の味を教わる。捜索にきた真選組に追われた際に「ずっと友達でいる」ことを神楽と約束し、城に戻っていった。その後の酢昆布ブームの火付け役で、現在でも神楽とは交流があり、たびたび城に招いては遊んでいる。
一国傾城篇では、神楽の友人である銀時たちを江戸城に招き入れ、神楽が一国の姫様と友人関係になっている事実を初めて知った銀時や新八を唖然とさせていた。定々によって銀時たちが牢に入れられた際には、一人では寝つけないという理由で彼らのいる牢獄に訪れ舞蔵の過去を銀時たちに教える。
将軍暗殺篇では、京への道中にて一橋派の刺客や春雨に命を狙われるが、沖田の活躍によって難を逃れることになった。騒動終結後は茂茂を支えるために京に同行するも、結果的に兄の死を看取ることになってしまう。茂茂の葬儀に参列して以降はしばらく登場せず、喜々による茂茂に近しかった者たちの処刑が進められる中で生死についても触れられていなかったが、銀ノ魂篇において舞蔵とともに百地の元に匿われていたことが判明する。憎しみの対象でしかなかった喜々に対しても彼が決死の行動で解放軍との休戦協定を結んだことで、彼に対する心情にも変化があった模様。戦後は女性が社会で活躍できるよう女性の社会的地位の向上を目指している。
徳川 定々（とくがわ さださだ）
声 - 岐部公好（第179話）、土師孝也（一国傾城篇以降）
先代の十三代目将軍であり現将軍茂茂の伯父。
天人襲来の折に心労で倒れた先々代の十二代目将軍に代わって将軍職に就き「売国奴」と軽蔑される一方で幕府を立て直した名君とも呼ばれる人物。現在でも相談役として絶大な権力を握っている。表向きには人辺りのいい好々爺だが、その本性は人を人と思わず苦しむ人間を平気で嘲笑う冷酷かつ残忍な性格。御庭番衆を解散させ、御庭番衆の代わりに天照院奈落を利用するなど、自らの地位や権力も天導衆の後ろ楯とその直属の暗殺組織・奈落の力を借りて幕府内の政敵を暗殺することで築き上げていったものである。幕府を建て直す際に当たって、のちに「寛政の大獄」と呼ばれる攘夷志士の大規模な粛清を主導し、吉田松陽を捕えて斬首刑に処した張本人でもあることから、松陽の愛弟子であった銀時・高杉・桂の三人（特に高杉にとっては、自らの手で殺さなければ気が済まないほど）の怨敵である。
若いころは派手な遊興で吉原にまで足を運び、数多の側室をも抱えていたとされる。鈴蘭太夫を道具として利用し、裏で鈴蘭を自身の政敵達を炙り出して始末するための道具として扱っていた。また、部下である六転舞蔵が鈴蘭太夫と恋仲になって駆け落ちを企んでいることを知ると、彼の左腕を斬り落とし「次に鈴蘭に会ったら二人まとめて殺す」と脅していた。
一国傾城篇では、賊を侵入させた責任として舞蔵に切腹を命じるだけでは飽き足らず、彼の残った右腕まで切り落とす非道な仕打ちまで行い、さらには銀時に向かってかつて処刑した松陽を侮蔑する言葉を吐き続け、朧に守られる形で銀時らを追い詰めるが、茂茂が将軍職を辞する覚悟で全警察組織を動員したことで形成が逆転。天導衆の下に逃れようとするも銀時達によって亡命を阻止され、反逆罪と数多くの要人暗殺の罪で投獄される。なおも諦めようとせず脱獄したあとに権力を取り戻す腹積もりだったが、佐々木の手引きで奈落の一般兵に変装して侵入した高杉に殺害され暗殺ですべてを築きながら最期は自らも暗殺に倒れるという皮肉な結末を迎えた。その死は大騒動の後に重要関係者の暗殺までもが起こった事実が世間に露呈するのを恐れた上層部の意向により、公には病死と発表された。
一橋 喜々（ひとつばし のぶのぶ）/ 徳川 喜々（とくがわ のぶのぶ）
声 - 浪川大輔
茂茂や定々を追い落とし、新政権の樹立を目論む一橋家の現頭主である、端正な顔立ちをしたのちの十五代目征夷大将軍。
普段は紳士的に振る舞っているものの、自分に従わない者や気に入らない者は容赦なく始末しようとするなど、定々以上に横暴な一面もある。見廻組を配下に擁し鬼兵隊や春雨とも裏で手を組み、天導衆の息のかかった古い者を廃して新政権により「異国に頼るでない異国と渡り合える強国を創り上げる」という理想を謳っていたが、佐々木からは「矮小な法螺」としか見られておらず、高杉からも幕府を倒すための道具としか見られていなかった。
死神篇終盤で初登場し、銀時たちを見逃がした夜右衛門の首をはねて粛清する。将軍暗殺篇では鬼兵隊や春雨第七師団、伊賀忍の恭順派らと協力して執拗に茂茂の暗殺を目論むが、その裏で密かに天導衆と接触し、将軍の座を引き換えに政敵であったはずの天導衆に鞍替え、鬼兵隊と春雨第七師団を賊軍として切り捨てる。一連の騒動の後は正式に第十五代征夷大将軍に就任するが、京へと逃げ延びた茂茂の抹殺は諦めておらず、彼の幼馴染みである友之助を縁者を人質に取って送り込み、毒針で暗殺させた。
将軍就任後は幕府内の旧将軍派勢力の粛清を開始。茂茂の暗殺を防げなかった咎という名目で近藤と片栗虎に斬首を言い渡し、その他多数の人物を処刑・左遷する。しかし黒縄島での戦闘後には真選組が反旗を翻しただけでなく、以前より目をかけていた佐々木異三郎までもが反逆を企てていた事実を知り激怒し、警察組織そのものの一新を決定するが、この強引な決定が裏目に出て、幕府内部から多数の離脱者を招く結果となる。
烙陽決戦篇では、烙陽に向けて宇宙へと飛び立った銀時ら一行を幕府軍を率いて追跡するが、銀時らの反撃で瞬く間に旗艦を制圧され、万斉に殴り飛ばされた挙げ句、家臣たちにも見捨てられ捕虜として拘束されることになる。しかし、国を背負うことの重みを厳しく指摘しつつも敵である自分を見捨てようとしない坂本の姿や、快臨丸を襲撃した范堺との戦闘の中で自身の過去と向き合ったことで、自身の心境にも変化が訪れるようになる。
銀ノ魂篇では桂や坂本らと共に宇宙へ渡り、アルタナ解放軍提督の紫雀との交渉の末に一時和平を結ぶことに成功したが、虚の謀略により和平は破られ、解放軍の母船・天鳥船にて抑留されてしまう。その後同じく拘束されていた紫雀らと共に脱走し、解放軍の指揮を執っていた圓翔が高杉らに敗北すると、和平を持ち掛け天鳥船の墜落を防ごうとするが、暴走した解放軍の兵士が圓翔に向けて発射した銃弾の流れ弾に当たり致命傷を負ってしまう。一触即発となった両軍を最後の力を振り絞ってなおも阻止し、息を引き取った。
六転 舞蔵（ろってん まいぞう）
声 - 千葉繁、徳本英一郎（若いころ）
元先代将軍定々の側衆で、現在はそよ姫の教育係。着物で見えづらいが、実は左腕のない隻腕の身である。一見、生真面目で口うるさい人物に見えるが、Mっ気の持ち主で、特に尻を攻撃されることにこだわりがあるらしく、そよ姫が缶蹴りをしようとしたときに「姫君が缶を蹴るなどはしたないから」という理由で缶の代わりに自分の尻を差し出していた。また、茂茂にも牢に入れられた銀時たちを処罰する代わりに自分の尻を斬れと差し出した。このためか、そよ姫からは「じいや（“G（グレートに）嫌”の意）」と呼ばれているが、それでも幼いころに両親を失っている茂茂やそよ姫にとっては、実の父親同然に慕われている。また茂茂と御庭番衆との繋がりを知る唯一の人物で、茂茂が幼少時に負傷した胸の傷跡のことも知っている。
実は彼こそが鈴蘭太夫の愛した男であり、若かりしころから定々の部下として働いていたが、吉原の花魁・鈴蘭太夫が定々に利用されて泣き続けているのを見ておれず、彼女を慰めるうちに互いに恋心を抱くようになった。しかし、あまりにもの身分の違いから結ばれることができず、諦められなかった舞蔵は密かに彼女と駆け落ちの約束をしていたが、その事実を知った定々により左腕を切り落とされてしまい、刀を振るえぬ身となっただけでなく、さらには定々に脅され鈴蘭と再会することができずにいた。それでも舞蔵は、歯を食いしばる想いで幕府に忠誠を誓い続け、現在にまで至っている。
定々が銀時たちに罪を転嫁した際に「賊を城内に連れ込んだ」として責任を糾弾され、切腹を申しつけられる。その後、彼の過去を知った銀時らが駆けつけたときには残った右腕も定々によって切り落とされてしまい、瀕死の重傷を負うことになった。事件解決後、月夜の下で鈴蘭と再会、桜が舞い散る幻想の中、両腕で鈴蘭を看取った。
将軍暗殺篇では、茂茂を京へ移送する際には全蔵とともに彼の護衛に就くが、全蔵が茂茂を殺害したことに愕然とする。しかし遺体に胸の傷跡がないことから影武者と看破し、そよ姫と護衛を務めていた沖田に合流。その後、沖田の手引きで脱出し、松平に保護される。
友之助（とものすけ）
声 - 山口恵
茂茂の幼馴染である元家臣。茂茂を幼少のころから何度も助けてきた。
しかし喜々の刺客として京に送り込まれ、再会した茂茂に毒針を刺して殺害した。その直後に取り押さえられるも茂茂の後を追うように毒を呷って自害した。家族を新政権に人質にとられたことが殺害の動機であると片栗虎は推測している

### 真選組
見廻組と並ぶ二大武装警察の一つ。局長の近藤、副長の土方を中心に江戸の治安を守る。創設者は松平片栗虎。攘夷浪士の取り締まりが任務の中心であるが、その際に暴行や破壊活動などのトラブルを起こすことが多く、世間からの風当たりも強い。しばしば「幕府の犬」「税金泥棒」「チンピラ警察」などと呼ばれているが、幕府と繋がりのある重要人物であろうと悪事を働く者には容赦しない信念を持っている。また隊士のほとんどが幕府への忠誠心を誓うよりも近藤を慕っている。
元は佐々木異三郎の立案で、攘夷志士と潰し合わせるための使い捨てとして腕っ節しか能がないチンピラやゴロツキで結成された「浪士組」という集団であり、当初は隊内で派閥争いが頻発し刀傷沙汰まで起こる始末であったが、近藤らが中心となり組織としてまとまった。土方の制定した「局中法度」という隊士規則によって厳しく統制されている。
元ネタは江戸時代末期に京都で治安維持活動を行なった武装組織・新撰組。
松平 片栗虎（まつだいら かたくりこ）
声 - 若本規夫
演 - 堤真一
サングラスがトレードマークの幕府直轄の警察庁長官。性格は過激そのもので、仕事の際は艦隊を引き連れてすべてを塵と化して帰っていくことから「破壊神」の異名を持つ。本人単体での戦闘力も相当なもので、拳銃一丁でテログループを壊滅させるほど。
攘夷戦争終結後、各地で事件を起こす攘夷志士に対処すべく、側近にして後の見廻組局長・佐々木異三郎とともに各地からゴロツキを集めて「浪士組」を結成した。やがて幕府上層部が彼らの働きを認めると、近藤たちを筆頭に真選組として編成させた。彼らを管轄する上司でもあり、隊士たちからは「（松平の）とっつぁん」と呼ばれ、それなりに慕われている。仁義を重んじる性格で、家政婦として潜入していた桂を、成り行きとはいえ自分をサポートしてもらったとして正体を見破りながらも見逃した（あくまで本人は「ご主人様の娘の部屋に勝手に入るような腐れ家政婦をどっかに捨てただけ」と言っている）。徳川茂茂公の父が亡くなって以来、将軍の父親代わり（近藤曰く「悪友」）になっていたといい、将軍を「将ちゃん」と呼びキャバクラなどに連れ回していた。また徳川定々が独断で解散させた御庭番衆を密かに庇護下に置き、いろいろと世話をするなどしていた。
しかし常日頃の言動は警察庁長官とは到底思えない豪快かつ無茶苦茶なもので、彼の中での優先順位は「1：娘の事情・キャバクラ、2：己の保身（家のローンなど）、3：民間人の治安」なので、土方などからは「あんたが警察のトップなんて認めねえよ！」と言われる始末である。相手に降伏や決断を迫る際は一応3秒の猶予を与えるが、いつも1秒で打ち切り銃やバズーカを発砲する（本人曰く「男は1だけ覚えていれば生きていける」）。愛娘の栗子（くりこ、声 - 斎藤千和）のことになると見境がつかなくなるが、同じくらい夜遊びも大好きでスナック「すまいる」で豪遊することも度々、将軍に教授したこともある。
「プー助」という名の飼い犬がいたが真選組動乱篇の前後に死亡しており、大きな遺影を用意し葬式を挙げてまで弔っており、愛犬の葬式ついでに山崎の葬式も執り行われていた。
将軍暗殺篇では、御庭番衆、真選組、万事屋らを召集し茂茂の京への移送計画の指揮を執り、騒動の終結後も引き続き京へ向かう茂茂に同行するが、茂茂が毒針で刺される場に居合わせてしまい、彼を救いたい一心から激しく取り乱していた。
さらば真選組編では、事件の主犯格が喜々であると確信し単独で彼の暗殺を試みるも、元部下にして警察庁長官の座を引き継いだ異三郎に制止され、茂茂の暗殺を阻止できなかった咎との名目で近藤とともに斬首を言い渡され黒縄島に収監される。しかし近藤の救出に訪れた桂に同じく助け出され脱獄し、重傷を負いながらも生還を果たす。その後は喜々のやり方に反発して出奔した幕府関係者を取り込み、反幕府ゲリラを取りまとめる。
銀ノ魂篇では、アルタナ解放軍が江戸に侵攻してきたことで、真選組ともども江戸に帰還し、解放軍のそよ姫のいる城への砲撃を艦隊の砲撃で阻止し彼女を守ったあと戦いに加わる。終戦後はそよ姫の後見人となり、桂を黒縄島で交わした約束で政府に登用させるが、彼が初代総理大臣に上りつめたのは想定外だったらしく、そよ姫の政敵になり得ると懸念し、彼の暗殺を指揮していた。
『3年Z組銀八先生』では、体育教師兼野球部の顧問、学年主任を務めており風紀指導の担当も兼ねている。小説版第1巻ではお妙が差し入れたスクランブルエッグのせいで野球部部員とともに入院してしまった。
担当声優はこのアニメ版では、数少ない原作者の指名によるもの。
名前の由来は会津藩主・松平容保と片栗粉。外見のモデルはロバート・デ・ニーロ。
近藤 勲（こんどう いさお）
声 - 千葉進歩、國立幸（幼少時代）、たかはし智秋（女性変身時）
演 - 中村勘九郎
真選組局長。28歳。
さらば真選組篇以降、佐々木に負わされた左目上から顔の右下にかけて傷痕がある。濃い顔立ちをした男性で、周囲からはたびたび「ゴリラ」呼ばわりされている。かつては剣術道場の跡取りであり、行き場のなかった土方や沖田らを門下生として迎え入れていた。「人のいいところを見つけるのは得意だが、悪いところを見ようとしない」と沖田に言われるほどの人間味の溢れるお人好しの好漢。
普段は三枚目的な立ち位置としてボケとしての役回りが多い。お妙に社交辞令で優しいフォローの言葉をかけられて以来、彼女に一方的な好意を抱くようになり悪質なストーカー行為を繰り返している。たびたび返り討ちに遭いお妙の鉄拳制裁を喰らっているが、何度拒絶されても諦めない粘り強さは天下一品。公衆の面前で全裸になるなどの下ネタ的な言動も目立つが、時として沖田を殴りつけて諭すなど「漢」らしい場面も見せる。結成以来、真選組をその人柄でまとめ上げ引っ張ってきた人物として隊士たちからの信頼も厚い。数々の死線を潜り抜けただけあって局長の座にふさわしい実力も備えており、土方や沖田とは異なりパワーを生かした剣術を得意とする。
幼少期は盗みばかりしていた不良少年で、実家の剣術道場も一度勘当されている。その際に自身を唯一受け入れてくれた神社の宮司（猿吉小僧）に諭されたことで盗みを辞めて更生する。その後は実家に戻り、強くなるべく父親から剣術を習っていた。
将軍暗殺篇では、将軍護送作戦に護衛として参加し、さらば真選組篇では、将軍暗殺を防げなかった責を負わされて松平片栗虎とともに斬首を言い渡され、黒縄島という監獄島に幽閉される。しかし桂や佐々木らの協力もあり、その策によって顔を斜めに横切る大傷を負うも、最後は土方とともに朧を撃破し黒縄島からの脱出に成功、その後、桂の提言に従い江戸を去る。
銀ノ魂篇では、アルタナ解放軍の地上部隊に囲まれた銀時たちの前に現れ、ともに解放軍の部隊を退ける。虚との決戦では最後に土方や沖田とともに虚にとどめを刺すことに成功する。戦後は真選組を寿退職し、志村家で家事を行っていたが、実際は過去に結婚させられそうになった猩猩星のバブルス王女と再び政略結婚を組まされ、そのための主夫修業で勝手に出入りしていただけだった。一か月間にわたって行われる猩猩星の婚礼の最終日にてバブルス王女の元恋人の乱入騒ぎに乗じて脱出し、バブルス王女に別れを告げて江戸に帰還する。
『3年Z組銀八先生』では、風紀委員長だが、やはりお妙に対する変態ぶりが炸裂している。その変態行為は七不思議の一つと化していたほどで、相変わらずお妙の報復攻撃を受ける有様。風紀委員＝真選組というポジションになっており、後述の土方もそれに合わせて副委員長であり、沖田・山崎も委員である。
元ネタは新選組局長・近藤勇。
土方 十四郎（ひじかた とうしろう）
声 - 中井和哉
演 - 柳楽優弥
「鬼の副長」と呼ばれ恐れられる真選組副長。27歳。現在では短めに切った無造作な髪型でV字前髪がトレードマークである。ヘビースモーカーで、戦闘中であってもタバコを手放さない。近藤や神楽など一部の人間からは「トシ」と親しみを込めて呼ばれている。勘が鋭く頭も切れるため「真選組の頭脳」としても認められ、近藤とは対照的に全46条にもなる局中法度を定めるなど厳格な行動で隊を引っ張ってきた。
端正な容姿をしており近藤に「真選組一のモテ男」と言わしめるほどでかなりモテるものの、女性に対してはストイックでキャバクラは好きではない。基本的にクールかつ冷静沈着だが無愛想で冗談が通じず、瞳孔は常に開き気味で何かにつけて好戦的で気に入らないことがあるとすぐに食ってかかる（沖田曰く「二言目には『斬る』と言う」らしい）が、その一方で面倒見がよく、不器用な優しさを見せたりもすることも多い。過激な発言を好む面もあるが基本的には作中数少ない常識人。
極度のマヨラーでカツ丼などあらゆる料理にマヨネーズを大量にかけて食べるが、その様は傍で見ていた沖田をして「犬のエサ」と言わしめている。好物は丼一杯の白米の上にたっぷりとマヨネーズをかける通称「土方スペシャル」。またマガジンを愛読している（ただし村麻沙に呪われていたときは『週刊少年ジャンプ』の『To LOVEる -とらぶる-』を愛読していたことがある）。銀時とは顔を合わせるたびにいがみ合っているが実は似た者同士であり、どちらも幽霊と歯医者が大の苦手・常人とはかけ離れた味覚を持つなど共通点も多い。沖田からはよくおちょくられており冗談半分で命を狙われたりすることも多く、そのために喧嘩が絶えないが、実は沖田のことを気にかけており世話を焼いたりもしている。
幼少期は地元の豪農・土方家の妾の隠し子であり、実の母親の死後に義兄の為五郎により実家に引き取られ、実の弟のように大切に育てられており十四郎も為五郎にはよく懐いていた。しかし、十一の時に起こった事件から家を飛び出し疎遠になっていた。その後は誰ともつるまぬ一匹狼として近辺の道場に片っ端からケンカを売り「バラガキ」（「触れればバラのように棘が刺さるような暴れん坊」の意）と呼ばれ恐れられていたが、江戸に上京してからも盲目の義兄には月に一回手紙を送り続けている。その後、近藤と出会い彼の道場に拾われ、上京して真選組を結成以来ともに引っ張ってきた。沖田の姉であるミツバとは相思相愛の仲だったが、彼女の安全と平穏な幸せを願いあえて好意を告げずに彼女の元を去った。この一件で沖田からは怨みを抱かれていたが、彼女が江戸に訪れた際の一件でわだかまりは解消された（ただし以降も冗談半分で命を狙われたりといった関係は変わっていない）。
将軍暗殺篇では、銀時や近藤らとともに夜兎の大群を相手に奮戦。真選組が解散させられたあとは小銭形の部下に左遷されたが、真選組や桂一派とともに黒縄島から近藤と桂を奪還後、江戸を去った。銀ノ魂篇にて近藤らとともに真選組を率いて江戸に帰還し奮闘。戦後は初代内閣総理大臣に就任した桂によって田舎へ左遷されたと説明されるが、実際には桂から提案された真選組解散を一時的なものとして受け入れ、その期間を使って銀時を捜すために自ら村塾跡地へと赴いていた。
『3年Z組銀八先生』では、風紀副委員長を務める。マヨラーぶりは相変わらずで、調理室でマヨネーズの改良を行う様子が見られ、銀魂高校七不思議の一つに数えられていた。
人気投票では第1回・第2回ともに第3位とかなりの人気を誇っている。第3回・第4回・第5回・第6回ではついに二回連続で第2位であった沖田を破り、第2位に登り詰めた。またWJ（週刊少年ジャンプ）表紙登場権争奪銀魂オールキャラ総選挙では見事第1位を獲得した。
没デザインは目の死んでいない（凛々しい目つき・前髪は横分け）銀時そのもの。没になった設定での主人公だった。
元ネタは新選組副長・土方歳三。
トッシー
土方が普段の刀の修理中に手にした妖刀「村麻紗」の呪いによって生まれてしまった土方の第二人格。語尾に「〜ござる」とつけ、自身を「トッシー」、他人を「〜氏」と呼ぶなど、典型的な無気力のアキバ系オタクとなっている。
トッシーの人格に乗っ取られたのが原因で土方は数々の屈辱を味わい、そして沖田・伊東の策略にはまり一時は真選組を事実上追放されてしまうが、自身の魂を完全に食われかけながらも真選組のことを誰よりも案じていた土方はプライドを捨ててまで、普段は疎ましがっている万事屋に真選組を守ってくれるよう依頼する。
銀時の叱咤や近藤の遺言に近い発言を受け、伊東の決意を目の前にし、完全に元の人格である土方に振り切られてしまうが、呪いが完全に体を侵食してしまっていたために刀を手放すことはできず、オタク体質も若干残ってしまっており、携帯の着メロを『DANZEN! ふたりはプリキュア』に設定しているなど、トッシーの魂も完全に消滅してはいなかった。
のちにトッシーの人格と向き合い成仏させることを決意した土方によって「自らの生きた証」を得るべくオタク道を極めることになり、寺門通公式ファンクラブ決定戦にてトッシー自らの意思で新八と戦い、最終的には相打ちに終わったが、自分を認めてくれた新八・自分と向き合ってくれた土方に感謝しながら消滅した。その後、土方本人がトッシーに化け、古田・川下・藤山など親衛隊から通選組に入隊した者を親衛隊に戻した。
実写映画版「銀魂2」では、伊東の策略で天人が開発した人格が変わるチップを体内に埋め込まれたことで生まれた。
沖田 総悟（おきた そうご）
声 - 鈴村健一、岡本奈美（現・岡本ナミ）（幼少時代）、伊藤静（女性変身時）
演 - 吉沢亮、田口翔大（少年時代）、篠原湊大（幼少期）
真選組の一番隊隊長。18歳。真選組副長の座・土方の命を常に狙っている。語尾に「〜でさァ」「〜ですぜィ」「〜なんでィ」とつけてかったるくしゃべる江戸っ子口調が特徴。
見た目は中性的な美青年だが本性は好戦的かつ腹黒なドSであり、仕事をサボりがてらに惰眠や昼寝時には目玉が描かれた赤いアイマスクを愛用するなど悪ノリが好きで自由奔放な性格。攘夷志士の桂を追いかけるなどたまには真面目に仕事もしているようだが、普段はバズーカを使用することが多く、そのたびに周囲を巻き込み近藤や土方も手を焼いている。
土方にいたずらを仕掛けるために自らも3日間飲まず食わずで楽しむなど、サディズムだけでは説明不可能なエキセントリックな性格の持ち主でもある。頭の回転が速く口達者で、ロボットダンスなど大抵のことは器用にこなすことができる。ドSな面を強烈に披露する一方、ナイーブで打たれ弱く不器用な面も持つ。煉獄関での一件では自らの立場を顧みず煉獄関に乗り込むなど、自分なりの正義感も持ち合わせている。また剣の腕前は真選組随一で、真選組動乱篇では伊東派の隊士たちを単身で一掃し、将軍暗殺篇では、そよ姫の命を狙うべく襲来した一橋派の忍たちを瞬殺したうえ、直後に現れた神威とも互角に渡り合うなど、純粋に剣の腕だけなら近藤・土方をも上回るほど。
幼くして両親を亡くし姉のミツバに親同然に育てられた過去を持ち、そのため唯一の肉親である姉を心から慕っており、彼女の前では一人称が「俺」から「僕」に変化し、姉のことを「お姉ちゃん」「姉上」と呼ぶ。そのころから出会った近藤に懐き道場に通うようになるが、その後やってきた土方に姉や近藤を奪われてしまったと感じるようになる。以降土方が姉の想いを拒んだことなども相まって土方に敵意を抱いていたが、彼女が江戸に訪れた際の一件を経て乗り越えた模様。姉を大切に思う気持ちは本物であり、私欲でミツバを利用しようとした蔵場当馬を車ごと真っ二つに両断した。
近藤のことを強く慕っており、彼に刃を向ける者に対しては普段は見せない激しい怒りを見せるなどその想いは強い。また土方のことはいつも悪戯半分で命を狙ったりと何かと喧嘩ばかりしているが、本心では信頼を寄せている。銀時のことは「（万事屋の）旦那」と呼び二人で悪さばかりしており、周囲からは「ドSコンビ」と呼ばれるなど腐れ縁の仲となっている。神楽とは会うたびに喧嘩ばかりしている犬猿の仲だが、ライバル同士でもあり互いを認め合っている。
さらば真選組篇では、虚に神楽や信女とともに三人がかりで挑むもまったく歯が立たず、初めて目の前に「勝てないかもしれない相手」がいることを悟る。それでも彼を足止めするために奮戦し、銀時が虚に一矢報いるのを手助けした。脱出後は神楽と最後の勝負を行い、次会う時は必ず今よりも強くなることを約束し江戸を離れる。
銀ノ魂篇では、予定よりも早く江戸へ帰還し、アルタナ解放軍に追いつめられた銀時たちに加勢する。虚との戦いでは近藤や土方とともに奮戦し、最終的にともにとどめを刺すことに成功する。終戦後は桂によって切腹を命じられるが実際には松平の庇護下に置かれ、隠密組織（当人曰く「マフィア」）に転身した真選組を率いていた。
人気投票では第1回・第2回までも銀時に続き第2位を押さえる人気ぶりを見せた。またジャンプショップでの売上第1位は沖田のアイマスクである。第3回では土方・人気が急上昇した神威に敗れ第4位に転落した。第4回・第5回では第3位を獲得していたが、第6回では第4位に転落した。
初期設定では女隊士であり髪を横結びにしており、このキャラクターはそのまま寺門通のデザインに流用された。またこのときの「傘を武器に戦う」という設定は神楽に引き継がれた。
『3年Z組銀八先生』では、サボり気味で甘いマスクの風紀委員。こちらでも土方・周囲の人をからかうなど、腹黒さは健在。PSPをプレイしながら学園祭の見回りをするなど、奔放さもある。ここでも神楽とはライバル関係である様子。
元ネタは新選組一番隊組長・沖田総司。本作品の沖田総悟に病弱設定が反映されていない代わりに、総悟の姉である沖田ミツバが病弱体質として設定された。
山崎 退（やまざき さがる）
声 - 太田哲治
演 - 戸塚純貴
真選組の監察方（密偵）。32歳。愛称は銀時からは「ジミー」と呼ばれ、近藤からは「ザキ」と呼ばれている。
自他ともに認める地味な風貌・性格だが、その地味さ加減を生かして密偵として活動している。隠密活動時には常に非常食として真選組ソーセージを携帯している。張り込み中の食事はあんパンと牛乳にするよう自身を律しているが、その生活が一か月続いた際にはさすがに精神が崩壊寸前まで追い込まれてしまった。
真選組の結成当初は緑髪のモヒカンで「マウンテン殺鬼（ザキ）」の呼び名を名乗り武闘派の派閥を束ねており、7つの流派の頭を立て続けに倒すなど実力も高かったが、土方と沖田の地面を割るほどの素振りを目の当たりにして失禁し、以降は性格も丸くなり現在のような性格となる。仕事は忠実にこなすが怠け癖があり、暇さえあれば勤務時間中や鍛練中にもかかわらずバドミントンやカバディをしており、土方に見つかってはボコボコにされているほか、何かと土方に切腹を命じられる。愚痴を言いながらも上司の近藤や土方を慕っている様子で、彼らが率いる真選組の監察方としての確固たる信念を持っている。新八とは「お互い妙な上司を持つ者同士」かつ「地味キャラ同士」として意気投合している。また、十番隊隊長の原田右之助とは昔からの友達である。沖田と同じく銀時を「旦那」と呼ぶようになり、土方と似たような扱いを受けながらも慕っている。
真選組動乱篇では、土方の命令で伊東の動向を探り、彼による近藤の暗殺計画を察知するが伊東と組んでいた鬼兵隊の河上万斉に襲撃され重傷を負う。退院後に謹慎処分の身だった土方とともに復隊を果たした。将軍暗殺篇終盤では、沖田らとともに窮地に陥っていた近藤と土方の下に現れる。さらば真選組篇では、真選組の解散後にエリザベスたち（桂一派の攘夷志士）と組み、放浪していた沖田を説得、土方・沖田ら真選組とともに黒縄島での戦闘の末に近藤を救出したあと、自身がつけてきた犯罪者の監察レポートの最後に真選組の名を記すこととなる。
銀ノ魂篇では、真選組とともに江戸に帰還するが、虚との戦いにて首を切られ出血多量により意識不明の重体に陥る。戦後は医療機関で治療を受けるが意識は戻らず、新政府が導入した「機械同心第一號」の被検体にされ、機械として復活し、土方の下に配属される。当初は過去の記憶を失っていたが、土方や銀時とのやり取りを経て、唯一の手がかりである血まみれの警察手帳を見て記憶を取り戻す。終戦後、銀時たちに放置され、勝手に改造させられたうえに本体が2年間も昏睡状態であることに激怒して暴走し、銀時を脱走させてしまうことになった。機械と化したことで自身からカツ丼、マヨネーズを出したり、分離や変身能力などが備えられている。
『3年Z組銀八先生』でも、風紀委員として近藤らの下に就いている。ここでも隙あらばバドミントンやカバディをし、土方に鉄槌を下されている。
原田 右之助（はらだ うのすけ）
声 - 三宅健太
演 - 一ノ瀬ワタル
十番隊隊長。坊主でヒゲ面の巨漢隊士。
土方が車を利用する時は同乗し、運転することが多い。同僚である山崎とは仲がいい様子。劇中映画『えいりあんVSやくざ』を土方とともに見て感化されていた。真選組動乱篇では、見回り中にオタク化した土方に代わり隊士に異変を知らせた銀時に応え、近藤の元へと駆けつけた。到着後、土方に代わって銀時から請求書（土方の依頼分）を渡されそうになったが「おのれ、伊東め！」とスッとぼけて戦闘に参加していた。事態の終結後は万事屋に対し、こればかりは譲れぬと伝え致命傷を負った伊東の身柄の引き渡しを要請した。
斉藤 終（さいとう しまる）
声 - 櫻井孝宏
真選組三番隊隊長。桂小太郎が真選組に潜入する際に受けたテストで二刀流で斬りかかり、同等の力の試合をした。
近藤、土方、沖田とは真選組結成前からの古い付き合いで、組内では最古参メンバーの一人。近藤・土方には「終」、沖田には「終兄さん」と呼ばれている。
剣術の達人で、その腕は沖田からも一目置かれるほどである。その特徴的なアフロヘアーから「アフ狼」というあだ名がついている。
口元をマフラーで覆い寝ている時の「Zzz...」以外にはほとんどしゃべらず、隊内でもその声を聞いた者は少ない。そのためか隊内の内偵調査を任され、怪しい隊士を三番隊に引き入れて、裏切り者を粛清していた。しかし実際には単にシャイで恥ずかしがり屋であり周囲と話すのが苦手なだけであり、その結果お腹が痛くなりよくトイレに行っていったり、友達になりたい人物を描いたリストを作ったりしていた。その挙動不審な行動の結果胸に黒いものを抱える隊士が自分の悪事がばれていると誤解し、逃げ出そうとしては粛清せざるを得なかっただけである。
こうした事情から、たとえ隊規を犯した者でももう仲間を斬りたくない、そんなことならもう友達もいらないとしゃべることを諦め、孤独に生きてきたが、潜入時の行動の結果「私と会話できるのはこの男しかいない」と、桂とは友達になりたいと思っていた。策略にはまり裁判にかけられるも、友人ができないことを相談した万事屋の面々の協力の元、桂のライバルとなっている。
将軍暗殺篇では、終盤に登場。夜兎の大軍を前に絶体絶命の状況下にあった近藤、土方の前に援軍として沖田などの他の真選組メンバーとともに現れた。
さらば真選組篇では、近藤救出計画に参加。桂一派の攘夷志士と手を組み沖田を説得すべく彼の前に現れるが、エリザベスとキャラクターが被っていることからたびたび衝突する。黒縄島での戦いにも参戦し、エリザベスとともに奈落の背後を突いたり近藤を撃とうとしていた佐々木の銃を刀で弾くなど、最終的に負傷するも相当の活躍を見せた。銀ノ魂篇では、終戦後真選組を辞職していたが、実際は松平の庇護下に置かれ、引き続き隠密組織に転身した真選組に所属している。
終という名前は糸と冬吉の子供であるため。コミックス第11巻の質問コーナーにある真選組の組織図では名前の読みが「しゅう」になっており、原作者も『週刊少年ジャンプ』2014年第19号巻末コメントで「コミックス第11巻では斉藤終（しゅう）と記載されていましたが終（しまる）の間違いです。ごめんなさい」と訂正している。
伊東派の隊士の一部に、この三番隊の人間もいた。
伊東 鴨太郎（いとう かもたろう）
声 - 真殿光昭、関山美沙紀（幼少時代）
演 - 三浦春馬、中川望（幼少期）
真選組参謀。入隊してからまだ一年ほどしか経っていない新参者だが、文武両道で優れた能力を持つため参謀の地位を任され、局長の近藤からも「先生」と呼ばれるなど信頼されていた。武闘派揃いで知略を使った動きができない真選組にあって主に政治面で活躍し（土方は「真選組の頭脳」と呼ばれているが、あくまでも戦闘面の参謀）、そのため隊士からの信頼も厚かった。剣の腕は北斗一刀流免許皆伝。インテリであるが、沖田に負けず劣らずの腹黒さを持ち、副長の土方とはお互い殺してやりたいほどに忌み嫌い合っている。しかし伊東にとって、武士の最大の屈辱は「理解されない」ことであると考え、自身の器（本性）を土方は誰より「理解」していたため、それなりの評価はしていた。本性は狡猾な野心家で、真選組を裏で操り、私物化しようとしていた。
幼少時代より学問・剣術ともに秀でており「神童」とも呼ばれていたが、周囲の者たちからは強く嫉妬されて快く思われておらず、双子の兄であった鷹久が病弱で家にこもりがちだったこともあり、実の両親からも陰口を叩かれ疎まれるなど常に孤独さを抱えていた。このことがトラウマとなり、いつしか悪名でも構わず自らの器を天下に知らしめることこそが彼の野望となった。
敵であるはずの攘夷派の鬼兵隊と結託していたが、実際はただ真選組を壊滅させるための捨て駒として利用されていただけだった。そのときに、自らの愚行の報いか左腕を失った。裏切られてなお、己に救いの手を差し伸べる近藤たちの姿を目の当たりにしたことで、自分の本当に欲しかった「絆（いと）」がすでにそこにあったのを悟り、後から駆けつけた土方と向かい合ったことで、改めて互いを認めるようになる。しかし、鬼兵隊の攻撃から近藤たちを庇い、致命傷を負う。このとき、ようやく見つけた自らの絆を守るために、土方らと肩を並べて戦えないことと、絆に気がつくのが遅すぎたことを後悔した。最期は近藤の計らいで土方との決闘により倒され、裏切り者ではなく真選組の隊士として後悔もなく涙を流しながら感謝し、息を引き取った。
篠原 進之進（しのはら しんのしん）
声 - 桑原敬一
演 - 柾木玲弥
山崎と同じ真選組の監察方（密偵）。伊東とは同門の間柄であり、真選組乗っ取りを企てる伊東に味方する。伊東は粛清されたものの、篠原をはじめとした裏切り者の隊士の消息は不明。実写映画版では列車に乗り込んだ沖田の手で真っ先に粛清された。
稲山（いなやま）
声 - 平野俊隆
真選組屯所での納涼怪談大会で「赤い着物の女」の怪談をしていた男。
隈無 清蔵（くまなく せいぞう）
声 - 楠大典
真選組動乱篇以降、隊の再編成で一番隊に配属された隊士。かなりの潔癖症で厠（トイレ）掃除に真剣になり、隊内で厠革命を起こそうとする。額にほくろがあったが、沖田に取られて厠に流された。
『風の谷のナウシカ』のパロディシーンでは、他の隊士は普通の身なりをしていたのに対し、彼はパロディ元のアニメ版の登場人物になりきっていた。近藤に「清蔵さん」とさん付けで呼ばれていた。
神山 五郎（かみやま ごろう）
声 - 関俊彦
一番隊に所属する瓶底眼鏡をかけた隊士。何かと大声でしゃべりだす。過去に三人の隊士が殉職した六角事件の生き残りで、その時から沖田を敬慕（沖田に対し変態的発言・行為をしているが）しており、沖田からは鬱陶しがられてはいるが、一応信頼されているようである。下の名前はアニメ版第294話の真選組の配属表で判明している。
かつて発生した六角事件の際に創界党に協力させられていた六角屋主人の六角宗春に斬りかかられ、誤って彼を斬殺してしまう。沖田が創界党の残党に捕まった際は銀時たちに救出を懇願し、事件後は沖田とともに始末書を書かされた。携帯の沖田の番号登録は「ドSバカ」。さらば真選組篇でも、真選組の旅立ちを迎える場面で少しだけ彼らしき人物が登場している。
佐々木 鉄之助（ささき てつのすけ）
声 - 伊藤健太郎
数々のエリートを輩出している名門佐々木家の不肖の息子。定職にも就かず態度も悪いため教育として真選組に預けられ、土方の小姓を務めることになった。
佐々木家では妾の息子として疎まれており、特に義理の兄の異三郎からはゴミ同然に扱われ、謎の黒人2人組（キャップ/声 - 三浦博和、フード/声 - 大羽武士）とつるむような不良となっていた。しかしひょんなことから異三郎率いる見廻組と遭遇した際、「いっそいない方が清々する」「邪魔ならいつでも斬ってもらって構わない」と口にした異三郎に対し、憤慨した土方が自身を庇ったことを契機に生き方を改め、真面目な性格へと成長し土方を本気で慕うようになり、小姓として土方の信頼もそれなりに厚くなっていった。しかし、過去にテロリストとは知らずにつるんでいた攘夷志士グループ「知恵空党」の一派に拘束されて人質に取られ、さらにこの機に乗じて鉄之助・真選組・知恵空党をまとめて始末しようとした異三郎率いる見廻組により絶体絶命の危機に陥るが、潜入していた銀時の加勢もあり真選組により無事に救出された。
さらば真選組篇では、真選組の解体に伴い閑職に追い込まれていたが、山崎や斎藤ら隊士たちとともに桂一派と接触し近藤の救出計画に加わっていた。黒縄島での戦いでは満身創痍となった異三郎を無言で信女とともに介助し脱出を目指すが、土壇場で自分たちを庇った異三郎が上昇中の船から落下してしまい、必死で手を伸ばした信女を神楽とともに制止した。脱出後は異三郎の死に涙した信女に対し自身の佐々木に対する屈折した心情を打ち明け、最後は他の隊士たちとともに異三郎に向け敬礼した。
Bボーイを気取っていたが、サングラスを外すと少女マンガのような綺麗でキラキラとした目をしている（本人曰く「ベビーフェイス」）。

### 見廻組
真選組と同類の職務体系を持つ警察組織。真選組と違い徳川幕府ではなく一橋派の息がかかっている。田舎侍が多い真選組と違い、名門の良家から選りすぐったエリートにより結成された。メンバー制服は真選組のデザインとほぼ同じだが生地の色は白く（佐々木異三郎曰く「作者にもエコ」）、隊士には副長の今井信女らをはじめ女性も存在する。
バラガキ篇では、テロリストもろとも真選組を壊滅させようと目論んでいたが、銀時の妨害により失敗に終わった。一国傾城篇では、将軍である徳川茂茂の命により、真選組ら他の警察組織とともに定々を失脚に追い込んだ。喜々が第十五代将軍に就き佐々木が警察庁長官に昇進して以降は、解体された真選組に変わって喜々の護衛や町の警備などを行っていた。
さらば真選組篇では、黒縄島にて天照院奈落とともに真選組と桂一派の面々ら抵抗勢力を待ち受けていたが、見廻組を率いる佐々木の離反を予期していた奈落によって戦闘の最中に抵抗勢力ごと攻撃され、多数の死者が出て佐々木も落命するなど甚大な被害を受けた。黒縄島の脱出後は信女以外の生き残った隊員たちの多くは脱出を手助けしてくれた真選組への恩義から真選組に加入し、組織の再編も為されなかったことで事実上消滅した。
佐々木 異三郎（ささき いさぶろう）
声 - 森川智之
見廻組元局長。名門佐々木家の長男で、文武両道であり「三天の怪物」と渾名される生粋のエリート。一人称は「私」で、敬語口調で話す。一橋派や高杉とも繋がりがある。日頃は目が半開きで、右目に片眼鏡をかけたつかみどころのない風体。妾の息子である異母兄弟の鉄之助のことはゴミ同然に扱っており、バラガキ篇で鉄之助が人質に取られた時にはテロリストグループを壊滅させる名目で、真選組もろとも鉄之助までまとめて始末しようとした。
拳銃と刀を同時に使いこなし、バラガキ篇では、その技で土方を圧倒したが、銀時の加勢と真選組の団結力の前に計画は断念。見下していた真選組を「悪ガキのエリート」と認めて退いた。一国傾城篇では、定々の手先に重傷を負わされるが終盤で復帰し、真選組と協力して定々を退陣に追い込んだ。
極度の携帯依存症で、「友達が少ないから」という理由で他人の携帯電話に強引に自分のメールアドレスを登録する（その際の登録名は「さぶちゃん」）。銀時が潜入捜査している間でもひっきりなしにメールを送り、そのメールもどこかの芸能人のブログで見たことがある語尾や顔文字をふんだんに盛り込んだもので、銀時曰く「ギザウザス」。
真選組のことは疎ましく思っており、嫌味からファンを公言し「（エリート揃いの見廻組と違い）貧しく無能な人間が江戸を護っている奇跡の集団」と評している。しかし、さらば真選組篇では、近藤の侍であらんとする生き方を羨み、「真選組に負けたくなかった」と土方に本心を吐露している。
かつて攘夷志士との潰し合いを目的に松平とともに浪士組（のちの真選組）の創設に関わっていた。その一方で奈落と結託し、当時の将軍・定々と敵対していた一橋斉々・喜々の親子の暗殺計画にも加わっていたが、近藤らの姿に心が揺らぎ、自ら計画を妨害する事を選ぶ。しかしこのことが奈落に知られ、制裁として奈落の刺客に妻子を殺されてしまう。この一件で家族を護れなかった自分自身と国を憎み、倒幕を目的に一橋派へ取り入り、喜々の将軍就任後は各地で喜々とともに強権を示し、反勢力を弾圧・粛清し続けることで自らが新政権の悪政を担い、反幕府勢力の決起を促すことを目論む。そしてその目的のために妻子殺害の張本人である骸（のちの信女）を「復讐」の道具として奈落から引き抜き、そばに置いていた。一方で当時の現場状況から実際は骸が妻子を殺したのではないことも悟っており、そのためか自分の娘につけるはずだった「信女」という名を与えるなど、次第に彼女に情が移ってしまう。
喜々政権樹立後は松平に代わり警察庁長官に昇進、見廻組局長の兼任になる。黒縄島からの脱獄を図る近藤、桂、松平と彼らの救出を目指す真選組と桂一派らを抹殺するため、部隊を率いて黒縄島に乗り込む。しかし彼の真の計画を悟った奈落が参戦したことでなし崩し的に近藤らと共闘し、その際近藤の言葉から自分が信女と娘を重ねて見ていたことを自覚する。その後、周りを取り囲んだ奈落から自らが殺した体を装って近藤をかばい、満身創痍になりながらも再会した信女、鉄之助の助けを得て脱出を図る。しかし、手負いで倒れていたはずの奈落の敵兵から身を挺して二人をかばった直後、敵の砲撃が立っていた船のタラップを直撃し落下。自身が「信女」という名前に込めた願いがちゃんと「娘」に届いていたことに満足気な表情を浮かべながら暗闇に消えていった。死後、ただ一人で権力に抗い続けていた者として、真選組、見廻組双方のメンバーや信女から「警察庁長官」として哀悼の敬礼を向けられた。
『3年Z組銀八先生』では、フォーエバーで3Zの生徒として登場。携帯依存症であるのは変わらず、図書室で新八に対してメールを頻繁に送っていた。
今井 信女（いまい のぶめ）
声 - 平野綾
赤目で黒髪（アニメ版では紺色）姫カットの見廻組女副長。刀の鞘が異様に長く見えるのは鞘の両側に長刀と短刀が収められているためであり、二度沖田相手に二刀流を披露している。無表情で確実に相手の息の根を止めることに念頭を置いて攻撃を行う「殺しのエリート」であり、その腕前は近藤に「暗殺剣」と言わしめるほどのもの。好物はドーナツ、特にポンデリング。普段はめんどくさがりなところがある。
「今井信女」の名は異三郎と出会ったときにつけられた名であり、かつては「骸」の呼び名で暗殺部隊『天照院奈落』に所属しており、幼くして奈落三羽烏の一人に数えられており「死神の落胤」とも称されていた。今でも首の後ろに八咫烏の入れ墨がある。異三郎の言う通り、実力では朧にも引けを取らなかったことが明かされている。また奈落にいたころには投獄された松陽の牢番を務め彼から教えを受けており、後には自らを「松陽の弟子」と称した。
朧に命じられ異三郎の妻子殺害に携わった張本人。実際には松陽に影響を受けていた彼女は逆に妻子を守ろうとしていた。しかし現場に到着したときにはすでに先行した奈落の兵が妻子を殺害したあとだったため、彼らに深手を負わせ一掃。その後、現場に現れた異三郎に自分を切るよう頼むが、「本当の敵」を見据えた異三郎は敢えて彼女を切らず、自身の復讐の道具として使うことを決める。そして時が来れば異三郎自身をその剣で切るよう彼女に命じていた。
バラガキ篇では、ビルの中にて沖田と対峙して斬り合い、テロリストが逃げた際は一時休戦してテロリストを一網打尽にした後再戦、沖田のビルを切り崩す罠にはまってビルごと崩落したが、翌日に異三郎が吊るしたドーナツに釣られて脱出した。一国傾城篇では、重傷を負った異三郎に代わり、見廻組副長として定々を逮捕するために銀時たちと共闘した。
黒縄島では、見廻組の先頭に立って沖田と交戦し、その合間に真選組と佐々木の過去を彼に明かす。それまでは異三郎の言葉通り彼を斬ることが自分の役目としていたが、神楽の言葉や直後に突如現れた虚の参戦を受け、自らの意思で剣を握り、見廻組を真選組らとともに脱出させることを決意する。沖田、神楽とともに虚を相手取り奮戦するが、その桁外れの力に圧倒され重傷を負う。その後は沖田と神楽に肩を借りながら戦線を離脱し、再会した異三郎を介助しながら脱出用の船を目指すが、土壇場で異三郎が自分たちを庇い上昇中の船から落下してしまう。
黒縄島脱出後は江戸を脱出した真選組に近藤の恩に報いるため多くの旧見廻組メンバーが同行する中一人江戸に残り、佐々木異三郎の同志として、また吉田松陽の弟子の一人として虚を倒すべく、虚の正体、彼と春雨の関係について銀時らと生き残りの鬼兵隊に語り、宇宙に向かう銀時らの後押しをした。
最終章では、銀時たちと合流し、奈落が襲撃したアルタナ解放軍の駐屯地にて虚と対峙するが、撤退時にアルタナ解放軍の砲撃から銀時をかばい重傷を負ってしまう。江戸に帰還した真選組から治療を受けたあとは、そよ姫の警護にあたる。虚による龍脈の暴走後はそよ姫から敵を引き離すため戦線に復帰し、地球へやってきた星海坊主を連れて銀時たちと合流するが、負傷していた阿音・百音への手当てをするため彼らと別れる。龍脈を抑えつける定春に斬りかかる虚と対峙し、何度でも立ち上がる銀時たちの姿に「恐れ」という感情を抱く彼に、かつて松陽から教わった言葉を告げた。戦後、そよ姫を旧幕府の政敵から護るため、佐々木の後任として女性初の警察庁長官に就任する。
制服は雑誌『週刊少年ジャンプ』掲載時にはズボンだったが、単行本第四十二巻収録時にはホットパンツに変更されている。烙陽決戦篇では、花柄（桔梗と推察される）が施された和装姿に変わっている。
『3年Z組銀八先生』では、フォーエバーで図書室にいた生徒として登場。ここでもドーナツ好きは変わらず、ドーナツ型人形に学ランを着せ、彼氏に見立ててカップルの芝居を行うというボケを披露した。

### 御庭番衆
かつて将軍家を警護していた忍たち。作中では天人襲来時に徳川定々によって天照院奈落と結託するため一斉にリストラされるが、実際には警察庁長官の松平片栗虎によって彼の庇護下に置かれ、有事の際には再結集する手筈になっていた。過去の出来事から、現在の将軍である徳川茂茂とは深い絆がある。将軍暗殺篇で将軍の影武者である銀時たちを護衛しながら忍の里・伊賀に向かい、伊賀衆らとともに鬼兵隊や春雨の第七師団と交戦する。銀ノ魂篇では、アルタナ解放軍および虚を倒すために参戦した。
猿飛 あやめ（さるとび あやめ）
声 - 小林ゆう、興津和幸（男性変身時）
演 - 夏菜
元御庭番衆のくノ一で、現在は悪党を裁く始末屋として働いている。群青色の瞳に紫色のロングヘアーを持つグラマラスな美女。右目に泣きボクロがある。得意技は好物である納豆を使った攻撃。愛称は「さっちゃん」。初登場時は銀時を利用するつもりで丸め込もうとするが、危ういところを助けられて以来銀時に惚れてしまった。
自他ともに認めるマゾヒストで、銀時にぞんざいに扱われることを快感としている。一応「メス豚モード」と「始末屋モード」（どちらも自身が命名）を使い分けているが、場の空気・感情・状況に流されやすく、すぐに切り替わってしまう。
忍者としても始末屋としても一流の実力があるがド近眼であり、伊賀製の特別な忍眼鏡をかけているがそれがないと何も見えなくなってしまううえに聴力まで悪くなり、自身で気付かぬうちにとんでもないボケを繰り出す。また眼鏡をしていても「銀時の格好をした神楽」を銀時と思い込んでいた。
最初は銀時に淡い恋心を抱くだけであったが、登場回数を重ねるごとに銀時に「求愛」と称し悪質なストーカー行為を繰り返すようになった。いつも銀時をつけ回しているため、大体の出来事は把握しているが、呼ばれなければ普段は出てくることはない。銀時本人はストーキングされていることを知っているらしく、彼女を呼び出す際には隠れている場所に正確に木刀を投げ当てている。
銀時に積極的かつ過剰なアプローチを繰り返しているが、銀時の想定外の反応や、正攻法でのアプローチをしようとすると緊張してしまう純情な一面も持っている。また、バレンタインに銀時にチョコを渡すために協力を要請しに来た神楽に、「さっちゃんみたいなデリカシーのない女の力が必要」と言われた時は傷ついていた。
お妙を一方的に恋敵だと思い込んでいるため、事あるごとに対立している。また、銀時に好意を抱いている月詠も恋敵として認識している。
将軍暗殺篇では、御庭番衆の一員として再終結し茂茂の護衛計画に加わる。全蔵が茂茂を暗殺したと聞かされた際は大きな衝撃を受けるが、のちに百地から全蔵の本当の狙いを聞かされた際は必死に伊賀に再来した鬼兵隊の艦で単身奮戦する彼の下へと走り、その窮地を救う。その後、重傷を負った全蔵を介助しながらともに伊賀からの脱出を目指すが、高杉に背後から刀で貫かれ自身も重傷を負う。しかし、その後現れた銀時らや生き残りの御庭番衆の援護を受け、無事に伊賀を脱出することに成功する。
『3年Z組銀八先生』では、保健委員を務めている。こちらでもクラスの担任である銀八への求愛行動を事あるごとに繰り出すが、当然ながら銀八には気味悪がられており、まったく振り向いてもらえない。
『金魂』では、ホストクラブ「新鮮組」のパトロンで、片栗虎の娘という設定。
苗字のモデルは真田幸村に仕えた真田十勇士の一人・猿飛佐助。名前の由来は髪の色が菖蒲の花に似ていることから。
服部 全蔵（はっとり ぜんぞう）
声 - 藤原啓治（テレビ版）→森川智之（銀魂 THE FINAL）、くまいもとこ（幼少期）
大晦日に銀時とジャンプ合併号を争奪しあったジャンプマニア。大痔主の忍者で、それが原因で入院したこともあり、神楽からは「イボ痔忍者」と呼ばれている。
元御庭番衆筆頭で忍術に長けており、「摩利支天（まりしてん）の全蔵」の異名を持つ。前髪で目が隠れているため、素顔は不明。銀時とは出会った際の立場や状況の悪さから二度ほど対戦しているが、完全に「犬猿の仲」というわけではなく、腐れ縁的な存在で話も合い、紅蜘蛛篇では、彼を助けたこともある。御庭番衆史上最も恐れられたと言われるだけあり、銀時とも互角に渡り合えるかなりの実力者である。
忍者としての師でもある父親に対しては普段から迷惑をかけられていたらしく、かなりうっとうしく思っていた（葬式を開くことさえ渋っていたほど）反面、彼が子供のように無邪気な点に関しては尊敬していたり父に重傷を負わせた地雷亜の捜索をしていたりなど、心底から嫌っていたわけではないようである。
御庭番衆をリストラされたあとはフリーターとして職場を転々としている。
将軍暗殺篇では、本物の茂茂の護衛として近付くも、そのまま茂茂の首をはねて殺害する。しかし実は殺害されたのは影武者の影丸であり、事前に計画を知り茂茂の友人として彼を社会的に抹殺することで、その命を救うために汚名を着ていたことが判明する。鬼兵隊と第七師団が伊賀に攻め込んできた際には一人で鬼兵隊と交戦するも、追い詰められたところをあやめに助けられ、銀時や茂茂らと合流する。
銀ノ魂篇では、あやめらとともに御庭番衆のメンバーを引き連れ、解放軍と交戦する銀時たち、そして真選組に加勢し、戦いに加わる。
当初は茂茂と同じく将軍暗殺篇で死亡する予定だったが、原作者が思っていた以上にあやめが活躍したためそのまま生き残らせることとなった。
『3年Z組銀八先生』では、日本史の教師で、痔持ちなのは変わらず。小説版第2巻では原作同様忍者としての能力を発揮していた。
フリーター戦隊 シノビ5（ファイブ）
剛（ごう）
声 - 羽多野渉
忍としては人一倍の強い意志と誇りを持つが、報われない人物。異名は「韋駄天（いだてん）の剛」。
ゴニンジャーとの激突の際、桂の下剤入りカレーを食べ、腹を壊しながらも対抗しようと忍法「分身の術」を使うが、本体がバレバレだったため、新八にあっさり倒された。全蔵の父の葬式や忍者の忘年会にも出席している。将軍暗殺篇では、修輪や脇薫とともに第七師団と交戦する。
修輪（しゅわ）
声 - 江川央生
忍術より格闘術が得意な様子の男。異名は「毘沙門天（びしゃもんてん）の修輪」。
筋骨隆々でグラサンをかけている。忍法「怒品愚（ドーピング）」を使い、筋肉を強化して膨らませようとするが力の入れ具合を間違え違うところを膨らませてしまい、新八の突っ込みにより敗北した。将軍暗殺篇では、剛や薫とともに第七師団と交戦する。
脇 薫（わき かおる）
声 - 新井里美
高飛車で傲慢な性格をしている美女。異名は「弁財天（べんざいてん）の薫」で、「ホーホホホ」と高笑いし、語尾に「よん」とつける。
忍者学校時代は学園のマドンナで、あやめとはライバルのような関係。忍法「呪縛旋花」で銀時を苦しめるが、あやめの忍法「ねばーぎぶあっぷ」で忍法を破られた挙句、彼女に容赦なく納豆を顔面に叩きつけられ敗北。実家は花屋を経営しており、たまに営業を手伝うが売り上げは悪い。勤め先の「くノ一カフェ」の店長の結婚記念品の創作を手伝うなど、優しい一面も持っている。将軍暗殺篇では、剛や修輪とともに第七師団と交戦する。あやめや全蔵とは少なからず交流がある様子。あやめ曰く親友の関からは嫌われていた。
松尾（まつお）
声 - 松尾まつお
インテリらしく眼鏡をかけた男。データを分析するのが得意らしいが、何に対しても同じ確率（99.8%）しか出さない。
「広目天（こうもくてん）の松尾」の異名を持っているが、データ分析以外はまったく戦力にならず、すぐに新八と桂に敗北した。将軍暗殺篇では、シノビ5で唯一登場していない。
全蔵の父
声 - 西村知道
登場するほとんどの元御庭番たちの師匠で、歴代の御庭番の中でも最強と称されるほどの忍。故人。高齢であるが、御庭番としての身体能力はかなりのものだった。20年以上前に地雷亜から先代将軍（徳川定々）を守るため影武者として入れ替わった際に地雷亜によって両足を負傷させられ、その傷が元で隠居することとなり後進の指導に回った。
稚気溢れる人物で、缶けりが大好きで忍者学校の生徒たちにとても慕われていた。缶けりへの想いからか彼の葬式の当日、かぶき町の片隅で万事屋の前に幽霊として現れ、缶けりに興じた。成仏はしていないようであり、アニメの第7期OP（オープニング）にも登場している。生前、全蔵が集めていたジャンプを古本屋で売り飛ばし、売った金でアダルトDVDを買い込んだという（全蔵曰く「いろいろあったが、総合すると『駄目親父』」）。
鳶田 段蔵（とびた だんぞう）
元御庭番衆。
詳細は地雷亜を参照。
影丸（かげまる）
御庭番衆の一人。幼少のころに茂茂の影武者として水戸派にさらわれるが、当の茂茂本人によって助けられる。その際に茂茂は胸に傷を負うが、その事実を定々に隠すため、茂茂の依頼で彼の傷が癒えるまでの半年間、彼と成り代わって本物の茂茂として過ごしていた。
御庭番衆の解散後、将軍暗殺篇にて茂茂に命を救われた恩を返すために再び影武者となり、全蔵に殺害される。

### 柳生家
かつては将軍家指南役をも仰せつかっていた「柳生陳陰流」という流派の剣術家一族。現当主の輿矩、息子（実の娘）で次期当主の九兵衛、九兵衛の祖父の前当主である敏木斎、配下の柳生四天王らがいる。東城の日記から「裏柳生」という分家にあたる存在が確認されている。
柳生 九兵衛（やぎゅう きゅうべえ）
声 - 折笠富美子
先祖代々将軍家に仕えてきた名家・柳生家の次期当主。お妙の幼馴染みで、新八とも幼少期に面識があった。髪型はポニーテールで、左目にかかる前髪をかき上げており、逆に右目の方には前髪がかかっている。一人称は「僕」であるが、性別は女。常に剣豪として正装しており、周囲には女性だとは気づかせないようにしている。
隻眼で小柄な体格だが、初登場時は当時の土方と複数の隊士を圧倒する実力を持ち「柳生家始まって以来の天才」と呼ばれるほどである。剣の速さは神速と謳われている。お妙に対し並々ならぬ愛情を抱いており、幼いころに彼女を借金取りから守ろうとして戦った際に左目を負傷した。このことはお妙にとって大きな負い目となっている。
母親が九兵衛の出産後に死去し、現在の柳生家には他に家を継ぐ嫡男がおらず「後妻を迎え先妻の娘として九兵衛の居場所がなくなるよりはマシ」として、父と祖父に男として育てられたことで、自分の性別についてのアイデンティティーが曖昧になっていた。
初登場である柳生篇では、高い才能と実力を持ちながらも傲慢な性格をしたシリアスなキャラとして登場し、武者修行から戻ってきたあと、お妙に対する独善的な執着心から、彼女が自身を強く拒絶できないのを知っていながら、強引に柳生家に「嫁」として迎え入れようとする。お妙の弟である新八のことは彼女の足枷として完全に邪魔者扱いしており、自分の身勝手さを棚に上げて、新八の存在自体がお妙をずっと苦しめているかのような物言いをしていた。
柳生篇完結後は、性格がかなり丸くなり、現在お妙とは（とりあえずは）普通の女友達として付き合い、新八を邪険に扱う態度もとらなくなった。しかし、剣一筋に生きてきたことや世間一般常識には疎いことが原因でボケに回ることが多くなり、特に神楽のいい加減な発言を真に受けてしまうことも少なくない。また、柳生篇以降も（ギャグシーンで）お妙を強く想うあまり暴走じみた行動を起こすことがたまにあり、彼女に近藤をはじめとする他の男が絡むと殺意を剥き出しにする。
現在でも女性としての生き方に憧れや未練があり、実際にかなりの美少女で、キャバクラで着替えさせられた姿はすまいる店長とお妙に絶賛されたほど。また第6期OPでお妙によってゴスロリ着物に着替えさせられるシーンがある。女物の服を着るときはもっぱらツインテールになり、眼帯も可愛いデザインのものに着け替えている。
柳生篇では、九兵衛が女であることに気づいたために動きが鈍くなった土方を倒し、銀時と新八を追い詰め、最後は銀時の皿を割ろうとするも返り討ちに遭い敗北。万事屋一行と和解後は近藤とバブルス王女との結婚式会場に訪れ、式を台無しにした詫びとして大量のご祝儀を置いていった。
男に触れられることに拒絶反応を起こし、自分に触れた男は誰であろうと容赦なく投げ飛ばす。度を超えて過保護な東城のことは基本的に嫌っているが、存在や剣の腕前は認めている。
銀ノ魂篇では、アルタナ解放軍の侵略に対し義勇兵を募り、柳生一門とともに応戦する。万事屋と百華とともに王蓋を倒し、残った兵士たちの掃討にあたるが、王蓋に不意を突かれ意識不明の重体となってしまう。虚との決戦時に戦線復帰し、柳生一門とともに奈落と戦った。2年後では、変わらず柳生家で剣術指南をしている一方で、柳生の剣を護るため、病に伏せる敏木斎にお見合いをすることを告げた。お妙とともにお見合い用の着物を買いに衣服店で試着していたところ下着を失くし、さっちゃんから逃げようとしていた銀時がその下着を被っていた。
『3年Z組銀八先生』には、小説版第2巻で初登場。こちらでは一家の規則がないため女子の制服を着ているが、スカートに慣れていないため、下にジャージを着用していた（ただ、小学生風の妄想シーンや第16期ED（エンディング）や小説版第4巻の表紙ではスカート姿である）。「ちょっとワケあり美少女」として紹介されている。リターンズでは、セレブであることを鼻にかけるような言動をすることが多い。
策士な一面があり、ダイエットのために断食道場に通ったときは他の修業者たちを陥れるために下剤入りのポテトチップスを用意していたが、全員同じ手を打っていたため、結果として共倒れになった。
ゲーム版では『銀魂 銀玉くえすと 銀さんが転職したり世界を救ったり』から登場。柳生篇よりも先に紅桜篇で登場しており、本気を出した高杉に負けて捕まった新八らを救出する。なお、銀魂バトル中に彼女に銀時専用の技「これが俺の卍塊!」を使うと「舞え!袖の白雪!」と斬魄刀を使おうとする。
柳生 輿矩（やぎゅう こしのり）
声 - 黒田崇矢
九兵衛の父で、柳生家の現当主。九兵衛より遥かに背が低い。
柳生家の剣とセレブの血筋を守ることに心血を注いでいるため、九兵衛に自身を「父上」ではなく「パパ上」と呼ばせるなど言動に細心の注意を払ったり、猫アレルギーにもかかわらずセレブらしく見せるために無理してペルシャ猫を抱いたりしている。そのため敏木斎がゴミを拾ってくることや九兵衛の将来、柳生四天王が自分よりも九兵衛の命令を優先的に聞くことに頭を悩まされている。セレブであることにこだわることから、金持ちと付き合おうとする俗っぽい面も見受けられ、九兵衛の誕生日パーティに招かれてもいないセレブたちが大勢押しかけてくる遠因にもなっている。一方で亡き妻や九兵衛に対する愛情は深く、九兵衛の立場を守るために、後妻を持って男の跡継ぎを生むことを断固として固辞していたこともある。唯一の子となった九兵衛を、柳生家で生き延びさせるために男として育てているが、本当に男になることを望んでいたわけではなかったために、彼女の精神や感性を不安定にしてしまったことに内心では後悔と責任を感じている。現在は敏木斎とともにことの成り行きを自然に任せ、九兵衛の望むようにする方が一番いいと考え、彼女を見守るというスタンスを取っているようである。
その後はあまり登場しないが、万事屋に年賀状を出したりしたほか、恒道館道場篇（アニメ版では、ビームサーベ流篇）では幕府に恩を売るためにビームを跳ね返すためのバリアを札束で作っていた（一か所だけ敏木斎が高木ブーの写真を混ぜていた）。
『3年Z組銀八先生』には、アニメ版の第16期ED（エンディング）にのみ登場。小説版の挿絵や漫画本編には登場していない。敏木斎とともに、銀魂高校の卒業式に来ている。
柳生 敏木斎（やぎゅう びんぼくさい）
声 - 龍田直樹
柳生家の前当主で九兵衛の祖父にして剣の師であり、彼女に神速の剣を叩き込んだ張本人。九兵衛や輿矩よりも背が低い。名前の通り性格や思考は極度に貧乏臭い。ゴミを「勿体無い」「まだ使える」などという理由で持ち帰り、敷地内にゴミ屋敷を作っている。他にも、お妙の黒コゲ料理すらもったいなさゆえに食べたり（のちに下痢で苦しむが）、トイレに紙がなかったため柳生家秘伝の巻物で尻を拭くという暴挙に走るなど（同じトイレにいた銀時は財布の中にあった千円札で尻を拭いている）、極度の貧乏臭さでとんでもない行動が目立つ。しかし柳生家歴代当主の中でも最強と謳われる実力者であり、小柄で俊敏な身体を生かして銀時と互角以上に渡り合い、九兵衛とともに銀時と新八を追い詰め、銀時の隙を突いて彼を倒すことには成功するも、直後に自分の隙を突いた新八による渾身の一撃で皿を割られ、敗北。その後は輿矩とともに九兵衛を見守っている。銀時とまともな勝負をして彼を倒した数少ない人物で、銀ノ魂篇では荼吉尼族の天人二人を一瞬で倒している。虚との決戦後、柳生家を九兵衛と輿矩に任せ、食中毒で寝込んでいたところを一年後に失踪し、現在はかぶき町でゴミ漁りをしている。
『3年Z組銀八先生』には、アニメ版の第16期ED（エンディング）にのみ登場。小説版の挿絵や漫画本編には登場していない。輿矩とともに、銀魂高校の卒業式に来ている。
柳生四天王
柳生家に仕える門下生のうち、実力の高い4人。基本的には輿矩ではなく九兵衛に忠実で彼女のいうことを優先的に聞く。4人とも実力は相当高いが柳生家に乗り込んできた万事屋・真選組一行に4人全員敗北した。銀ノ魂篇でも柳生一門の者たちと共に参戦し、解放軍や荼吉尼の軍勢と交戦した。
東城 歩（とうじょう あゆむ）
声 - 遊佐浩二
四天王一の実力を持つリーダー格。九兵衛の従者的存在にあたる長髪の青年。温厚そうな風貌をしているが性格は短気。特に生卵の鮮度にうるさい。普段は糸目だが、キレると大きく見開かれ、一度だけではあるがレーザービームを発射したことがある。ただし柳生篇でトイレットペーパーの無いトイレに閉じ込められた際には極限の状況ゆえに目を見開くことが度々あった。柳生篇では近藤と対峙し互いに渾身の一撃で切り結ぶが倒される。
九兵衛の幼少のころから彼女の護衛と世話係をしており、彼女が男として育てられることへの苦しみについても理解していた。九兵衛や自分の日常などが書かれた「若の成長日記」を日々記しているが、その内容は新八曰く「九兵衛への嫌がらせとLOFTの「カーテンのシャー」の話しか書いていない」。彼女を守ることに命を懸けているが、ストーカー紛いの行為が多すぎて、当の九兵衛からはうっとうしがられている。登場を重ねる度に九兵衛への愛情は募る一方、九兵衛と「さるお方」の仲に狂気的なまでに嫉妬するなど、前述のように九兵衛に対して行きすぎた行動ばかりが窺えるが、九兵衛の誕生日パーティーで招かれもしないのに勝手に来たセレブの面々から罵倒された新八たちをかばいセレブたちを追い返す一面も見られる。しかし、直後に九兵衛から「パパ上（輿矩）に怒られても知らんぞ」と言われた際にはかなりビビっていた。また個人的にソープランド通いをしていたため、それ以外の風俗店を知らずキャバクラをそれと誤解していた。
初登場の柳生篇では、沖田に負けた南戸を「若の顔に泥を塗る」として制裁するなど冷酷な一面を見せていたが、その後は登場するたびに変態的な行動がエスカレートしており、九兵衛の部屋から整形外科のパンフレットを見つけた際には、勝手な早とちりをしたうえに、銀時たちと情報収集をした際には彼らが真面目に情報を集めていたにもかかわらず自身はソープランドに出入りしていた。高天原に来店した際には、九兵衛の勘違いとはいえ他の柳生一門のメンバーが女装しているにもかかわらず、自身はソープ嬢の格好をしていた。同店で百華、かまっ娘倶楽部と居合わせた際にはあずみたちと「クリニック自慢」なる大喧嘩していた。
『3年Z組銀八先生』でも、3Zの生徒として登場。ここでも漫画本編と同様に九兵衛の世話係として、彼女のそばに就いている。
北大路 斎（きたおおじ いつき）
声 - 浜田賢二
四天王でナンバー2の実力を持つ。黒髪オールバック、眼鏡に切れ目という風体だが、眼鏡を外すと目が「3」にディフォルメ化する。東城と同じく九兵衛が幼少のころより柳生家に仕えており、男として育てられていた彼女の苦しみについても理解している。
性格的にはクールだが、洗練された道場剣術を尊び、粗野な実戦剣術を見下すなどやや斜に構えた面がある。相手の弱点を即座に見抜く洞察力の持ち主。オムライスに大量にケチャップをかける熱烈なケチャラー。その理由は自分のトマト嫌いを逆手に取り、何にでもトマトケチャップをかけて食べる一種のメンタルトレーニングの結果、今ではトマトにケチャップをかけて食べるほどの大のトマト好きになったことによる（客観的にみればただの不摂生）。南戸のナルシストな言動に毒舌でツッコむことが多いが、仲間として彼なりに大事に思っているようである。
土方相手に余裕の表情で挑み、腹の内の読み合いで善戦し彼を追い詰めるが、最終的に喧嘩剣法の荒ぶる太刀筋を読み切れずに敗れる。
西野 掴（にしの つかむ）
声 - 園部好德
剣術より格闘技を駆使する男。スキンヘッドの大男だが、お子様ランチが好物である。神楽と沖田が仲間割れを起こした際に気遣ったりと穏やかな一面も持つ。腕力は（片腕を負傷した）神楽とほぼ同レベル。神楽と沖田のコンビに有利に立ったが敗北。銀ノ魂篇では、王蓋の攻撃で右腕を吹き飛ばされるも、辛うじて一命は取り留めた。
南戸 粋（みなみと すい）
声 - 緑川光
四天王の一人。自称二枚目（要するにナルシスト）。なぜか存在を「男性器」と例えられる。西野曰く「顔面男性器」、東城曰く「全身男性器」。女好きのフェミニストでもあり、お滝にいびられた女性たちを毎回慰めているらしい。柳生篇では、鍛錬を怠っていたため剣の腕は四天王最弱とされる。空中戦が得意だが沖田に一蹴され、失望した東城に倒された。

### 天照院奈落
天導衆配下の暗殺組織で、全員が御徒衆の装束をしている。古くから時の権力者によって利用され、国の采配に関わってきた。徳川定々は天人襲来の折に御庭番衆を廃して彼らと繋がり、その謀略に利用していた。攘夷戦争にも幕府勢として参加し、銀時らとも一戦交えている。メンバーは体に八咫烏の入墨がある。
メンバーは幼少期より拾われて暗殺者としての教育を受ける。初登場時点の首領格である朧、今井信女こと骸、それに柩の3人は奈落の中でも屈指の実力者に数え上げられ「奈落三羽烏」の異名を持つ。
一国傾城篇では、定々の命を受けて江戸城に侵入した万事屋たちと交戦した。将軍暗殺篇では、将軍派と鬼兵隊・第七師団の激闘により両者疲弊し切ったところに現れ、両陣営をまとめて潰そうとした。さらば真選組篇では、黒縄島にて見廻組とともに真選組と桂一派の面々らの襲撃を待ち受け、さらに離反した見廻組をもまとめて始末しようと試み、佐々木異三郎を落命させるなど甚大な被害を与えた。また同篇における異三郎の回想より、真選組創設のきっかけとなった天導衆に抗する一橋派の徳川斉々の暗殺計画、およびそれを阻害した異三郎への報復を目的とした彼の妻子の暗殺にも関わっていたことが明かされた。
烙陽決戦篇では、鬼兵隊らを葬ろうとするが、復活した高杉の参戦により劣勢に陥り、朧も高杉との互い信念を賭けた一騎討ちの末に死亡した。銀ノ魂篇では、朧に替わる新たな首領格の柩をはじめとするメンバーは、朧同様に虚の不死の血を少量ながら分け与えられた不完全な不死者と化しており、虚の命の下執拗に抵抗勢力を阻害する。
2年後では、星芒教の幹部となった天導衆の元で銀時が持つ虚の心臓を狙っており、ターミナルでの最終決戦にも参加した。その後、復活した虚が倒され消滅したことにより、虚の血を受けた彼らも死亡したと見られる。
朧（おぼろ）
声 - 井上和彦、悠木碧（幼少期）
天照院奈落の首領格の男。天導衆からは「八咫烏」と呼ばれている。人体の経絡を熟知した戦闘の達人で、経絡を的確に毒針ないし気功で突くことで相手に致命傷を与え、また自身の経絡を移動させることで致命傷を避けることもできる。
攘夷戦争では天導衆の命により定々の下で銀時ら攘夷志士と戦い、吉田松陽をはじめとした多数の志士を殺害・捕縛した。松陽の死の直後には、彼を殺した銀時に飛びかかった高杉の左目を潰している。
一国傾城篇では、定々の護衛として銀時と再び対峙し、一時は銀時を圧倒したが、最後は銀時の怒りと底力の前に敗北。死亡したかと思われていたが経絡を歪めて致命傷を避けていた。
将軍暗殺篇では、終盤で喜々の将軍就任に伴い共通の敵となった高杉らを始末するために伊賀に現れ、満身創痍となっていた高杉に不意打ちを仕掛け重傷を負わせる。その場に居合わせた銀時もともに始末しようと目論むが、銀時と対峙したところを高杉に隙を突かれて左目を潰され、二人を取り逃した。
さらば真選組篇では、近藤と桂を救出しようとする万事屋や真選組らの前に立ち塞がり、真選組や裏切った見廻組の面々を次々と斬り捨てて一行を追い詰めるが、最後は仮死状態から復活した近藤と土方に前後から斬られて敗北した。
実は彼こそが吉田松陽の「一番弟子」として、松陽の過去に大きな影響を与えた人物である。幼少時に奉公先で虚率いる奈落の襲撃に巻き込まれ重傷を負っていたところを虚に彼自身の不死の血を分け与えられることで救われた恩義から奈落に入り、のちにともに奈落から脱走し松の木の下で二人の学び舎「松下村塾」を始め、彼は「吉田松陽」の一番弟子となる。だが奈落の追っ手から松陽を逃すために朧は松陽と別れ再び奈落に残り、その頭領として組織内で築いた自身の地位を用いて奈落の意識を松陽から逸らすことに尽力していた。しかし、のちにたまたま目にした松陽と銀時らその弟子たちの姿に耐えられなくなり、松下村塾を襲撃し松陽を捕らえ殺害する。結果的に蘇ったのは自身が知る彼とはまったく別の「虚」だったが、それでも二度と師を裏切るまいと、かつて与えられた不死の血を流し尽くすまで虚に仕えることを誓う。
烙陽決戦篇では、度重なる戦闘で幾度も致命傷を負ったことで虚から分け与えられた不死の血はその肉体を蝕んでいき、これまでの戦いで何度も致命傷を負ったことですでに限界を迎えていた。弟弟子の一人である高杉の前に立ちはだかる。そこで初めて自身も松陽の一番弟子であったことを明かし、お互い譲れない信念を賭けた戦いの末に高杉の一太刀に敗れ、師に与えられた不老不死の血は枯れ果てた。不死から解放されたあと、高杉に松陽の一番弟子として虚の正体とその目的を伝え、最期は在り所を見失い師のために戦えなかったことを自嘲し、「虚を倒せ」と遺言を残し、松陽と銀時ら弟弟子たちとの一時を夢見て、息を引き取る。その遺体は高杉に引き取られ、松下村塾跡地で墓を建てられた。
骸（むくろ）
元メンバーであり奈落三羽烏の一人。元見廻組局長および警察庁長官であった佐々木異三郎により拾われ、現在は今井信女と名を変えて見廻組が壊滅するまで異三郎の同士として所属していた。
虚（うつろ）
天照院奈落の先代首領にして、現天導衆の一員にまで上り詰めた男。天照院奈落の歴代首領は皆「虚」と名乗るのが通例だが、今井信女により歴代の頭領はすべて同一人物（アルタナによって永遠に死ぬことができない虚本人）であったこと、また銀時らの師である「吉田松陽」は「虚」の別人格であったことが判明する。
柩（ひつぎ）
声 - 菅原正志
奈落三羽烏の一人に数えられる大男。両手の甲に装着した一対の短刀を武器とする。銀ノ魂篇で初めて登場し、虚とともに地球に降り立つ。他の奈落の兵士と同様に虚の血で仮初の不老不死を得ており、その力によって虚を目指す銀時の行く手を阻む。
2年後では、奈落の残党を率いて天導衆の走狗として暗躍し、すでに不死の血は枯れ果て肉体も腐りかけているにもかかわらず、虚への忠誠を尽くす。
アニメ版の銀ノ魂篇では、原作における台詞がすべてカットされている。その後公開された『銀魂 THE FINAL』では、台詞が存在するため、担当声優が初めて設定された。

### 池田家
代々公儀で預かった罪人の首斬りを務める処刑執行人一族。公儀御試御用として将軍家の刀剣を管理し、試し斬りなどを行う腰物奉行の役職を預かっているが、実際には刀剣の試し斬りなどはただの副業にすぎず、その手腕から「死神」と称される。当主は世襲ではなく公儀処刑人にふさわしい剣の腕が立つ者が家中より選ばれ、池田家当主の証である「夜右衛門（やえもん）」の名を受け継ぐ。
池田 朝右衛門（いけだ あさえもん）
声 - 井上麻里奈
銀時の前に自身の切腹の介錯を依頼してきた少女。元十七代目「夜右衛門」。髑髏の仮面をかぶっている。
公儀処刑人一族である池田家の「夜右衛門」の名を継ぐことを約束されていたが、先代夜右衛門を殺めてしまい、一族を裏切った謀反者と呼ばれていた。しかし、実際は先代の死の真相を闇に葬るために謀反による主人殺しという汚名をかぶり、池田家を出奔していた。以前は数多くの罪人の首を斬り落としてきたが、先代夜右衛門の介錯を務めてからは自分の在り方に悩むようになる。
元々は孤児であり、実父は攘夷戦争で戦死していたと聞かされていたが、実際は生存していた。己の保身のためにかつての仲間の居場所を密告し、実娘（朝右衛門）さえも一橋派に引き渡そうとしていたが、銀時に粛清され、最終的には先代池田夜右衛門に処刑された。同時期に投獄されていた銀時とも面識があり、将来自分が処刑人となったら銀時の首を斬ると約束していた。その後は先代夜右衛門に引き取られ、先代の実子であった十八代目・夜右衛門とともに幼少のころから技を競い合い、兄弟同然に育った。それゆえに先代のことは実子である夜右衛門以上に慕っていた。
一橋派に取り入ることを目論んだ夜右衛門によって、先代夜右衛門が逃がした罪人たちに対する辻斬り事件の犯人に仕立て上げられ、処刑されそうになる。しかし銀時の言葉からかつての信念を取り戻し、銀時とともに夜右衛門を撃破する。事件後は一橋派に粛清された夜右衛門に代わり、十九代目「夜右衛門」を襲名する。
名前のモデルは江戸時代の試し斬り職人・山田浅右衛門。外見のモデルは剛力彩芽。
池田 夜右衛門（いけだ やえもん）
声 - 千葉一伸、齋藤綾（少年時代）
公儀処刑人一族・池田家の現当主にして十八代目「夜右衛門」。先代夜右衛門の実子。
かつて公儀に背き、罪人を逃がして処罰された先代に代わり池田家の当主となる。表向きはさわやかな性格を演じているが、実際は一橋派に取り入るために先代夜右衛門が裏で逃がした罪人たちを辻斬りに見せかけて殺害していた。
朝右衛門を辻斬り事件の犯人に仕立て上げ、さらに銀時を先代が逃がした罪人の一人であると確信し、自身の謀略のために彼らを利用しようとする。かつて一族の奥義である「魂あらい」を習得するために処刑されるはずの囚人を練習台に使っていたが、実父から「お前の剣は人の罪など斬れはしない」と言われ、十七代目「夜右衛門」を朝右衛門が襲名したことで現在のような性格となる。朝右衛門と銀時に倒されたあとは彼らを無事に逃がすが、直後に現れた一橋喜々によって首をはねられ死亡する。
先代・池田夜右衛門
声 - 石田圭祐
池田家の元当主で十六代目「夜右衛門」。
10年前に粛清されるはずだった罪人たちを秘密裏に逃がしており、公儀に背いたとして公になる前に秘密裏に朝右衛門に処罰されている。彼が逃がした罪人は姉古原の戦いに参加した者たちであり、一族郎党末端に至るまで粛清されるはずの者たちであった。しかし、女子供まで容赦なく粛清される惨状を嘆き、それらを救うために罪人を逃がしていたのが真相である。
生前は「己の法」だけは絶対に犯さず、罪人を人として敬う処刑人の信念だけは曲げなかったとされる。実父に売り渡されそうになった朝右衛門を引き取っている。同時期に銀時とも面識があり、彼に処刑人の信念を説き、脱走の手引きをした。

### 結野衆
江戸幕府お抱えの陰陽師一族。長きにわたって幕府と江戸を守ってきた。
結野 晴明（けつの　せいめい）
声 - 緑川光、大原桃子（幼少時）
結野衆頭目でクリステルの兄。一族歴代最強を謳われている天才陰陽師で、無数の式神を放ち絶えず江戸の街を監視している。
重度のシスコンで、クリステルが出演している番組を録画したり、天気予報を当てさせるために一族を挙げて祈祷を行っている。
結野 クリステル（けつの クリステル）
声 - 成田紗矢香
演 - 古畑星夏
銀時の大好きな美人お天気お姉さん。通称「結野アナ」。
「お目覚めテレビ」（実写版では「えどダネ!!」）という番組で「結野アナのお天気注意報」と「結野アナのブラック星座占い」というコーナーを持っているほか、ニュースのリポーターも務めている。天気予報はすべて占いで行われており、今まで外れたことはない。巳厘野道満とのスピード結婚（ただし政略結婚であった。また結婚相手も後で書かれている）が発覚するが、一年足らずでスピード離婚した。愛犬家で、「ラストオブモヒカンリビングオブザデッドマクガフィン」という珍妙な名前の雄犬を飼っている。銀時は彼女の出演番組をかじりつくように見ているほか、フィギュアやボトルキャップを持っているほどの大ファンで、結野アナの結婚報道を聞いた際にはショックで一時的に茫然自失状態となった。
お天気お姉さんは表の顔であり、裏の顔は江戸幕府開闢以来江戸を守り続けてきた幕府お抱えの陰陽師の大家「結野衆」の陰陽師で、その中でもエリート中のエリートである。天気予報の占いも彼女の天道を読む力であり、お天気お姉さんになった理由は「将軍やお上のためではなく、市井の人々の笑顔のために力を使いたい」という想いから。かつては兄であり結野衆頭目の晴明により一度は結野衆と対立する同じく陰陽師集団「巳厘野衆」頭目の巳厘野 道満（しりの どうまん、声 - 成田剣、山口享佑子（幼少時代））と政略結婚させられるも、意に沿わぬ婚姻で減衰していた姿を見た晴明によりキャスターに復帰させられた。のちに元夫の道満の術によって今まで百発百中を誇っていた予報が外され続け、一時は降板の危機に陥り、さらには結野衆と巳厘野衆の全面戦争へと発展しかけるも、銀時たちの活躍によってそれを免れた。
外道丸（げどうまる）
声 -  川澄綾子
クリステルの式神。黒の着物を着ていて、背中には金棒を装備している。かわいい外見とは裏腹に、性格はまさに外道。
平安時代に大江山で暴れていたところを結野衆によって調伏され、仕えてきた。

### その他（幕府）
小銭形 平次（こぜにがた へいじ）
声 - 石塚運昇
自称ハードボイルド同心。怪盗「狐火の長五郎」を十年以上追い続けている。
頭が悪く誘惑に弱く、勤務中にもかかわらずイメクラに通ってしまう。おでん屋の屋台を「バー」、おでん屋の親父のことを「マスター」、焼酎のことを「カミュ」と呼ぶ。本物のバーには緊張して入れない。料金は多額であっても小銭で渡す。台詞を言う際は吹き出しではなく、四角い枠内でモノローグ調に語ることができるが、周囲からのツッコミの対象となっている。かなりの臆病者で、吐くほどに怖がったり、「いったんBARに引き返して態勢を立て直す」と言ってはおでん屋に行こうとしたりする。おでん屋の親父が唯一の理解者である。また、こう見えても妻がいる。
普段は冴えない面ばかりが目立つが、銭投げのコントロールは正確無比の凄腕。さらに次郎長一家のヤクザを十手で蹴散らしたり暗殺組織の天照院奈落の刺客を傷を負いながらも倒すなど同心としての実力も高い。幼少のころに強盗に両親を殺害された過去を持ち、そのときに彼を助けた人物（狐火の長五郎）の教えを守っている。
かぶき町四天王篇では、十手を武器に八面六臂の大暴れを見せ、同心としての実力を証明した。
喜々政権発足後は、閑職に追い込まれた土方の上司となり、彼のことをいろいろ気遣っていた。スナック『すまいる』での喜々の暴挙を目の当たりにしたときは、内心で怯えながらも佐々木に疑問を呈していた。真選組と桂一派、万事屋が近藤と桂の救出のために黒縄島へ向かう際には、ハジとともに島に上陸するための手引きを行い、書類の偽造や移送船の乗組員（彼らは新政権に不満を持っており、一泡吹かせたいと考えていたため進んで協力した）の協力を取りつけた。奈落との戦いの中で、土方をかばって負傷するも、彼を叱咤して黒縄島へ上陸させた。傷を負いながらも何とか江戸に生還するが、幕府に反旗を翻した代償は重く、妻には逃げられてしまう羽目になった。真選組が旅立つ前までは、黒縄島から帰還したお妙を自宅に匿っていた。
『3年Z組銀八先生』では、本庁警備部の爆弾処理班をやっている。漫画本編と同様、ハードボイルドを気取っており、セリフを言うときに鉤括弧ではなく二重鉤括弧を使うこともある。リターンズでは、村田兄妹の知名度調査を受けている。
ハジ
声 - 比嘉久美子
小銭形の相棒。岡っ引で、見た目は男の子っぽいが、実は美少女で、一人称は「あちき」。「アニキ」と呼んで慕う小銭形より真面目な性格をしており、彼のツッコミ役と同時に苦労人だが、それなりの理解者でもある。左目の下に傷痕がある。自身も以前は泥棒稼業をしていた。
『3年Z組銀八先生』では、小銭形と同じく本庁警備部の爆弾処理班で、ここでも彼の部下である。

## 攘夷党（桂一派）
桂小太郎を筆頭とした攘夷集団の一つ。「桂一派（の攘夷党）」と呼ばれることが多い（桂が自分たちのことを「我々攘夷党」と呼んでいる場面がある）。初登場時は過激派と呼ばれていたが、土方曰く「ロクな手駒を持っていない」と評されるほどに有力な人材は無に等しく、集会でもテレビドラマの話をしているだけなど、攘夷活動らしきことはほとんどしていないが、桂の危機にはエリザベスらの指揮の下、鬼兵隊に劣らぬ戦闘力を発揮したり、桂が生きていると知って涙を流し喜んだりするなど、党首を慕っている。
桂 小太郎（かつら こたろう）
声 - 石田彰、甲斐田ゆき（幼少期）
演 - 岡田将生、萩原壮志（幼少期）
「狂乱の貴公子」など数々の異名を持つ指名手配中の攘夷志士・革命家で、ストレートの長い黒髪が特徴の中性的な容貌。周囲からは「ヅラ」のあだ名で呼ばれるが、そのたびに「ヅラじゃない、桂だ」と返すのが口癖。市中では正体を隠し真選組ら幕府からの追っ手を避けるために頻繁に変装しており、遊行僧に扮することが多いが、女装など変装のバリエーションは豊富。攘夷戦争敗戦後もひたすら国を憂い、世を変えるために戦うという真摯な攘夷の志が多くの志士たちを惹きつけ、指名手配犯でありながら民衆からの人気も高い。
真面目な性格だがそれゆえに天然ボケな部分が強い。学識の一端が垣間見えるような堅い口調で話すのが常だが、時折「バイビー」「ニャンニャン」などのきわめて古臭い言動を発する。好物は蕎麦。動物好きで犬や猫をかわいがる描写があるほか、坂本から贈られた謎の宇宙生物「エリザベス」をペット兼相棒として溺愛している。かぶき町でラーメン店を営む未亡人の幾松とは、偶然ピンチを助けられて彼女の店でアルバイトをするうちに、攘夷志士を嫌っていた彼女ながら心を通わせるようになった。
銀時や高杉とは吉田松陽の元でともに学んでいた幼馴染であり、彼らおよび坂本とは攘夷戦争時代の盟友。幼少期に両親や祖母（声 - 有川知江）を亡くし天涯孤独の身となったものの、その才覚を認められて名門塾「講武館」に特待生として招かれる。同塾に通っていた高杉とはこのころからの知り合いであり、家族から飯抜きの罰を受けた彼の元へおにぎりを持っていくなど、たびたび揉めごとを起こす高杉のことを何かと気にかけていた。やがて松陽と出会い、高杉とともに講武館を抜け、松陽が開いている松下村塾で侍として成長していく。
万事屋の面々からはいつも馬鹿にされているが、攘夷志士や幕府にとっては最大級の大物であり、他の志士たちから畏怖され、過激派に対する抑止力となっていたり、幕府に警戒されたりしている。指名手配犯として真選組からは市中で見つかるたびに追いかけ回されているが、立場を超えた全体的な危機や互いの命の危険などの緊急事態には、一時休戦して協力することもある。真選組局長である近藤とは場上最大の宿敵同士であるはずだが、記憶喪失状態に陥った場合やネット上など互いの素性を知らずに意気投合し、のちに正体を知って仰天するというパターンが多い。そのほか将軍の徳川茂茂や警察庁長官の松平片栗虎らとも成り行きで面識があり、茂茂とは彼が記憶喪失になっていた際に互いの素性を知らずに協力した経緯からある種の友情を感じている。
登場当初は倒幕を成すべく過激なテロ行為にも手を染めていたが、銀時たちとの関わりを経て本人曰く「壊すには大事なものが増えすぎた」ため、武力に頼らない平和的な攘夷の道を探りながら同志を束ねている。かつての仲間である攘夷志士の高杉の行動を「江戸ごと破壊しかねない」と懸念し、紅桜篇では高杉の心中を察しつつも彼を止めるために単身でその元へ乗り込み説得を試みる。しかし高杉が宇宙海賊・春雨と手を組んだことを知り、銀時とともに彼と決別した。
紅桜篇以降は攘夷活動らしいことは何一つしていなかったが、さらば真選組篇では、茂茂の友として彼との約束を守るべく喜々の圧政に抵抗するために行動を開始。妙のスナックで狼藉を働いた喜々を殴り飛ばした銀時の身代わりとしてわざと捕縛され、同じく捕縛されて斬首を待つ身であった近藤と接触して協力を求め、彼や同じく捕縛されていた松平とともに脱獄。途中で近藤をかばって重傷を負うも、銀時たちと合流したことにより後方支援を行いながら脱出した。
脱出後は真選組に江戸を出るよう勧めたほか、幕府から追われる身となった銀時らを地下都市アキバの自身のアジトに匿う。そこに現れた信女から虚の素性を聞かされたあと、高杉を救うべく銀時、坂本とともに宇宙へ向かった。烙陽で春雨との戦いが始まると、第四師団団長の猩覚と対戦。1対1の戦いの中で「逃げの小太郎」を捨てて一人の侍として戦うことを決心し、最後は猩覚を頭突きで倒した。銀時、坂本らと合流すると、目覚めた高杉とともに春雨や奈落の部隊と戦闘を繰り広げ、神楽の元に向かう銀時を後押しした。
銀ノ魂篇では、坂本とともに喜々の従者としてアルタナ解放軍との停戦交渉に赴く。交渉後は不測の事態を想定して坂本たちと別れ、搭乗していたステルス艦で待機していたが、ステルスの意味を勘違いしていた結果、央国星の巨艦に衝突し捕縛されてしまう。しかし自分の正体を思い出したエリザベスの取り成しにより央国星と同盟を組み、央国星の艦隊が解放軍の注意を引きつけている隙に天鳥船に突入し、司令室にて高杉や坂本とともに圓翔と激突する。
戦後は黒縄島で松平と交わした約束によりドナルド・ヅランプの偽名で政府に登用され、二年後に日本国初代総理大臣に就任する。しかしそよ姫の政敵になると考えた松平により、たびたび刺客を差し向けられ命を狙われるようになる。その真意は姿を消した天導衆の残骸の行方を追うことであり、星芒教の存在を掴み暗殺されたと見せかけてターミナル周囲から民衆を避難させ、江戸に帰還した銀時や高杉と合流して星芒教との決戦に向かう。そしてターミナル内部にて現れた柩と交戦するがその真意を知って彼の最期を看取ったあと、復活した松陽の指示を受けて他の者たちをターミナル内部から避難させ、松陽の死を見届けた。最終話（最終訓（第七百四訓）「天然パーマにロクな奴はいない」）では、英霊志士「オバZ」に扮して出番を求め彷徨う姿が描写された。
第1回人気投票では第6位、以下第2回が第5位、第3回が第6位、第4回が第5位、第5回が第6位、第6回が第5位となっている。
『3年Z組銀八先生』では、3年Z組の学級委員長として登場。ピアノが得意。名前をネタにされるのは漫画本編と同じ。
元ネタは幕末の長州藩士・桂小五郎。
エリザベス / ドラゴニア＜本名＞
声 - 高松信司（第15話 - 第230話）→神谷明（劇場版2作目、銀ノ魂篇）、栗山千明（よりぬき銀魂さん第27話）、山田孝之（実写映画版）、福田雄一（WEB配信ドラマ版）
坂本辰馬が桂へ贈った正体不明の宇宙生物。白いペンギンのような風貌をしている。文字の読み書きなどを桂に教わっていることもあって、桂にはほぼ忠実。最初はペットとして登場していたが、現在では桂の相棒として攘夷志士からも一目置かれている。普段はプラカードに書かれた文章で意思を伝えるが、桂のいないときは普通にしゃべっているらしい（2回目の登場のときに桂の前でしゃべったこともある）。ときどき見える足からはすね毛が生えている。些細なことで桂と喧嘩してしまうこともあるが、すぐに仲直りする。
普段は桂と過ごしている。長屋に自宅があり、人間の妻と宇宙生物の（被り物をしている）子供がいる。子供の躾にはかなり厳しい。また、ナースの「内野さん」という人間の女友達がいる。
見かけによらず高い戦闘力の持ち主で手にしたプラカードは武器としても利用する。このほか刀を持ったり、口からキャノン砲を出して攻撃したり、ドリルを出して地中を掘り進むことができる。また、器用で刀研ぎができたりもする。神楽からは「エリー」と呼ばれている。特にさらば真選組篇では、ほとんど大した傷も負わずに負傷した桂を背負いながら奈落の敵兵を一掃するなど、その力を十二分に発揮している。烙陽決戦篇でも桂たちとともに行動し、春雨や奈落の兵と戦う。
実は中身の人はシフト制で、月曜日のみ幻の傭兵部族・蓮蓬の地球調査部隊の隊長・江蓮という人物であった（桂曰くヘルプエリザベスで、火〜日曜日担当のレギュラーエリザベスは蓮蓬篇時、長期休暇中で不在だった）。また桂によれば、紅桜篇にはヘルプエリザベスは出場していないらしい。なお、レギュラーエリザベスと蓮蓬の関係は不明である。
さらば真選組篇では、桂の指示を受け「ただの侍として」ともに国を救うべく、散り散りになった元真選組メンバーに接触、近藤救出計画に引き込んだ。しかし無口・プラカードによる意思表示というキャラ設定が斎藤と被っていることでよく彼と喧嘩する。
その正体は央国星三皇子の長兄・ドラゴニア。央国星の次期の王を約束されながら転落事故で亡くなったとされていたが、崖底でかろうじて生き延びたところ現在のエリザベスに似た謎の生物たちに遭遇し、そのうちの一人に致命傷を負わせるも自爆に巻き込まれてしまう。その後の経緯は不明で、過去の記憶をなくし、現在のエリザベスに至る。銀ノ魂篇で桂とともに央国星の巨艦に収容された際、ダンのクーデターで頭を強打した衝撃で自分の正体を思い出し、アルタナ解放軍を止めて地球を救うため、央国星の協力を求める。以降は目つきが鋭くなり、桂とともに解放軍本部に乗り込む。司令室で圓翔と戦うが、圓翔の繰り出す光弾から桂をかばい、瀕死の重傷となってしまう。喜々の指示で治療を受けたあと、天鳥船が落下していく中、紫雀とともに末弟ハタの決断を見守った。戦後は央国星に戻らず、総理大臣に就任した桂に付き従っている。
最終話（最終訓（第七百四訓）「天然パーマにロクな奴はいない」）では、英霊志士「オバZ」に扮した桂とともに活動している。
『3年Z組銀八先生』にも桂のペット兼相棒として登場している。初期では単なる桂のペット扱いだったが、ついには「3Zの生徒」として生徒会長選挙に立候補までしてしまっている。第2巻ではこれが元で桂と喧嘩してしまうが、桂の「親友」という言葉に感動して、仲直りした。定春をライバル視している。
また、第173話Aパートにアニメオリジナルキャラとして、偽のエリザベスが登場したが、本物との関係は不明。
江蓮（えれん）
声 - 古谷徹
幻の傭兵部族「蓮蓬族」の諜報部隊隊長であり、桂曰く「ヘルプエリザベス」の正体。蓮蓬篇にて登場。地球潜伏調査の功績が認められ帰還後は昇格し、将軍として対侍用機動兵器「頑侍」を用いた先鋒部隊を率いて地球侵略のカギを握る。しかし、地球で桂をはじめとする多くの者と過ごした経験から、地球を愛する気持ちを抱くようになり、同じく地球を愛していた蓮蓬の同胞と地球の二つを守るために、双方を裏切った者の汚名を被ることを決意。蓮蓬が地球に向けて放った種に細工を施し、「桂の友」として死ぬべくたった一人で米堕に戦いを挑む。事態の終結後は地球の桂の元を去った。
地球ではよく桂のUNO（アニメ版では「宇野」）の相手をしてやり、弱い桂に気遣ってわざと負けてやっていたりした。

## 鬼兵隊
高杉晋助を頭として各地の攘夷浪士らで結成された、武力による倒幕を目指す過激派の攘夷派テロリスト集団。元々は攘夷戦争中に高杉が率いていた義勇軍の名称だったが、攘夷戦争終結時に壊滅し多くの隊士たちも戦死あるいは処刑されるも、その後高杉の元で顔触れを新たに復活した。幕府転覆のためであれば手段を選ばず、裏で宇宙海賊・春雨や幕府内の一橋派とも手を組んで暗躍していた。
紅桜篇では刀鍛冶の村田鉄矢が製作した妖刀・紅桜を使い大規模テロによる幕府転覆を画策するも、万事屋と桂一派の手により阻止された。真選組動乱篇では真選組参謀の伊東鴨太郎によるクーデター計画に協力するふりをして捨て駒として利用し、春雨の中央進出の陽動も兼ねた真選組の壊滅計画を実行したが、万事屋の協力もあり真選組の壊滅には至らなかった。かぶき町四天王篇の後日談では春雨の本部に招集を受け、阿呆提督の策により神威率いる第七師団もろとも始末されそうになるが、計画を看破していた高杉の指示により大規模なクーデターを決行し、神威ら第七師団とともに春雨十二師団の実権を掌握することに成功する。
将軍暗殺篇では一橋派や春雨と結託して茂茂の命を狙うが、終盤で突如天導衆に鞍替えした喜々と元老院の指令で寝返った春雨の本隊に切り捨てられ、高杉が意識不明の重体となり第七師団とともに宇宙を漂う孤軍と化す。さらに裏で春雨を掌握した虚の罠によって多数の隊員が命を落とし、生き残った隊員も散り散りになるなど壊滅寸前に陥るが、虚を打倒するために立ち上がった銀時・桂・坂本らの協力により、烙陽にて意識を取り戻した高杉の下に再集結を果たす。銀ノ魂篇では桂一派や快援隊、春雨の残党らとともにアルタナ解放軍の母船・天鳥船に突入し、万斉が戦死するなど多くの犠牲を払いながらも惑星破壊兵器・火之迦具土神の発射を阻止することに成功したが、その後の組織としての動向は不明。
元ネタは高杉晋作が江戸時代末期に創設した長州藩の部隊・奇兵隊。
高杉 晋助（たかすぎ しんすけ）
声 - 子安武人、桑島法子（幼少期）
演 - 堂本剛、大西統眞（幼少期）
鬼兵隊の総督。「攘夷志士の中で最も過激で最も危険な男」と称される。キセルをくわえ蝶柄の派手な着物を着用し、左目には眼帯を巻き常に薄笑いを浮かべ、どこか正常さを失った狂人のような雰囲気を漂わせている。剣の腕前も銀時や桂に匹敵する実力で、天人相手にも物怖じすることがない。洞察力にも優れており、他人の心理を的確に読み取ることにも長けている。自分たちに剣の道を教えてくれた恩師・松陽を自分から奪った世界に対しての憎しみを原動力に、この国と世界のすべてを壊すことに執着している。
下級武士の家の長男として生まれ、桂と同じ名門私塾・講武館の出身であったが、身分を笠に着て威張り散らす門下生たちとたびたび衝突しており、それが原因で父親（声 - 今村一誌洋）とも折り合いが悪く周囲に馴染めずあまり居心地がいいとは言えない幼少期を送っていた。ある日、自分たちの喧嘩に割り込んできた銀時や松陽と出会い、桂とともに講武館を去り松陽が開いていた私塾・松下村塾に入門する。のちに幕府に捕縛された松陽を救うため銀時や桂らとともに攘夷戦争に参加したが、敗北し松陽も自身と桂を助けようとした銀時の手で首を斬られ処刑されてしまう。終戦後は三人それぞれ別々の道を行くことになり、鬼兵隊を復活させ武力による幕府転覆のための活動を開始する。
初登場時には幕府に処刑された旧鬼兵隊メンバーの三郎の父である機械技師の平賀源外をそそのかして将軍の暗殺を企てたが、銀時によって一矢報われる形となり阻害された。紅桜篇では紅桜を使った大規模テロを画策するも銀時と桂らによって阻止され、さらには裏で春雨と結託していたことが知られたことで、銀時だけでなく一応の同志であった桂からも完全に決別されることになった。真選組動乱篇では真選組の壊滅計画を指揮し、伊東の心中を看破し切って手を打っていた。
かぶき町四天王篇の後日談では、阿呆提督の依頼を受けて第七師団団長の神威の捕獲に協力するが、3日後の公開処刑の場で突如クーデターを起こして神威を救出し、阿呆提督を始末して神威とともに春雨の実権を掌握する。その後は将軍派と対立する一橋派と接触し、その首魁である一橋喜々を次期将軍として擁立させるべく喜々や佐々木異三郎らと共に暗躍する。一国傾城篇の事件後は佐々木の手引きで牢屋に侵入、憎悪と狂気に満ちた表情を浮かべながら怨敵である定々を暗殺することに成功する。
将軍暗殺篇では、神威とともに茂茂の暗殺計画に参加し、京へと向かう一行を各地で襲撃する。そして茂茂が全蔵に暗殺された報を受けて伊賀の里に向かい自らは銀時と対峙するが、壮絶な死闘の最中、突如現れた朧に背後から錫杖で貫かれ重傷を負う。しかし銀時の影に隠れた不意打ちで朧の左目を潰し、助けにきた神威に連れられて伊賀を去った。相当の重傷を負っていたため直後に意識不明の昏睡状態に陥り、その最中に鬼兵隊が壊滅寸前の状態に陥ってしまう。
その後、昏睡状態のまま烙陽に潜伏中、春雨の襲撃を受け辛くも脱出するも、逃げる途中で春雨の攻撃による足場の崩落に巻き込まれて岩場から落下したところを神威に救われ、その直後に目を覚ました。奈落に囲まれ追いつめられた万斉を助けると戦線に復帰し、銀時、桂、坂本らかつての戦友達と共闘して奈落の兵士や春雨の戦闘兵器らを一蹴する。以前から疑念を抱いていた虚の正体と松陽の真実を知ったうえで「たとえ虚が松陽と同じ肉体を持つ者であろうと、自分たちから松陽の存在を奪った者たちが作る世界を壊す意志に変わりはない」と断言した。その後は新八と定春に銀時を託して彼らを見送り、自身は朧との一騎討ちを繰り広げ、敗れて息を引き取った朧の遺体を松下村塾に持ち帰った。
銀ノ魂篇では、馬董や猩覚ら春雨の残党とともに天鳥船船内に突入し、鬼兵隊を率いて火之迦具土神の発射を阻止すべく中枢部を目指す。万斉など多くの仲間を失いながらも中枢部の破壊に成功したあと、圓翔の元にたどり着き桂や坂本らとともに死闘を繰り広げた。天鳥船の地球落下の直前、圓翔が秘匿していた天導衆幹部らの抹殺を図るが、解放軍の一部兵士の不意打ちにより瀕死の重傷を負ってしまう。死の間際、朧の遺骨を自分の心臓ごと貫くことで不死を獲得し、一命をとりとめる。天鳥船から姿を消したあと、天導衆の行方を追い、星芒教の存在と虚の生存を突き止めるが、不死の力を失った朧のそれも血液ではなく遺骨から不死を得たためか、余命幾許もない身となる。
2年後、松下村塾の跡地で朧の墓を建てていたところを銀時と再会し、襲撃してきた奈落の追跡を振り切り、事前に用意した船で脱出し江戸に向かう。船内で銀時と情報を交換し、星芒教の壊滅と松陽の救出への協力を持ちかける。そして江戸にて再会した桂らとともにターミナルへ突入し星芒教を率いる天導衆と相対し、左腕を失う重傷を負いながらもうち一人を撃破する。そしてターミナル上層部にて復活した松陽と再会するが、その直後に自身の取り込んだ因子の内に潜んでいた虚によって肉体を乗っ取られてしまう。しかし意識を奪われる間際に自らの体を貫いて松陽を逃がし、自らは意識を奪われながらも肉体の内で虚を止めるべく奮戦する。銀時に敗れた虚の精神が消滅したあと、かつての思い出を回想しながら銀時に発破をかけ、銀時の笑顔と再戦の言葉を聞いて満足げに息を引き取った。
遺体はターミナルの爆発の際にアルタナに飲み込まれたが、最終話（最終訓（第七百四訓）「天然パーマにロクな奴はいない」）では、とある龍穴を祀る神社の祠にて、彼の生まれ変わりと思われる赤子が置かれているのを発見される。桂はアルタナから生まれた松陽とは違いそのような奇跡は起こり得ないと考えていたが、坂本は「師が弟子を護ることは奇跡ではなく当然のことである」と語っている。
『3年Z組銀八先生』第3巻挿絵に登場したのち、リターンズから小説版本編にも登場した。銀魂高校の不良グループのリーダーで、制服の下に黒味がかった赤いシャツを着て左目には包帯の代わりに眼帯をつけている。リターンズまで停学処分を受けていた。河上から鬼兵隊という名のバンドに誘われているが、「そろばん塾に通っている」という理由で断っている。岡田からは「晋ちゃん」と呼ばれている。リターンズで3Z小説版本編に初登場し、かなりボケを連発している。小説版のみボケキャラがゆえに、土方から「ボケ主体の銀八シリーズじゃ動かしづらいと大崎からクレームがきている」と言われてしまう。アニメ版のショートアニメ版『冷血硬派 高杉くん』にも3年Z組の生徒として登場している。
ショートアニメ版『金魂』では、危険な依頼しか受けない何でも屋「万事屋晋ちゃん」を経営していた。服装は銀時と同様のもの。
2018年4月1日にエイプリルフール企画としてauのCMシリーズ「意識高すぎ！高杉くん」に登場する高杉くん（演 - 神木隆之介）に本作品の高杉晋助の声があてられた特別CM「購買部」篇が1日限定で放送された。
元ネタは幕末の長州藩士・高杉晋作。
河上 万斉（かわかみ ばんさい）
声 - 山崎たくみ
演 - 窪田正孝
「人斬り万斉」の異名をとる人斬り。鬼兵隊の事実上のNo.2で、隊中で彼のみ高杉を「晋助」と呼び捨てにしている。サングラスにヘッドホン、革のコートという現代風の出で立ちに似合わず、一人称は「拙者」で語尾に「～ござる」をつけるなど侍のような口調でしゃべる。背中に背負った三味線に仕込んだ刀と三味線の弦を武器に使用し、弦はさまざまな用途に使用が可能で無理に動けば身体が引き裂けるほどの硬度を誇る。
たとえ高杉の命令であっても気に入らなければ自らの判断でその任務を遂行するなど己の手段に独特のこだわりを持ち、敵でも力量や心意気を認めた人物を見逃すなど義理堅い面がある。また基本的にシリアスなキャラだが、年賀状の回では来島・武市と一緒に「大河 奇兵隊出るかな」と大河ドラマに便乗した内容の年賀状を万事屋に送っていたほか、烙陽決戦篇では銀時の冗談を真に受けて自らの指を詰めようとしていた。
音楽プロデューサー・つんぽとしての裏の顔も持ち、お通に楽曲を提供している。常にヘッドホンを着けて音楽を聴いているため（ほとんど寺門通の曲を聴いている）、人の話を聞いていないような素振りを見せることも多い。音楽用語で人の魂の「響き」を形容する場面も多々見られる。
真選組動乱篇では、伊東の裏切りに気付いた山崎を暗殺したあと、鬼兵隊を率いて近藤らの乗った列車を追跡。追ってきた銀時と対峙するが、最後は銀時にヘリコプターごと地面に叩きつけられて敗北。爆発に巻き込まれるも生存しており、銀時のことを「奴のリズムに聞き惚れた自分の負け」と語った。
烙陽決戦篇では、春雨の攻撃により鬼兵隊が半壊状態に陥っていたところを他の隊員らとともに坂本率いる快援隊に救われ、銀時や桂らとも合流し初めのうちは抵抗を感じながらも彼らと行動をともにする。喜々の艦隊を占領したときは、家臣に理不尽な命を下そうとした彼を殴り飛ばした。烙陽に着いたあとは銀時、桂、坂本をはじめとする面々の戦いぶりを目の当たりにして彼らを見直すようになり、銀時や新八を救う場面も見られた。次々と襲い来る春雨の兵隊たちとの戦いを新八らと潜り抜けるが、奈落と対面したところで新八を突破させるために時間稼ぎを引き受け、とどめを刺されそうになったとき、目覚めた高杉に間一髪で救われた。
銀ノ魂篇では、天鳥船に突入し、高杉やまた子らとともに火之迦具土神の中枢部を目指すが、圓翔の施設破棄による爆破に巻き込まれかけたまた子を助けるため重傷を負い、高杉たちを中枢部へ侵入させるために時間稼ぎを行う。瀕死の身でありながら弦で死体を操り単独で解放軍兵士たちと戦い、死してもなお自分自身の肉体を操り最終的に体に巻きつけた爆弾で敵兵もろとも自爆、壮絶な最期を遂げた。
『3年Z組銀八先生』では、第3巻挿絵と、小説版本編ではリターンズから登場。高杉率いる不良グループの一員で、制服の代わりに青色のシャツを着ており、ズボンにはチェーンをつけている。挿絵では髪の色が青色ではなく茶色になっている。三味線ではなくギターを所持している。「鬼兵隊」と名付けたバンドで活動するために高杉を誘っている（しかし高杉にはそろばん塾に通っているという理由で拒否されている）。アニメ版のショートアニメ版『冷血硬派 高杉くん』にも3年Z組の生徒として登場している。
ショートアニメ版『金魂』ではスナイパーとして登場。松平片栗虎を暗殺していた。
来島 また子（きじま またこ）
声 - 早水リサ
演 - 菜々緒
鬼兵隊の紅一点。二丁の拳銃（回転式拳銃）を武器に戦う拳銃使いで、「紅い弾丸」の異名を持つ美少女。上がへそ出し仕様の和服（原作は赤、アニメ版ではピンク）で、下がミニスカートという、かなりセクシーな服装である。長い金髪を頭の左側でハーフアップにしてまとめている。目は若干ツリ目。
語尾に「～ッス」とつけてしゃべり、性格は短気で攻撃的。戦闘でも臆せず攻撃を仕掛けることが多いが、落ち着いている時は常識人らしい言動が目立つ。紅桜篇では神楽にそそのかされて高杉にパンツを見せようとしたり、変装した武市を高杉だと勘違いして抱きつくなど、少々抜けた部分もある。高杉を「晋助様」と呼び心から慕っている。
鬼兵隊が復活するきっかけとなった人物。攘夷志士であった父親は幕府に殺され、母親は罪人の妻という迫害を受けて亡くしたことから幕府への憎しみを抱き、攘夷四天王の一人であった高杉に接触する。その場面を目撃した武市に捕縛され、高杉を捕らえるための餌として河原で見せしめにされるが、幕吏の隙を突いた高杉と万斉によって解放される。代わって捕縛された高杉と万斉を救出するため奉行所に侵入し、武市に短刀を突きつけるが、すでに高杉が幕吏を抱き込んでいたため暴動が起き、ともに奉行所を脱出し、鬼兵隊が再結成されることとなる。
虚との決戦から2年後、失踪した高杉の行方を武市とともに追っていたところ銀時に出会い、奈落の襲撃を受けている最中に高杉を目撃するが、銀時とともに船に乗って去ってしまう。その後、高杉を追って江戸へ向かおうとするが、自分たちの知らない高杉の顔を見て迷いを抱く。ターミナルでの決戦のあとは高杉のことを銀時に任せ自分たちは何もできなかったことへの悔いから、贖罪のためにかつての銀時と同じように各地の龍穴をめぐる旅に出ており、最終話（最終訓（第七百四訓）「天然パーマにロクな奴はいない」）では、ついに高杉の生まれ変わりらしき赤子の姿を見つけ涙を流していた。
『3年Z組銀八先生』では、小説版本編ではリターンズから登場。高杉率いる不良グループの一員で、第3巻挿絵では高杉のことを「先輩」と呼んでいたが、のちに小説版に登場した際は漫画本編同様「晋助様」と呼んでいた。ボケを連発する高杉らに対してツッコミをすることが多い。フェニックスでは他のメンバーと同じくボケることも多い。
ショートアニメ版『金魂』でも女子高生として制服姿で登場したが、アニメガイドブックの登場人物欄では赤いチャイナ服を着ている。武市とともに「万事屋晋ちゃん」で高杉の助手を務める。
元ネタは幕末の長州藩士・来島又兵衛。
武市 変平太（たけち へんぺいた）
声 - 茶風林
演 - 佐藤二朗
鬼兵隊の参謀。元幕府の役人で攘夷浪士の間では「変人謀略家」と呼ばれる。どんなときでも目を見開いた表情を崩さないポーカーフェイスが特徴。常に冷徹だが、真剣での実戦には不慣れで新八との対決時は怖気づいていた（一応互角に戦っていることから必要最低限の実力はある模様）。また子からは「先輩」または「変態」と呼ばれ、よく悪口雑言を言われるが、腐れ縁のせいか行動を共にする場面が多い。
本人は子供好きのフェミニストを自称しているが、実際には幼い少女に対して並々ならぬ愛情を持っている節があり、そのことでまた子からはフェミニストではなくロリコン呼ばわりされている。高杉の不在時に彼のコスプレに興じてまた子と万斉にボコボコにされるなどボケをかますことが多いが、参謀としての実力はあり同窓会を利用して銀時たちを謀殺する計画を実行しようとしたこともある。頭の回転も早く、将軍暗殺篇では御庭番衆の動きを陽動と見抜き、それを逆手に取ることであやめたちの向かった抜け道の場所を見つけ出した。
幕府にいたころは、職権を乱用し民を粛清する役人を見ていく中で幕府そのものに失望し、高杉を逮捕できないと知りつつも、あえて役人を引き連れて彼に殺させ、自身も斬られる覚悟でいた。しかし高杉から参謀として勧誘され、その場は答えを保留したが、奉行所での騒動の中で高杉についていく決意を固め、捕らわれていた彼を始めとする攘夷志士たちの脱走の手引きを行った。
烙陽決戦篇では、神楽が鬼兵隊の船への同行を申し出た際は、星海坊主と神威に対して憎まれ口をたたく彼女の本心を察し、同行させる。その後は烙陽にて神楽やまた子ら他の隊員たちとともに高杉の捜索を行う。岩場で落下した高杉を目にし、直後目覚めた彼の指示で万斉らと合流した。
銀ノ魂篇では、天鳥船に侵入した高杉たちの後方支援を行うが、圓翔による火之迦具土神の発射を阻止するため天鳥船のエネルギー回路中枢を一時的に断つべく、有志数名とともに小型艇で特攻を仕掛けた。しかし通信を傍受して作戦を把握していた猩覚の助けで生存し、彼らとともに高杉の元へ向かう。
虚との決戦から2年後、失踪した高杉の行方をまた子とともに追っていたところを銀時に出会い、奈落の襲撃を受けている最中に高杉の姿を目撃するが、銀時とともに船に乗って去ってしまう。最終話（最終訓（第七百四訓）「天然パーマにロクな奴はいない」）では、後悔の念から贖罪の意思を抱くまた子とともに、各地の龍穴を巡る旅に出ていた。
『3年Z組銀八先生』では、第3巻の挿絵と、小説版本編ではリターンズから登場。高杉の不良グループの一員で、「女子中学生好き」という、漫画本編同様子供好きのフェミニストを自称している。アニメ版のショートアニメ版『冷血硬派 高杉くん』にも3年Z組の生徒として登場している。髪型は原作と異なり、七三分けになっている。
ショートアニメ版『金魂』ではワンカットのみ登場。坊主頭で茶を飲んでいた。
元ネタは幕末の土佐藩士・武市半平太。
岡田 似蔵（おかだ にぞう）
声 - 青山穣
演 - 新井浩文
「人斬り似蔵」と呼ばれる攘夷浪士。盲目ながら嗅覚を頼りに抜き身を見せず敵を斬る居合い斬りの達人。若いころに病気で視力を失った代わりに、嗅覚・聴覚・勘が人一倍発達している（本人曰く「前よりもいろんなものが見えるようになった」とのこと）。鼻が詰まらないように洗浄薬を愛用している。人を斬ったときに見える「魂」を追っているうちに人斬りとなり、高杉の誘いを受けて鬼兵隊に加わる。
橋田屋の用心棒として働いていた際に、銀時と剣を交えるが刀を折られ敗北する。その後しばらく身を潜めていたが、村田鉄矢が製作した対戦艦用機械機動兵器「紅桜」を用いて銀時と再戦し、一度は銀時に重傷を負わせ追い詰めるものの、激昂した新八に右腕を切り落とされ逃走した。その後、江戸上空で桂一派と対峙した際にはたった一人で戦艦二隻を落とすが、このころから紅桜を制御しきれなくなり始めていた。のちの銀時との再戦でついに紅桜に精神と肉体を支配されて暴走、最後は銀時によって倒される。なお、銀時に倒されるシーンにて、原作では紅桜が消滅しただけに対し、実写映画版では似蔵の肉体も消滅している。
紅桜篇終了後は消息が分からなくなっていたが、銀ノ魂篇での万斉の死に際において、他の死んだ鬼兵隊の隊士とともに登場していることから、すでに死亡していることが判明した。
『3年Z組銀八先生』第3巻挿絵と、小説版本編ではリターンズから登場。高杉にはパシリとして扱われており、コロッケパンを買いに行かされている。このコロッケパンを武器にして、対立する不良グループを瞬殺した。ここでは高杉のことを「晋ちゃん」と呼んでいる。盲目ではない模様。
元ネタは江戸時代末期の土佐藩士・岡田以蔵。

## 吉原
月詠（つくよ）
声 - 甲斐田裕子、星野貴紀（男性変身時）
吉原自警団「百華」の二代目頭領で「死神太夫」と恐れられる吉原最強の番人。薄い金色の髪と紫の瞳を持つ美女。スリットの入った片腕の着物をまとい、網タイツ（正確には網サイハイソックス）に黒いロングブーツを履き、前髪を上げクナイの形をしたかんざしで留めている。「百華」先代頭領・地雷亜の弟子として戦闘術を徹底的に叩き込まれており、クナイや小刀を自在に使いこなし、手練れの忍びが束になって襲ってきても軽く一蹴してしまう。
廓詞を使い、一人称は「わっち」で、二人称は「ぬし」。愛煙家で、キセルを愛用している。幼くして禿として吉原に身売りされ、生きることに絶望していたところを日輪に救われ、それ以降彼女を守るために顔に縦横2本の傷を刻み「女」を捨てて吉原の番人となった。
吉原炎上篇以降は何かと日輪と晴太の母子の世話を見ており、自力で歩けない日輪の代わりに晴太をプールに連れて行くなどしている。百華の面々に技を仕込むのが上手だったという理由で日輪から晴太の家庭教師を頼まれたりもしたが、教え方が小難しいうえに大量に投げたクナイを目隠しをしたまま避けるような危険な勉強法を行うなどしたため、晴太からの評判は散々であった。
吉原炎上篇にて神威たちに捕らわれた晴太を救うため、万事屋と協力して鳳仙および吉原と戦うことを決意する。鳳仙が倒されたあと、日輪たちとともに吉原に残った。再登場したときには、吉原で行われている麻薬密売のシンジゲートを潰すため銀時と組んで潜入捜査を行うが、その密売の元締めが死んだはずの師・地雷亜であることを知り、圧倒的実力差と動揺も相まってか歯が立たず、月詠自身は地雷亜に捕らえられてしまう。しかし、すんでのところで駆けつけた銀時に救出され、全蔵から地雷亜の過去を聞かされたあとは、彼を担ぎ、ともに吉原の月を仰ぎ見て、師匠との最後の時間を過ごした。
クールな性格ながらも根っからの苦労人であるため、相手のフリに合わせ的確なフォローをしたり必要以上に相手に気を使う場面が多く、晴太曰く「吉原一空気の読める女」だが、感覚が一般人のそれとは若干ズレており、気配りが裏目に出てしまうこともある。神楽に「ツッキー」と呼ばれて以来それが彼女の愛称として定着しており、あやめやチョコレート屋の店員からも「ツッキー」と呼ばれている。顔に傷があるものの、「上玉」と評されるほどの美人であり、かつ銀時や長谷川が認めるほどスタイルもいい。吉原の女らしく性知識も豊富であるが、実際に座敷に上がったことはない。一般常識に疎い面が垣間見られ、準レギュラー化して以降は、長編ではあまり見られなかったボケた面も見せるようになっている。ツッコミをする際はクナイを投げることが多い。非常に酒に弱いうえに酒癖も悪く、飲み始めると口調が変わり、銀時の頭部を酒瓶で殴りつけるなどの暴行を加えている。また、バレンタインデーにはウイスキーボンボン1個で酔っ払ってチョコを銀時の顔面に叩きつけてしまい、正気に戻ってから凹んでいた。
『3年Z組銀八先生』においては、『フェニックス』で、吉原商業高校から転任してきた保健体育の教師として登場。服装はミニスカートに白衣を着た風貌である。それ以前にもアニメ版の第16期ED（エンディング）に登場している。
日輪（ひのわ）
声 - 櫻井智（吉原炎上篇 - 愛染香篇OVA）→井上喜久子（銀ノ魂篇）、仁後真耶子（幼少時）
吉原桃源郷最高の花魁であり、客を選べるほどの地位と人気を持つ。
気丈な性格の美女でどんな絶望的な状況でも決して諦めを見せず、その姿が吉原の来客のみならず遊女たちにも希望を与えてきた。その姿から「吉原の太陽」として周囲から敬慕され、親しまれている。晴太の母親と思われていたが実は養母で、実母は遊女たちに匿われ晴太を生んだあとすぐに息を引き取っていた。
幼いころから鳳仙が太陽に焦がれていたことに気付いていたため、鳳仙を気にかけ太陽の絵を描くなどして太陽を見せようとしていた。8年前、まだ赤子だった晴太を連れて一度は吉原を脱走するも、鳳仙の手から彼の命を救うために死ぬまで吉原で生きることを決意し、鳳仙により逃げられないように足の筋を切られ自力で立ち上がることすらできない身体にされ、客寄せで顔を見せる以外は軟禁同然の生活を強いられていた。
自身に会うために吉原をたびたび訪れていた晴太（と付き添いで来た万事屋）を鳳仙の手から逃すために月詠に脱出の手引きを頼んだ。神威によって自身の許に来た晴太を一度は拒絶するも、真実を知っても自分を母と呼ぶ晴太の思いと銀時の後押しにより晴太を受け入れ涙した。鳳仙の心の渇きを最も理解する女性でもあり、他者への愛情表現が解らなかった孤独な独裁者の死に、ただ一人彼のために涙を流しながら、その死を看取った。
鳳仙の支配から解放されたあとは地上での生き方を知らない遊女たちのために吉原に残り、自身は車椅子を利用しながらも「ひのや」という屋号の茶屋を経営している。鳳仙との決着後は、銀時の要望通り彼に笑顔でお酌してやった。再登場時は、堅苦しさが抜けかなり気さくな人物となったが、人の話を聞かず当人の意思を無視して頼みごとをしたり、唖然とする新八や神楽を尻目に酔って銀時に暴行を加え続ける月詠を「楽しそう」などと言って微笑ましく見守る、寺子屋に通い始めた晴太に毎日重箱入りの弁当を作るなど、強引かつ天然な面が目立っている。月詠とは長い付き合いだけあって彼女のことに関しては熟知しているが、月詠が酒に極端に弱いということだけは知らなかった。月詠の銀時に対する密かな想いについても勘づいており、さり気なく後押しをすることもある。
晴太（せいた）
声 - 三瓶由布子
孤児の8歳の少年。自分を育ててくれた老人が亡くなってからはスリを繰り返し、貯めた金で吉原桃源郷にいる母親の日輪を買おうとしていた。銀時の財布をスった際に彼に捕まり、事情を聞いたお登勢に諭されたのを機に彼女の店で働いて稼ぐことになった。
その後、鳳仙によって日輪が実の母親でないことを明かされるが、それでもなお日輪を母親として救おうとし、後から来た銀時の手助けによってついに日輪と母子として再会を果たした。鳳仙が倒された後吉原に移り住み、現在は日輪や月詠と三人で暮らしており、プールやお年玉、バレンタインのチョコレートにはしゃぐ子供らしい素直な一面も見せるようになった。寺子屋にも通うようになったが、通い始めたばかりのころは日輪が毎日重箱入りの弁当を作っていたためそれを周囲に知られないようにいつも一人で昼食を食べていた。現在は友人もでき、一緒に昆虫採集や花火に行ったりしている。
鳳仙（ほうせん）
声 - 銀河万丈
本作品最強クラスの実力を誇る夜兎族の男。吉原桃源郷の利権に古くから関わる、銀河系最大規模を誇る犯罪シンジケート・宇宙海賊「春雨」の元幹部であり、現在は吉原を治める楼主として事実上の隠居生活を送っている。夜兎族の体質から太陽を必要以上に憎み忌み恐れ、それと同時に強い憧れを抱いているため、日の当たらない吉原に隠れ住んでいる。それゆえに吉原の太陽である日輪の気高い魂に対して愛憎が入り混じった感情を抱き、今まで戦場で生きてきたがゆえに戦いでしか感情を表現できないため、彼女のその魂を屈服させるという歪んだ願望を持つ。幼いころの神威の師匠で、彼が団長を務める第七師団の創設者でもある。
最強の戦闘部族と謳われた夜兎族の中で一大勢力を築き上げた強者で、吉原を支配する常夜の王にして夜兎族の王とされる「夜王（やおう）」の異名を持つ。その強さは星海坊主と互角とされるほど。しかし長年地上に出なかったために他の夜兎でも多少は持つ太陽への耐性を失い、日の光を浴びれば皮膚が焼け落ちるほどに弱るという弱点を持つ。以前に星海坊主と三日三晩に渡って戦い続けたことがあるが、このときは星海坊主の都合（便意を催した）により決着はついていない。使用する傘は他の夜兎族のものより大きく、鳳仙の身長以上の大きさである。
銀時や百華との交戦では単独で彼らを圧倒するが、晴太たちによって吉原に開放された太陽の光を浴び、急激に弱ったところを倒された。そして日の光の中で力尽きていく中、日輪に見取られ静かに眠りに着いた。のちに「あの世では日の光を浴びさせてやりたい」という遊女たちによって、日当たりのいい孤島に傘を墓標として立てられ埋葬された。生前は日輪以外の遊女には関心を示さなかったため、本来は隠居しているはずの鈴蘭が現役である事実には気付いていなかった模様。ただし、日輪たちが晴太の実母を匿い、出産に協力していた事実は知っていた。
神威（かむい）
声 - 日野聡
春雨第七師団団長で鳳仙の元弟子。現在の吉原の統治者であるが、まったく干渉せず実質的に手放し状態にしてある。
鈴蘭（すずらん）
声 - 一龍斎貞友、内山夕実（若いころ）
吉原に名を馳せる伝説の花魁。天女にも勝る美しさで見る者を魅了し、諸大名が彼女に大枚を叩くので「傾城」と二つ名がつくほど。諸芸において秀でていた日輪たちの大先輩であったが、実際は先代将軍定々が行ってきた幕臣暗殺の道具にされていた。しかし今では立っているのもやっとのとんでもない老女となってしまっており、点滴を打ってまでも座敷に上がろうとしている現役である。吉原が地上にあったころからある男を待ち続けていたが、その男・六転舞蔵に看取られ約束の地で息を引き取った。
地雷亜（じらいあ）
声 - 屋良有作
初代百華頭領で月詠の師匠。日輪や鳳仙とも面識がある模様。異名は「蜘蛛手の地雷亜」。「滅私奉公（私を滅し公に奉じて）」に生きるときに人は最も美しくなると考えている。かつては鳶田 段蔵（とびた だんぞう）という名の御庭番衆であり、御庭番衆歴代最強と言われていた全蔵の父に匹敵する力を持っていた（全蔵の一世代上とのこと）が、当時の主君である先代将軍（徳川定々）の殺害計画を全蔵の父に看破され阻止されたため御庭番衆から逃亡した。クナイとワイヤーを連携させた戦法を得意とし、特にクナイの命中率は正確無比を誇る。
鼻を削ぎ皮膚を焼いて自分の顔を捨てたことで、さまざまな顔に変装することができる。幼少の月詠に自身の技を叩き込み、彼女を一人の修羅として育て上げた。四年前に吉原で起こった大火で月詠を守るために死んだと思われていたが、実は月詠を自分の作品として完成させるために姿を消していただけだった。自分が姿を消したことで月詠が作品として完成したことを確信し、そのまま消えるはずだったが、万事屋が介入したことで月詠が変わってしまったことに怒り、再度月詠の前に現れて銀時を消そうとする。月詠に対して歪んだ欲望を持っていたが己にはない強さを持つ彼女に惹かれてもおり、過去の自分と同じ目に遭わせたくないという純粋な想いも抱いていた。
元は伊賀の大家出身の「神童」と謳われた天才忍者だったが、嫡男として生まれ優れた才能を持つゆえに周囲の勢力に警戒されてしまい、結託した他勢力との覇権争いに負け、一族を皆殺しにされた挙句、唯一の肉親の妹を人質に取られてしまった。妹を守るために仕方なく一族を殺した仇の言いなりになっていたが、そんな地雷亜の姿を見かねた妹が兄を自由にせんと自らの命を絶ってしまう。それ以来妹を守れなかった自分を憎み、最高傑作となった弟子の月詠に最終的には自分を殺させるつもりでいた。
一度は銀時を圧倒し海に落としたあとに月詠を捕らえ、しまいには吉原を月詠の守るべき者ごと焼き払うことで彼女を再び修羅に戻そうと画策するが、激怒した銀時に倒されて最後は月詠によって致命傷を負わされ、事切れる寸前にこれまでの非道な行いを月詠に詫び、彼女に亡き妹の面影を重ねながらともに吉原の月を仰いだ。

## 快援隊
坂本辰馬や陸奥らが銀河を股にかけ商売する貿易艦隊。船の形をした宇宙船がいくつかあり、ある程度武装もしてある。重要な商いのときは坂本は陸奥によって置いていかれる。艦隊は元々宇宙海賊・千鳥の奴隷船であり構成員たちも元は奴隷であったが、坂本が奴隷船ごと奴隷を買い取ったことで解放された過去を持ち、そのため船員は皆艦長の坂本や副艦長の陸奥を慕っている。
坂本 辰馬（さかもと たつま）
声 - 三木眞一郎
星間貿易会社「快援隊」のリーダー。一人称は「わし」。土佐弁で話す。攘夷志士であったころは和服に兜という格好であったが、現在は下半身はズボン、上半身は小袖のような和服の上から黒ラインと赤地のロングコートを羽織り、サングラスに襟巻、足元は下駄という服装である。現在は快援隊を営みながら、商船「快臨丸」に乗り宇宙を渡り歩いている。
かなりの天然ボケかつ能天気な性格で、どんな状況にあっても「アッハッハッハッハ」と呑気に笑う楽天家。しかし攘夷戦争後は国の将来を考え宇宙に出るなど、目先のものにとらわれない独自の先見性を持っている。利益をもたらし天人と地球人の調和を図ることで国を守ることを目指し、争いよりも商いで人を豊かにしようとする考えを持っている。
無類の船好きにもかかわらず船に弱く船酔いしやすい体質であり、作中ではしばしば船酔いで嘔吐している。戦闘時には拳銃を武器としているが、これは攘夷戦争時代に戦場で敵である幕軍の負傷兵を撤退させようとしたところ、のちの春雨第二師団団長となる馬董の攻撃を受けて背後から背負っていた負傷兵ごと斬られ、利き手の負傷で剣を握れなくなったためであることが明かされており、右腕には掌から前腕にかけて大きな傷跡が残っている。
かつては「桂浜の龍」と呼ばれた攘夷志士であり、銀時・桂・高杉の三人とはともに参加した攘夷戦争の際に親友となり、銀時と高杉の喧嘩を止める役をたびたび担っていた。土佐の大商家の息子で平和主義者だったが仲間に担がれる形で参戦し、その交渉力で後援の引き込みや資金の工面、武器の調達などを行っており、銀時からは「剣ではなく商という武器で戦っていた」と評されている。しかし上述の怪我による負傷により戦争終結の際には戦線を離脱していたが、その後は散々になった仲間を探す過程で唯一再会できた銀時を宇宙行きに誘っていたが、銀時からは「ここ（地球）が好きだから」という理由で断られている。
その後、宇宙に進出した直後に悪い商売に引っかかり簀巻きにされて海を漂流していたところを宇宙海賊・千鳥の奴隷船に拾われ、そこで当時第二師団副団長だった陸奥と出会っている。そして次期総督の座を狙う第二師団団長に処刑されかかった陸奥を奴隷とともに救い、奴隷船と奴隷を丸ごと買い取って快援隊を立ち上げる。快援隊のメンバーからはとても慕われており、坂本自身も非常に仲間想いな性格で、仲間が傷つけられた際には激しい怒りを露わにする。
桂とはエリザベスを彼の元に置いていったり、陸奥とともにサポートしていることから、攘夷戦争後も交流がある模様。蓮蓬篇で久々の再会を果たしている。高杉とは戦争を離脱してから烙陽で再会するまで交流を絶っていたが、過激なテロ行為を繰り返す彼を今でも友達と思っている。
烙陽決戦篇では、陸奥の伝手で星海坊主からもたらされた鬼兵隊と第七師団の掃討作戦についての情報を受け、裏で密かに万斉ら一部の鬼兵隊の団員を救出している。その後、一度地球に帰還し、銀時や桂らを乗せ、虚に立ち向かうべく行方不明になった高杉らの救出に向かう。春雨第三師団団長の范堺との戦闘では陸奥や捕虜としていた喜々などの周囲の者の手助けを受けて范界を撃破し、その後は銀時や桂とともに意識を取り戻した高杉と合流し、春雨や奈落の兵を相手に銀時らに引けを取らぬ活躍を見せている。
銀ノ魂篇では、喜々らとともにアルタナ解放軍の侵攻を止めるために停戦交渉に赴くが、圓翔の暴走により協定が破棄されたうえに牢獄に閉じ込められる。紫雀派の兵士の手引きで脱走したあと、圓翔のもとへ向かい、桂や高杉とともに激闘を繰り広げた。戦後、天鳥船の落下で大破した船の損害を取り戻すため全財産を仮想通貨に投資するが、巨額の損失を出してしまい、快援隊を倒産させてしまった。
『3年Z組銀八先生』には、数学教師という形で登場しており、大富豪の息子で、天然ボケかつ能天気な性格と極度の船酔いという体質は、漫画本編と同様である。服装はピンクのYシャツにサスペンダーをつけた風貌である。
陸奥（むつ）
声 - 渡辺明乃
快援隊の副官的な位置付けにある美人女性隊士で傭兵三大部族・夜兎族の天人。常にポーカーフェイスで冷静沈着。千鳥に所属していたころは標準語だったが、坂本の影響で現在は彼と同じく一人称は「わし」で土佐弁を話す。同じ夜兎族である星海坊主とは、自身の父が友人であったことから親交がある。
坂本の放浪癖や女遊びを含む自分勝手な行動に手を焼いている。しかし「大義を見失うな」という信条を持つ坂本に共感しており、彼の言葉を忠実に実践できる強い意思を持つ。陽光に弱い夜兎族だが神楽や星海坊主と違って番傘は所有しておらず、道中合羽に三度笠という侠客風の衣装を身に着けている。
坂本には「カミソリ副官」と称され、彼や隊士からは坂本と同等あるいはそれ以上の信頼を寄せられている。遊び歩いてばかりの船長である坂本のことはあまり頼っていないが、信頼はしている。
14歳のころは火〜金のシフトで宇宙海賊・千鳥の第二師団副団長をしており、「金剛石姫」の異名を持っていた。本当は普通の女子らしく過ごしたかったが、千鳥の総督であった父親に無理やり副団長をやらされていた模様。当初は坂本の考えに共感できずにいたが、自分が奴隷だった老婆に物を渡したところその老婆に感謝され、坂本に商のよさを教えられたことで徐々に考えを改めるようになる。父親の死後は次期総督の座を狙う第二師団団長に坂本とともに殺されそうになるが、奴隷船と奴隷を丸ごと買い取った坂本に救われ、彼とともに行動するようになり、現在に至る。
烙陽決戦篇では星海坊主から虚と春雨に関する情報提供を受けていたため、地球にはいなかったにもかかわらず一連の状況は把握していた。彼からもたらされた鬼兵隊・第七師団掃討作戦の情報に基づき、坂本の指示で春雨内に潜入し、鬼兵隊の一部のメンバーを救出した。銀ノ魂篇では、坂本らとともに天鳥船船内に乗り込み、圓翔と対峙するが坂本をかばって重傷を負うも、治療により一命を取り止めた。戦後は仮想通貨の失敗で快援隊を倒産させた坂本を売り飛ばし、快援隊の有志とともにグレーな商売を始めていた。その後、松平の依頼で地球に訪れ新八にある人物を送り届けた。
オババ
声 - 上田ゆう子
快援隊の一員の老婆であり食事係を担当している。元々は宇宙海賊・千鳥に売られた奴隷だったが、坂本と陸奥が処刑されそうになったときに他の奴隷と反乱を起こして2人を救った。牢に閉じ込められていたときにマッサージ用の石ころをくれた陸奥に礼を述べたことが彼女が坂本の考えに共感するきっかけになる。坂本と陸奥が出会った時点でかなりの高齢だが、現在でも現役で快援隊に所属している。

## 伊賀衆
全蔵やあやめら御庭番衆を生んだ忍の源流である里・伊賀の忍たち。地雷亜によれば忍たちは年中勢力争いを繰り広げているとされる。御庭番衆は「伊賀越え」の功により家康公に召抱えられ江戸に移った伊賀流の分派にあたる。伊賀に残った者たちは将軍家への忠誠心は皆無であり、戦国より金で飼われる職業傭兵集団であり、雇主次第では同胞をも手にかける集団となっている。
将軍暗殺篇では茂茂の暗殺に先駆けて春雨の第七師団の襲撃を受け、里の実権という褒美に目が眩んだ藤林の一派の内通もあり瞬く間に蹂躙され陥落し、従わねば里を焼き払うと脅され新政権樹立後の新しき御庭番としての雇用と引き替えに茂茂暗殺への協力を求められるが、実際には一橋派は茂茂の暗殺後その罪をすべてなすりつけて伊賀の里を壊滅させるつもりだった。里は藤林ら恭順派と一橋派への徹底抗戦を訴える百地ら主戦派の真っ二つに割れ、一度は百地らも恭順派に従う素振りを見せ伊賀衆は各地で将軍の首を狙い暗躍するが、それらの兵はすべて藤林の兵であり、裏で全蔵に協力を求めていた百地ら主戦派の忍たちによってすべて始末されていたことが明かされる。その後は藤林を始末した百地らにより万事屋や真選組らとともに、茂茂を護るために鬼兵隊や第七師団と交戦した。
服部 全蔵（はっとり ぜんぞう）
伊賀三大上忍の一角・服部家の頭首。現在は江戸で御庭番衆の頭を務める。
藤林 鎧門（ふじばやし がいもん）
声 - 白熊寛嗣
伊賀三大上忍の一角・藤林家の頭首。夜兎族の神楽を圧倒する怪力を誇る巨体の老人。将軍暗殺篇では春雨の第七師団の襲撃に際して一橋派に恭順し茂茂の暗殺に手を貸すことを主張するが、実は裏で事の後に里の実権を保障するという見返りにそそのかされて春雨と内通し敵を里に引き入れていた。百地とともに銀時たちを強襲するが土方に左足を切断され、さらに実は茂茂の側に付いていた百地の部下たちの一斉攻撃を受ける。重傷を負いながらも百地を殺害しようとするが、彼女のからくり人形による攻撃を受け吹き飛ばされる。その後の消息は不明。
百地 乱破（ももち らっぱ）
声 - 佐藤利奈
伊賀三大上忍の一角・百地家の頭首。全身を包帯で覆われた女性で常に車椅子に乗っており、メイド姿の女性が着き従っているが、実は包帯姿の女性はカラクリ人形で、メイド姿の女性が本体である。マーガレットを愛読している。傀儡術を極めており、カラクリ人形を使用した攻撃以外にも糸を使って死体を自在に操ることができる。藤林とともに銀時たちを強襲するが実は将軍茂茂の側に付いており、春雨が伊賀の里を襲撃した際に里内が藤林率いる恭順派に対抗するために全蔵に協力を求め、彼とともに茂茂を匿っていた。鬼兵隊と第七師団が伊賀を襲撃した際には死亡した藤林の部下たちの死体を操り、近藤と土方とともに阿伏兎たちと交戦する。

## 松下村塾
吉田 松陽（よしだ しょうよう）
声 - 山寺宏一、喜多村英梨（少年時）
幼少期の銀時・高杉・桂らの師であり、彼らの人生に大きな影響を与えた人物。すでに故人ではあるが、本作品のキーパーソン的な存在。
中性的な整った顔立ちをしており、長髪で髪の色は薄く灰色がかっている。性別は男性で、一人称は「私」。口調はとても丁寧。
地方の片田舎で私塾・松下村塾を開き、銀時らをはじめ貧しい子供たちに手習いを教えていた。しかし、攘夷戦争の折に幕府軍によって捕縛され、最後は桂と高杉の二人か松陽のどちらを殺すか選べと迫られた銀時によって、仲間の命を守るために首を斬られた。このとき、銀時に対して「ありがとう」と感謝の言葉を伝えた。
紅桜篇では、高杉や桂は当時の教本をまだ持っていたが、銀時は「ラーメンをこぼして捨てた」と言っている。
「屍を食う鬼が出る」という噂を聞き戦場跡へ出向いたところ死体の中で物剥ぎをしていた戦災孤児だった幼少時の銀時を見つけ、自分の剣を渡して彼を引き取った。
寛政の大獄で幕府に捕縛されていたころ、牢獄で牢番を務めていた骸（今井信女）に手習いを教えていた。
公式キャラブック「銀魂五年生」では、学舎は炎上し、それが銀時たちが攘夷戦争に参加する直接のきっかけとなったと記載されている。これはジャンプスーパーアニメツアー用作品「白夜叉降誕」での設定であるが、第8期OP（オープニング）で実際に炎上前・炎上後の学舎入口（「白夜叉降誕」内で描かれた建物と同一の建築物）に佇む銀時が描かれている。
劇場版では、原作やアニメ版にはない回想シーンが追加されており、銀時・高杉・桂らに対して意味深な発言を残している。担当声優の山寺宏一も劇場版への登場を前提としてキャスティングされた。
その正体は天照院奈落の先代首領・虚。朧との出会いをきっかけにともに奈落を抜け、身分を隠して片田舎で子供たちを相手に手習いを教えることを選んだ。朧には生前囚われていた牢獄で「奪うことしかしてこなかった自分でも何か与えられるのではと考え、自身に抗った」と語っており、また自身の一番弟子でありながら、自分とその教え子を守るために一人奈落に残った朧に対してもすまないと思っていた。銀時が彼の首をはねた時点で松陽としての人格は失われているため、信女は彼を「松陽であって松陽でない者」と評した。
銀ノ魂篇での銀時と虚の決戦では、虚の中に残っていた松陽の人格の存在が呼応したことで、虚は銀時に敗れる。龍脈に飲み込まれた虚は2年後、肉片としてとある龍穴へ流れ着き、瞬く間に赤子へ変化し、銀時に引き取られるが、ある日突然松陽としての人格を取り戻す。しかしその直後に奈落の残党の襲撃に遭い、アルタナの結晶石と化した己の心臓を銀時に託したあと、奈落に拘束され、天導衆の元幹部らが教祖を務める星芒教の御神体とされる。そして星芒教が奪い取った龍脈の力で一時的な復活を遂げ、ターミナル上空にて高杉と再会するも、高杉の内に潜んでいた虚と交戦、激しい戦いの末に致命的な一撃を食らい重傷を負うがその直後に新八や神楽らに助けられる。そしてターミナルの暴走を止めるために、ターミナルの中心であるコントロールルームにある大量のアルタナの奔流を自身の肉体を利用して逆流させ龍脈へと還し、銀時の成長と万事屋を見届けてこの世を去った。
『3年Z組銀八先生』では、銀魂高校の時をかけるまたは時を留年する3年Z組の生徒として虚の人格とともに小説版本編ではすぺしゃる それゆけ大球技大会から登場。
元ネタは長州藩士で教育者・思想家の吉田松陰。

## 春雨
天人で結成された宇宙海賊団であり、銀河系最大の犯罪シンジケート。非合法薬物を主な収入源としており、地球でも密売を行っている。組織系統は元老と呼ばれる各星の犯罪組織の首領たちが春雨のトップに立ち、その下に提督の阿呆と神威ら幹部（十二師団の各団長）、団長を補佐する副団長、さらにその下の末端組織で構成されている。
さらば真選組篇のあとに銀時らを殲滅すべく虚が裏から手を回し、元老たちが始末されたことで以降は事実上虚の私兵と化すが、烙陽決戦篇の戦闘で多数の兵力を失うこととなる。銀ノ魂篇では、第七師団および三凶星をはじめとする残党が地球側の援軍として参戦した。その後の動向は不明。

### 元老院
元老（げんろう）
声 - さかき孝輔、仗桐安
春雨の上層部に位置する各星の犯罪組織を束ねる天人たち。天導衆とも密約を交わしており長らく不可侵状態が続いていた。将軍暗殺篇終盤にて天導衆と敵対する鬼兵隊と第七師団の切り捨てを命ずるが、さらば真選組篇の黒縄島での戦闘のあと、虚の手引きで寝返った十二師団により建物への一斉砲撃を受けて宇宙の塵と化した。

### 十二師団
春雨の実働部隊にあたる。最高指揮官である提督の下に、第一師団～第十二師団で構成されている。中でも夜兎族で構成された神威率いる第七師団は「春雨の雷槍」の異名を持ち、十二師団の中でも最強と謳われている。構成員たちは基本的に己の利権しか頭にないため、味方同士での小競り合いも日常茶飯事であるなど組織としての繋がりは希薄。元老院と神威の間で振り回される現状への反感から元老院を裏切って抹殺し、統制をもたらす新たな指導者として虚を快く迎え入れるが、烙陽での戦闘でその戦力の多くを失う。
阿呆（あぼう）提督
声 - 星野充昭
春雨の艦隊を率いる提督。影で組織の構成員からは「アホ提督」と呼ばれているが、実際は見識が狭いことを除いて、バカではない。
神威をはじめとする第七師団の台頭で己の地位が脅かされかねないと懸念し、春雨との盟約を結んでいた高杉と勾狼を使って神威を捕らえ公開処刑を企てていたが、本心では神威もろとも高杉も始末しようと考えていた。しかし高杉が神威を救うと同時に手を組んだことで形勢が逆転し、騒動の一部始終を元老に報告しようと小型船で脱出しようとするも、神威によって船ごと大破されてしまう。
第一師団
獅嶺（しれい）
声 - 野川雅史
第一師団団長。十二師団で最も古株の猛将。獅子のような容貌をしている。春雨の部隊を次々と撃破する星海坊主の前に現れたが、部下に紛れ込んでいた神威に、背後から真っ二つに斬られてしまい絶命した。
第二師団
馬董（ばとう）
声 - 関智一
第二師団団長。「三凶星」の一人。「星芒剣王（せいぼうけんおう）」「冥王星・馬董」の異名を持つ。春雨屈指の剣豪で、剣を持たせたら神威と互角とされるほどの実力の持ち主。額に人の心を読む目「覚眼（サトリ）」を持ち、両目は塞がれている。范堺同様、相手のボケに付き合うノリのいい性格。彼の種族は太古の昔は目も耳も持たず、覚眼のみで意志疎通を行う種族であったが、彼は太古の昔に退化した覚眼を呼び覚ますために目と耳も塞いでいる。攘夷戦争に参加していたころ、坂本の右手に剣士として再起不能に陥るほどの重傷を負わせたことから銀時と高杉に報復の対象として見られており、攘夷戦争時代に一人だけ斬れなかった相手が銀時と思われていたが、実は白夜叉（パクヤサ、声 - 檜山修之）という銀時に姿は似ている太っちょの別人だった。
銀ノ魂篇では、地球側の援軍として参戦し、鬼兵隊らと協力して天鳥船に突入するが、圓翔の施設放棄による爆破攻撃に巻き込まれて落命した。
第三師団
范堺（はんかい）
声 - 山路和弘
第三師団団長。「三凶星」の一人。「機巧導師」「天王星・范堺」の異名を持つ。全身機械の容貌をしており、「ナノマシンウイルス」で機械も人間も自らの支配下に置くことができる。本体は小型の球形をした機械であり、人型の姿は仮の姿に過ぎない。
坂本らが振ったガンダムのザクをネタにしたボケに付き合うなど、ノリのいい性格を併せ持つ。
銀ノ魂篇では、本体を失ったあと、武市によって十三ものデータを複製され、火之迦具土神の機能停止に利用される。
第四師団
猩覚（しょうかく）
声 - 小山力也
現在の第四師団団長。「三凶星」の一人。「海王星・猩覚」の異名を持つ。金色の体毛を持つゴリラのような容貌をしており、武器として赤い棍を携えている。集団行動や束縛を嫌う生粋の喧嘩好きであり、「戦は頭突きでするもの」と豪語する単純かつ豪快な性格。春雨を裏切った華陀の後釜として第四師団団長となるも、その性格ゆえに私闘で組織の兵力を潰したために幽閉されていたが、春雨を掌握した虚によって解放された。
桂たちの前に立ち塞がるが、桂との一騎討ちで左腕を失い、お互い渾身の頭突きを繰り出した末に敗北する。しかし桂の戦いぶりに潔く敗北を認め、桂を追撃しようとした部下を制した。
虚の撤退後、馬董と春雨の残党とともに組織を離反し、銀ノ魂篇では、鬼兵隊と組んで天鳥船を襲撃する。圓翔の施設放棄による爆破に巻き込まれるも生き延びており、武市の通信を傍受して彼よりも先に火之迦具土神のエネルギー回路を破壊し、特攻を仕掛けた彼らの命を救った。
華陀
声 - 伊藤美紀
元第四師団団長。かつては「宇宙に咲く一輪の華」の異名を誇ったが、組織内の派閥争いに敗れ失脚し、逃亡先の地球で再起を期すも再び敗れたあとに連れ戻され、投獄されて廃人と化した。元かぶき町四天王の一人。
第七師団
団員は全て夜兎族で構成された、「春雨の雷槍」と呼ばれる春雨最強の戦闘力を誇る師団。将軍暗殺篇では鬼兵隊とともに茂茂の命を狙うべく伊賀の里を襲撃したが、終盤で天導衆の側に寝返った一橋派と元老院の指示で離反した春雨の十二師団による切り捨てに遭い孤立させられる。なおも宇宙にて鬼兵隊とともに春雨相手に激戦を繰り広げるが、裏で春雨を掌握し利害を度外視して彼らを潰しにかかった虚の罠にかかりその戦力の半数以上を失う損害を被る。その後、烙陽決戦篇にて再集結し春雨から離脱した三凶星らとともに旅立ち、銀ノ魂篇では地球にて孫老師率いるアルタナ解放軍の夜兎部隊と交戦した。
神威（かむい）
声 - 日野聡、安済知佳（幼少期）
第七師団の団長を務める夜兎族の生き残りの一人。神楽の兄であり星海坊主と江華の息子。神楽同様に青い目にサーモンピンクの髪を後ろで三つ編みにしており、ただでさえ大食漢な夜兎族の中でもかなりの食欲の持ち主。一人称は「俺」。常に笑顔を絶やさないが、その本性はきわめて凶暴かつ冷酷な戦闘狂で、非常に高い戦闘能力を誇る。
かつては家族想いの性格だったが、父の星海坊主の「強くなれ」という言葉に対する葛藤や母の江華の病に纏わる苦悩の末に、江華を救うために星海坊主を越えるべく夜兎族の古の風習である「親殺し」の遂行を試み、不意討ちを仕掛け片腕を奪うも返り討ちに遭い命を奪われかける。この一件で家を出て行き、当時は鳳仙が率いる春雨の第七師団に入り、鳳仙の引退後、現在の地位にまで登り詰めた。
吉原炎上篇にて、自身とはまったく異なる強さで鳳仙を撃破した銀時をはじめとする「侍」という存在に興味を抱き、いずれ倒すことを宣言し神楽のことを頼んで吉原を去った。
かぶき町四天王篇の後日談では、阿呆提督による切り捨てに遭うが、高杉によって救い出され共闘し、大規模なクーデターを引き起こして阿呆提督を抹殺。新たな提督の座に就任して第十二師団を指揮下に置き、高杉への恩義に報いるべく以降は鬼兵隊と行動をともにする。
将軍暗殺篇では、暗殺の対象と勘違いした喜々を出会ったその場で殴り飛ばし瀕死の重傷を負わせてしまう。第七師団を率いて将軍の一行を襲撃し沖田と交戦するが、船の誘爆に巻き込まれ決着は持ち越される。その後伊賀に到着し神楽と拳を交え、終始優位に立ち回っていたが、突如現れた奈落に取り囲まれたことで戦いを切り上げ、高杉を連れて撤退した。
その後は宇宙にて鬼兵隊とともに春雨と交戦するが、裏で春雨を掌握していた虚の罠により艦隊の多数が殲滅され、さらに春雨に協力していた父の星海坊主の襲撃に遭い、艦の爆発により行方不明となる。その後、何らかの手段で烙陽に到着し、星海坊主と再会し親子喧嘩を開始するが、止めにきた神楽の制止や虚の出現により中断される。そして虚との戦闘で重傷を負った星海坊主にとどめを刺そうとするが、駆け付けた銀時に止めに入られ戦闘に突入し、銀時を庇った神楽に攻撃を躊躇った一瞬の隙を突かれ敗北する。しかし直後に夜兎の本能に意識を呑まれてしまい暴走するが、それでも万事屋や阿伏兎の助けもあり自我を取り戻し、最後は兄として神楽と拳を交えようとするが、力尽きて倒れ込み神楽の膝の上で抱き留められた。その後は再び海賊として最強を求め戦い続ける道を選び、馬董や猩覚ら春雨の残党とともに去っていった。
銀ノ魂篇では、源外を助けるため苦戦する神楽の前に再び姿を現し、孫老師を相手に共闘するも当初は息が合わず兄妹喧嘩を始めてしまい孫老師に圧倒される。しかし夜兎の力の暴走を恐れる神楽に対して助言し、そのうちに戦闘そっちのけで兄妹喧嘩を再開させてしまい、そのまま巻き込まれた孫老師を倒してしまった。その後は虚の元に現れて万事屋や真選組、星海坊主らとともに虚に挑むも圧倒されるが、最終的に他の面々とともに虚にとどめを刺すことに成功した。
『3年Z組銀八先生』では、夜兎工業高校の生徒で春雨高校から転校してきた。「喧嘩上等 天上天下唯我独尊」の文字が入った学ランを着用している。強い力と戦いを好む性格は本編と同じで、妹である神楽曰く「兄貴に喧嘩をやめさせるのは、林家ペーに誕生日を覚えるなというくらい無理」。阿伏兎、云業の3人で「夜兎工三羽烏」と呼ばれている。
アニメオリジナルのショートアニメ版『BE-BOP カムイくん』では、春雨高校から銀魂高校と同学区の不良校都立夜兎工業高校の3年Ω組に転入してくる。
第2回人気投票では、新参ではあったが第7位を獲得。第3回人気投票ではさらに第3位にまで登り詰めたが、第4回人気投票では第7位に戻っている。第5回人気投票では第8位に転落し、第6回人気投票では第15位に転落した。
名前の由来は北海道の地名・神威岳。
阿伏兎（あぶと）
声 - 大塚芳忠
夜兎族の一人であり、第七師団副団長。夜兎族の中でも歴戦を勝ち抜いてきた猛者であり高い実力を持つ。神威より年上であるということと副団長という立場上、師団内での役割は神威の補佐であり、特に交渉事に関しては神威自身が交渉事を苦手としていることもあり神威から一任されている。夜兎の血を誇り重んずるがゆえに、夜兎族同士の争いを嫌っている。
まだ春雨の雑兵だった時商売で烙陽を訪れ、その際に神楽を蹴られて喧嘩を始めようとした神威と出会った。彼の幼い時分からの長い付き合い。ゲームは任天堂の方を好んでおり、セガには興味がない模様。女性への好みは華陀がタイプらしい。
吉原炎上篇にて神威とともに吉原へ来たが、鳳仙と神威の交戦を止めた際に、鳳仙に左腕を落とされてしまう。その後、鳳仙の元へ向かう新八と神楽を圧倒的な力の差で追いつめるが、新八の危機に瀕して夜兎の闘争本能を覚醒させた神楽に敗北。彼女にとどめを刺されかけるも、神楽の手を汚させまいとする新八によって阻止され、結果的に命を救われる。その後、手加減したまま敗北したことを神威に咎められて殺められることを覚悟していたが、その考えとは裏腹に自分の補佐をしてくれる者がいないと困るとの理由で神威に助けられ、彼とともに帰還した。以降は義手を装着している。
将軍暗殺篇では神威とともに茂茂の一行を襲撃する。その中で全蔵が斬首した茂茂の首に疑念を抱き、伊賀への侵攻の際に本物の茂茂を発見し抹殺を図るが万事屋と近藤・土方・百地により阻止され、交戦の最中に春雨の元老院に呼応した天照院奈落の介入により、第七師団ともども春雨から追われる身となる。春雨に特攻を仕掛けた神威が行方不明となったあとは、第七師団や意識不明の高杉を含む鬼兵隊の残党と烙陽に潜伏する。そこでも春雨の襲撃を受けるが、星海坊主の助けを借りつつ逃走。神威と星海坊主の親子喧嘩、虚と星海坊主、銀時と神威の死闘など一連の戦いを見届けるが、神威が夜兎の本能に飲まれたあとは彼の暴走を止めるために万事屋の面々と共闘するなど（特に同族に対しては）かなり情に厚い一面を持つ。
『3年Z組銀八先生』では、神威同様、夜兎工業高校の生徒。何度か留年している。
アニメ版のショートアニメ版『BE-BOP カムイくん』では、夜兎工業高校の3年Ω組の生徒として登場。8回留年を繰り返し、ED（エンディング）でもまた留年をしている。
なお最初は吉原炎上篇で死亡する予定だったが、原作者が描いていくうちに気に入ったためそのまま生き残らせたとのこと。
云業（うんぎょう）
声 - 喜山茂雄
夜兎族の一人であり、第七師団団員。吉原炎上篇で阿伏兎同様神威とともに吉原を訪れたが、鳳仙と神威の交戦を止めた際に神威に胸を貫かれて命を落とした。
『3年Z組銀八先生』では、神威、阿伏兎同様夜兎工業高校の生徒。
ショートアニメ版『BE-BOP カムイくん』では、夜兎工業高校の3年Ω組の生徒として登場。銀魂高校の新八と同じようなポジションで最後は彼の「転校しよう」という言葉でだいたい終わるが、一度だけ阿伏兎の母役となっており、そのときはリンゴの皮を剥きながらの「転校させよう」という言葉で終わっている。
鳳仙（ほうせん）
声 - 銀河万丈
第七師団の創設者であり春雨の元幹部。神威のかつての師匠でもある。「夜王」とも呼ばれており、銀時たちに倒されるまで吉原を支配していた。実力は夜兎族の中でも秀でており、夜兎族最強と揶揄される星海坊主と互角に渡り合うほど。
第八師団
勾狼（こうろう）
声 - 安元洋貴
春雨の幹部であり、第八師団の団長。狼のような風貌の天人（戌威族であるかは不明）。左目にアイパッチをつけ、また左手がフックになっている「確実にキャプテン狙っている」ような風貌が特徴。活躍する神威を妬み、阿呆提督と組んで高杉もろとも抹殺を試みるが、返り討ちにあった。

### 末端組織
陀絡（だらく）
声 - 中尾隆聖
宇宙海賊「春雨」の末端組織の頭目。
地球で麻薬「転生郷」を売りさばいていた。細かい服のゴミが気になったり、服に少しでも血がつくことを異様に嫌悪するなど、病的なほど潔癖症。嫌いなタイプは「仕事の邪魔をする奴」「トイレに入っても手を洗わない奴」「天然パーマの奴」。新八と神楽を拉致し、銀時に重傷を負わせるが、銀時の再戦により倒される。その結果銀時と、それに協力した桂の両名が春雨から命を狙われることとなり、さらに高杉と春雨を繋ぐきっかけとなった。
後の消息は原作やアニメ版では不明だが、ニンテンドーDSゲーム版『銀魂 銀時vs土方!? かぶき町銀玉大争奪戦!!』では、春雨の本部に帰還するも上層部に見捨てられ、放浪していたところを別の宇宙海賊「棒棒鳥」に拾われて「メカ陀絡」として復活するが、棒棒鳥の開発した侵略兵器ボテクリコカスとともに、銀時と土方に倒される。ゲーム版『銀魂 銀玉くえすと 銀さんが転職したり世界を救ったり』では、一般人となんら変わりなく、キャラクター図鑑では「ザコキャラ扱い」とのこと。

## 天導衆
将軍家を傀儡として裏から操り国の実権を握る、数名の天人たちからなる謎の組織。編笠とマントで身体を覆った行脚僧のような姿をしており、船体に城が建てられた巨大な宇宙船を拠点に持つ。攘夷戦争の終結以降は、地球の時の権力者に仕えてきた暗殺組織・天照院奈落を手足としている。天人襲来に際して発生した攘夷戦争の折に、反幕府勢力の鎮圧への協力という建前の下に内政に介入し幕府の実権を握った。そして定々や奈落に命じて「寛政の大獄」と呼ばれる攘夷志士たちの大粛清を指導し、吉田松陽ら多数の志士を捕縛・処刑した。
結成当初は星々によるアルタナの奪い合いを防ぐべく、各星のアルタナを管理するための団体「アルタナ保全協会」として設立された。しかし協会はやがてアルタナを管理するという立場を利用してその利権を独占し、星々の内政に介入を始めるようになった。そうして数多の星々を裏から操り食い潰し、いつしか天導衆と呼ばれる存在となった。その活動目的は宇宙のさらなる進化という建前の下に、全宇宙の悲願である不老不死の肉体を手に入れること。
烙陽決戦篇での戦闘のあと、取引で入手した鍵を用いて裏で宇宙戦争を引き起こす手筈を整え終わった虚により幹部たちが用済みとして始末され、組織としては事実上の壊滅に至る。
虚（うつろ）
声 - 山寺宏一、喜多村英梨（謎の少年）
さらば真選組篇の後半にて突如姿を現した謎の男。天照院奈落の先代首領にして現天導衆の一角であり、烏の仮面を被り素顔を隠している。その剣の実力は桁外れであり、いずれも作中有数の実力者である神楽・信女・沖田の三人を同時に相手取り圧倒するほど。しかし後述の理由から彼の剣技を知っていた銀時だけは辛うじて互角の戦いを繰り広げる。
その素顔、剣技は松陽と瓜二つ。ゆえに銀時の一撃で仮面がはがれ、素顔が露わになった際は少なからず彼の動揺を誘った。その隙を突き銀時の首をはねようとするが、その剣を素手で受け止めた神楽の叱咤で我に返った銀時の渾身の一太刀を受け深手を負う。しかしその傷を瞬時に回復させるなど、あらゆる面で人の域を超えた力を持つ。
その正体は地球に流れる龍脈（アルタナ）の力により生まれた存在であり、龍脈のエネルギーが供給され続ける限りいかなる手段でも死ぬことのできない不老不死の肉体となっていた。何度殺されても蘇るその力から遥か昔「鬼」と呼ばれ恐れられて周囲の人間から迫害され、幾度も拷問を受け死ぬほどの苦痛を味わわされ続けたあとに、人間にされた行いをなぞるように人々の殺戮を繰り返すようになる。その後、朝廷に捕縛されるが、彼の存在を容認する代わりにその力を借りる道を選んだ朝廷により天照院奈落の首領に任命される。それから500年にわたる殺戮の日々の中で無数の別人格としての「虚」が生み出され続け、その中で自分自身の宿命に抗うために生まれたのが「吉田松陽」の人格だった。しかし攘夷戦争で銀時に首をはねられたことで松陽の人格が消滅し、そしてすべての「虚」を終わらせるために生まれたのが復活した彼の中に宿った最後の「虚」であった。その後、天導衆に捕縛されるが、永遠の命を欲する彼らと取引を行いその一員となる。
黒縄島での戦いのあとに春雨の元老院を全滅させ、代わって新たな指導者の座に就き春雨を掌握する。そして鬼兵隊と第七師団の残党、それを救いにきた銀時たちを掃討するために春雨の全軍の半分を率いて烙陽を制圧し、自身は星海坊主との一騎討ちを挑み死闘を繰り広げるが、彼が集めていた徨安のアルタナの結晶石ごと自身の心臓を握り潰され、他星のアルタナとの拒絶反応により一度は絶命する。しかし直後に星海坊主の攻撃でちぎれていた右腕から蘇生し、背後から星海坊主の右腕を切断し戦闘不能に追い込むも、急激な再生により彼自身のアルタナもいったん尽きたため、とどめは刺さずに撤退する。しかしこの戦いは天導衆の注意を引きつけるための囮であり、その裏では春雨の残り半数の軍を用い各地の星々を襲撃してアルタナの暴走を引き起こし、宇宙中の敵意を天導衆のいる地球に向け、地球ごと自らを滅ぼすべく宇宙戦争を引き起こすための準備を進めていた。
銀ノ魂篇では、用済みとなった天導衆の幹部たちを始末し、江戸に帰還したあとは自身の不死の血を分け与えられ不死者と化した奈落を率いてアルタナ解放軍の江戸の駐屯地を襲撃し、アルタナ解放軍との交渉で取りつけた停戦協定を破棄に導き戦火を広める。そして解放軍の傭兵部隊の王蓋・蒼達・孫老師らが倒されたのを機に再び銀時たちの前に姿を現し、ターミナル地下のアルタナの噴出口を制御し、地球各地のアルタナをターミナルに集め、天鳥船のエネルギーにぶつけることで、地球のみならず宇宙すべてを終わらせようとする。
最終決戦では、地球のアルタナの恩恵を受ける圧倒的優位の中、銀時の繰り出したアルタナの結晶刀をものともせず破壊し、戦場に駆けつけた真選組と第七師団、神威・星海坊主の親子をも圧倒する。しかし定春が暴走する龍脈を抑え、体内に入った結晶刀の破片により一時的に再生能力が低下したことで形勢が揺らぐ。消失したはずの定春を自分たちの生命を験力に変えて繋ぎとめる江戸の住民と、何度打ちのめしても立ち上がる銀時たちの姿に恐れを抱く。そして最後は銀時たちの一斉攻撃を受けて敗北するが、消滅の間際に銀時に「君は松陽を救えなかった」と言い残し、自らアルタナの奔流に飛び込み消失した。
2年後にアルタナの奔流から蘇ったのは虚ではなく吉田松陽の人格だったが、虚の人格はその血を取り込んだ者たちの中で復活の時を待っており、そしてターミナル上空での決戦にて高杉の肉体を乗っ取り松陽と交戦し松陽の血を奪うことで復活を遂げる。しかしその血も肉体もすでに不死身ではなくなっており、銀時との一騎討ちの末に倒され完全な消滅を遂げた。
『3年Z組銀八先生』では、銀魂高校の時をかけるまたは時を留年する3年Z組の生徒として松陽の人格とともに小説版本編ではすぺしゃる それゆけ大球技大会から登場。
幹部
声 - 小室正幸、太田哲治、高岡瓶々、烏丸祐一、杉田智和、鈴村健一、千葉進歩、小野友樹、伊原正明、他
天導衆ことアルタナ保全協会の最高幹部たち。暗殺組織・天照院奈落を自分たちの手足として動かしており、また春雨の元老院とも密約を交わしている。メンバーたちは特権として、各星のアルタナの噴出口を制御する唯一の手段である「鍵」と呼ばれるコードが掌に刻まれている。
攘夷戦争の折に内戦鎮圧の名目で内政に介入し幕府の実権を握るようになり、高杉からは定々と同様に松陽の死のきっかけとなった張本人として倒すべき敵として見られていた。一国傾城篇では茂茂から決別の証として解官詔書を手渡され辞任の申し出を受けるも、幕府を支配下に置き続けるための傀儡として保留していた。将軍暗殺篇では茂茂の暗殺計画の裏で密かに対立していた喜々と接触し、将軍の地位と引き替えに彼を取り込み、春雨の元老院とも協力して自身らに敵対する鬼兵隊と第七師団を切り離した。当初は茂茂の身柄の保護も考えていたが、彼が京での新政府の樹立を宣言すると2つの政府の存在で起こり得る大きな混乱を危惧し、茂茂の暗殺を決行した。
攘夷戦争の終結後に蘇った虚を捕縛し、その肉体を調べ上げ不老不死の力を解明しようと試みたが、取引によりその協力を得る代わりに彼を天導衆の一員へと任じたものの、彼を危険視していた幹部たちは鍵を与えることはなかった。しかし烙陽決戦篇の終盤にて複数の構成員が虚と通じ、不老不死の血を得る代わりに手を切断する形で鍵を虚に与えていたことが発覚、アルタナ解放軍による地球へ向けた戦争の引き金となってしまう。
その後は虚の手によって始末されるも、不老不死の血を得ていたために生きた肉片と化しており、解放軍提督の一人であった圓翔に発見され秘密裏に回収されていた。しかし戦争終盤で不死の肉体を求める解放軍の一部兵士たちによって持ち出され、不死の血を操る術を得て復活した数名の幹部たちは星芒教の教祖に君臨する。そして地球にて虚の意思に操られるままに銀時や高杉と交戦するが、最後は銀時と高杉、そして復活した松陽の手によって全滅した。

## アルタナ解放軍
圓翔や紫雀らを盟主として、天導衆によって星を滅ぼされた13ヶ国を中心に構成された連合軍。母船である宇宙戦艦「天鳥船（あまとりのふね）」を拠点に活動する。アルタナ保全協会の壊滅と独占されてきたアルタナ奪還のために地球に侵攻するが、大義名分を盾に現地で傍若無人な振る舞いを続けたことから地球の人々の反感を買い、江戸の住民たちと衝突する。
地球では三大傭兵部族である夜兎・辰羅・荼吉尼の軍勢を送り込むなど全面衝突の様相を見せ、また天鳥船では鬼兵隊・攘夷党・快援隊および春雨の残党ら抵抗勢力と激戦を繰り広げる。本来の目的であった天導衆は圓翔により既に死亡（正確には虚の不死の血により、死体同然の肉塊となって生き延びていた）しているのを発見されていたが、圓翔は自分と兵士たちに残された行き場の無い憎しみをぶつけるためにそれを秘し、地球の解放軍兵士ごと破壊兵器「火之迦具土神（ひのかぐつち）」により地球の破壊を目論むも、天鳥船に侵入してきた鬼兵隊の活躍により阻止される。
しかしなおも諦めずついには天鳥船ごとを地球に墜落させようとするが、高杉・坂本・桂らによって圓翔が倒され、己の過ちを悟り和平を結ぼうとしたところを反発する解放軍の兵士に銃撃され殺害されたことにより、指揮系統が止まったことで事実上戦闘機能を喪失した。
紫雀（しじゃく）
声 - 津田健次郎、浜添伸也（少年期）
アルタナ解放軍の旗上げの一人。ある星の王族だったが故郷と身分を捨て、戦場に身を捧げている。地球を狙う盟主たちの中では穏健派で知られる。艦隊戦の名手。仲間からは「提督」と呼ばれている。
実はその正体はハタ皇子の兄である央国星第二皇子・バルカス。有能で美貌にも恵まれ王としての器も兼ね備える申し分ない人物だったが、先天的に頭部の触角「チダンネクスコ」が小さかったため王位継承権を得られなかった。末弟のハタは優しい心を持っていたが気が弱く、亡き長兄ドラゴニアへのコンプレックスもあり、家臣団が彼を王位に担ぎ上げることには一抹の不安を抱えていた。それを知っていたため自分が残れば王位を巡って戦乱が起こると危惧し、ハタに全てを託して自ら下野を決意した。
国を離れてからは戦場を渡り歩き、その過程で圓翔との間にも因縁が生まれた。圓翔の母星がアルタナの暴走で壊滅した際には共に星に赴き、そして天導衆による支配を終わらせるために共に戦うことを決意し解放軍を結成したが、喜々たち地球人との停戦交渉を通じて戦争を裏で操る者の存在に気づき、天導衆を倒さんとする彼らを信じて停戦を決断する。しかし虚率いる奈落の襲撃と重なり、圓翔の暴走により牢に閉じ込められてしまう。坂本の通信を通じて、偶然にもハタや死亡したと思われていたドラゴニアと再会し、桂や坂本、ハタと協力して圓翔を止めるために奔走する。終戦後は圓翔に代わって戦争責任の所在などを明確にし、賠償などの戦後処理を通じて地球への援助を行っていた。
圓翔（えんしょう）
声 - 梅原裕一郎（第344話 - 第353話）→前野智昭（第356話 - 第358話）
アルタナ解放軍の旗上げの一人。軍事大国として知られる惑星・武嶺の皇子で「硝煙の皇子」の異名を持つ。二振りのビームサーベルを武器に、サーベルを旋回させて銃弾を防ぐ、刀身を光弾に変えて飛ばすなど巧みに使いこなす。紫雀とは婚礼や祖父の葬儀を邪魔されてきた宿敵。兄（声 - 藤井隼）がいたが、彼の妻（声 - 柚木涼香）を奪うために他国との同盟と偽り謀殺した。天導衆によってアルタナの暴走により故郷と妻を失い、紫雀や同じく故郷を滅ぼされた兵士たちとともに解放軍を結成する。
虚の不老不死の血によって生きた肉片と化した天導衆を発見したことで復讐すべき相手を失い、自分と兵士たちに残された憎しみをぶつけるため停戦協定を破棄し、地球制圧に乗り出してしまう。
抵抗を続ける地球人に苛立ちを隠せず、火之迦具土神を起動させ、地球消滅を目論む。天鳥船に侵入した高杉たちによって火之迦具土神の中枢部を破壊されるが、なおも諦めず、ついには天鳥船ごと地球へ落そうとする暴挙に出る。
司令室に突入した坂本に撃たれるが、妻のペンダントのおかげで致命傷を免れ地球側の面々と対峙する。エリザベスと陸奥に重傷を負わせるなど圧倒的な実力を見せるが、死闘の末最後は桂・坂本・高杉の3人の連携攻撃の前に敗れる。そして自らの過ちを悟ったことで喜々からの和睦を受け入れるが、それに反発する解放軍の兵士に撃ち抜かれ、命を落とした。
王蓋（おうがい）
声 - 岩崎征実
解放軍の傭兵部隊を率いる1人。傭兵三大部族・荼吉尼族の天人で、屈強な体格と片方折れた角が特徴。かつては「破壊戦車」と恐れられ、その怪力を生かした力押しの戦法を得意とする。
かつては屁怒絽と共に「角の団」を率いて幾多の星を潰していたが、寄生種に寄生されて以降人格が変わった屁怒路を始末しようとするも圧倒的な実力差で敗北し、角を折られた過去がある。銀ノ魂篇ではその怪力で万事屋や柳生一門、かぶき町の住民たちを悉く圧倒するも、花を守るために戻ってきた屁怒路と再会。過去の因縁から攻撃を仕掛けるが、パンチ一発で右腕と残った角を残した状態で吹き飛ばされて敗北した。
蒼達（そうたつ）
声 - 加藤将之
解放軍の傭兵部隊を率いる1人。傭兵三大部族・辰羅族の天人で、辰羅特有の集団戦法を得意とする。華陀とは旧知の間柄。また解放軍の目的には興味はなく、傭兵らしく報酬を第一に考えている。
地球での戦闘では集団戦法で銀時たちを追い込むも、過去に華陀との戦闘で辰羅の戦い方を熟知していた銀時と次郎長の前に敗北する。
孫老師（そんろうし）
声 - 横島亘
解放軍の傭兵部隊を率いる1人。傭兵三大部族・夜兎族の天人で、顔を布で隠し、傘を被った小柄な老人。
気功術の達人であり、気功を駆使することで自らの身体を仮死/活性化させることで筋肉を自在に肥大・収縮させて超人的な力を発揮したり、自らの寿命すらも操ることができる。純血の夜兎の血を守るためにその能力を駆使して既に200年近い時を生きており、現在の夜兎を遥かに凌ぐ強さを持ち、戦場では「長老」と呼ばれ恐れられていた。第七師団と交戦するが、最後は神楽と神威の兄妹喧嘩に巻き込まれて倒された。

## その他の人物
黒子野 太助（くろこの たすけ）
声 - 小野賢章
銀時・桂・坂本・高杉らの攘夷戦争時代の同士。桂曰く「徹底的に黒子に徹し、自分は表に出ることなくバックアップを主に行った」人物。徹底した黒子ぶりから影が薄く、黒子野の名前で主催された同窓会が開かれるまで、銀時たちはその存在を完全に忘れていた。その同窓会は、実は武市とまた子による銀時たちをおびきだして殺害するための謀略であったが、黒子野は武市らの謀略を見抜いており、また子に「僕が本物の鬼になる前にさっさと立ち去った方がいい」と忠告して、謀略に参加した鬼兵隊のメンバーを撤退させた。銀時だけは睡眠ガスを吸わされて眠らされたときに、黒子野が銀時たちの部隊から立ち去るときに会話をしたことを思い出し、その顔を思い出した様子。黒子野本人もかつて銀時たちと戦ってきただけあり、鬼兵隊の隊士数人をあっさりと倒すなど高い実力を持つ。顔は不明である。
名前のモデルは『黒子のバスケ』で、キャラクターのモデルは同作品の黒子テツヤである。『週刊少年ジャンプ』2013年第35号の巻末コメントで藤巻忠俊から空知へ謝辞が寄せられた。アニメ版では、元ネタとなった黒子テツヤを演じる声優が起用されている　
白夜叉（パクヤサ）
声 - 檜山修之
本名は不明。銀時に弟子入り志願した太っちょの志士。顔立ちは銀時にそこそこ似ているが剣の腕は彼からも「戦に出れば即死する」と言われるほど低く、おまけに格好ばかりだったため、周囲から「白夜叉のパクリ」という意味合いでパクヤサと呼ばれるようになった。銀時から補給係に任命され、彼に弟子入りするために焼きそばパンを買って帰る途中にのちの春雨第二師団団長・馬董と対峙しているが、彼からは銀時と思われていた。その後すぐに戦線から離脱して「白い鬼人」なる菓子屋を始めるもどこからか訴えられ、その後はパンストショップを経営するも公然わいせつ罪で捕まり、現在はグレーな仕事をしているという。
喫茶店店長
声 - 下山吉光
演 - やべきょうすけ
新八や金丸が働いていた喫茶店「でにいず」の店長。物覚えの悪い新八や金丸によく当たっていた。銀時とは二度会っており、二度ともボコボコにされている。銀ノ魂篇では、働き始めた引きこもりの息子に厳しく接し、それを店員と勘違いした新八や茶斗蘭星大使に叩きのめされた。
実写映画版では、原作やアニメ版ほど新八に対するパワハラは悪質ではなくなっているため、銀時にボコボコにされておらず、チョコレートパフェに関して注意される程度で済んでいる。　
バブルス王女
声 - 千葉進歩、高乃麗（銀魂 THE SEMI FINAL真選組篇）
地球と関係が悪化している猩猩星の第三王女。近藤のお見合い相手で、外見は巨大なゴリラの雌（平均的な猩猩星の天人と比べても、3倍ほど大きい）。近藤に惚れて結婚式を挙げ婚礼を行う際、殴り込みに来たお妙に式を台無しにされた。気が長く、銀時と神楽に折檻されても怒らなかったが、近藤に池に落とされたことでついに逆上した。
銀ノ魂篇では、猩猩星の母艦「馬那那」にて再び近藤と結婚式を挙げていたが、近藤に対してかつての出会いからこれまでの経緯を伝え、近藤に別れを告げた。
ゲーム版『銀魂 銀玉くえすと 銀さんが転職したり世界を救ったり』では、第九訓のボスとして登場。事実上、ストーリーモードのラスボスである。
土方 為五郎（ひじかた ためごろう）
声 - 櫻井トオル
土方十四郎の腹違いの義兄。故人。
豪農・土方家の長男で、父の妾であった十四郎の母が亡くなったことで現れた隠し子である彼を引き取り、実の息子のように世話をした。
十四郎が11歳のときに村を大火災が襲い、その際に混乱に乗じ豪農を狙った暴漢が土方家に襲来。幼い十四郎は潜在的に義兄を護るために暴漢を死傷させるが、十四郎をかばった為五郎は暴漢に目を傷つけられ失明してしまう。この一件により十四郎は他の義兄弟たちに疎まれ土方家と疎遠となり「バラガキ」と呼ばれるようになるが、為五郎だけは彼を恐れたりもせず、盲目となっても月一回送られてくる十四郎からの手紙を心待ちにしていた。。
沖田 ミツバ（おきた ミツバ）
声 - 島本須美
演 - 北乃きい
沖田総悟の実姉。容姿は弟の総悟に似ているが、弟とは正反対の性格の持ち主で、美人できわめておしとやかな大和撫子。土方も「味覚以外はきわめてよくできた女」と述べている（『銀魂キャラクターズブックvol.2』より）。総悟を「そーちゃん」と呼ぶ。
両親を早くに亡くしたため女手一つで弟を育てた。そのため総悟は「姉上」「おねーちゃん」と慕っており、彼女の前では頭が上がらず、一人称が「僕」になるなど、きわめて大人しいいい子になる。超のつく辛いもの好きで、チョコレートパフェにタバスコ（一本丸ごと）をかけたり、真選組に激辛せんべいを毎月送ったりする。
武州にいたころ、土方とは相思相愛の仲だった。土方が上京する直前についに想いを打ち上げるもそっけなく突き放される。しかしその後も長らく彼を想っていたらしく、ずっと独身だった。すでに肺を患っており、総悟曰く「もう長くはない」病状。江戸に来てから容態が悪化し、最期は総悟に「自分は十分幸せに生きられた」「あなたは私の自慢の弟」と伝え、静かに息を引き取った。
アニメ版では第86話、第87話で登場しており、そのあと第186話「死亡フラグに気をつけろ」では、ミツバの好物のタバスコで沖田総悟が助かるという場面を見せている。
担当声優はこのアニメ版には数少ない原作者の指名によるもの。アニメ版第14期ED（エンディング）にも登場。
蔵場 当馬（くらば とうま）
声 - 中田譲治
演 - 津田英佑
「転海屋」を経営する商人。沖田の姉・ミツバの婚約者。礼儀正しく誠実な性格を装い、ミツバのことも実の妻のように大事に遇していた。しかし裏では攘夷志士との間に黒い繋がりがあり、実際には真選組と手を結ぶために隊長格の縁者であるミツバと婚約したにすぎず、彼女のことも金儲けのための道具としてしか見ていなかった。
攘夷志士との裏取引をしている現場に単身乗り込んできた土方の前に本性を現し部下に攻撃を命じる。真選組が加勢に現れると車でその場を去りミツバを人質に取って逃走しようと目論むも、追ってきた土方に深手を負わされ、最期は沖田に乗っていた車ごと一刀両断され、爆発炎上する車とともに燃え尽きた。
容姿は西郷隆盛がモデル
鯱（しゃち）
声 - 三宅健太
桂が収監された刑務所「獄門島」にすでに収監されていた男。強盗・殺人・誘拐などの前科があり、「犯罪王」「人斬り鯱」などの呼び名をほしいままにして桂が来るまで獄門島のボスに立っていた極悪人。囚人服の袖口の肩部分を切り刻んでギザギザにすることで監獄のボスの威厳と風格を出していたが、桂の天然ゆえの「なぜ袖口をわざわざ切るのか？」という本気の指摘に答えが詰まって恥をかかされて照れてしまい、愚痴を言いながらもギザギザを止めようとするなど、本当は素直で傷つきやすい（他の囚人曰く「メチャクチャメンドくさい」）性格。
その後、銀時が収監された刑務所に移送されていたことで再登場。そこでもボスとして君臨するが、今度は銀時に「監獄の王」風ファッション（肩パッドや額のX字型の傷など）をことごとく否定されて照れて止めようとするなど面倒くさい性格は相変わらず。しかし、銀時と意気投合したことでその後の展開に大きく関わることになる。
実は漫画家を目指しており、トレジャー賞に鯱原作・銀時作画で作品を送っている。その際のペンネームは「悪路木夢粋（あくろぎ むさい）」。画力は圧倒的に鯱の方が上であったため、持ち込み時に編集者から指摘されポジションを入れ替えた（銀時原作・鯱作画）。実際にジャンプ編集部に原稿を持ち込みに行くこともあるが、前述の通り危険人物であるため持ち込みの際は武装した看守が数十人態勢で警備に就くほどである。
『3年Z組銀八先生』では、リターンズにて獄門島高校のボンタンランハングループの頭目として登場。
幾松の義弟
声 - 石野竜三
幾松の義理の弟で大吾の実弟。攘夷志士を自称しているが、実際は幾松から取り立てた金で博打をしており、金目当てで商店の金蔵を襲撃するなど強盗まがいの行為をしていた。攘夷活動の資金と称して幾松の元へ金を無心しに来ていたため、幾松と口論になり、彼女を遊郭に売り飛ばそうとしたことで桂の怒りに触れ、彼に成敗されて刑務所送りにされる。その後再登場した際には、刑務所から出てかぶき町一帯の武闘派ホームレスたちを取り仕切る立場となっている。自分の人生を狂わせられたと幾松と桂を逆恨みしており、かつて兄の大吾が探していた幾松の父親（武蔵っぽい人）を殺すことで幾松と桂に復讐しようとしていた。しかし、真相を知った桂に父親を先に見つけられ、幾松の元へ向かわせていた手下も神楽と新八に倒され、自身も銀時に一撃で倒される。
茶斗蘭星（ちゃとらんせい）大使
声 - 千葉進歩、鈴村健一、中井和哉（ジャンプフェスタ版）
豹のような外見をした、中〜上位にあたる天人。姿はジャガー似。地球人を見下しており、真面目に働いていた新八をいじめた。直後、それに巻き込まれてパフェを台無しにされた銀時の一方的な怒りにより、新八をしごいて働かせていた店長ごと倒される。銀ノ魂篇でも、同様に店員をいじめ、新八に成敗されるが、その店員が店長の息子であったために店から追い出される。
金貸しの社長
声 - チョー
マッシュルームカットと関西弁に似た口調が特徴的な天人。地球では金貸しなどの商売をしており、部下も全員マッシュルームカット。
志村姉弟の父に金を貸し、部下を連れて執拗に志村家に取り立てに来ていた。また九兵衛の左目を失明させた張本人であり、幼少時代の妙を売りさばこうとした際に九兵衛によって阻止されるが、戦いの末に九兵衛は左目を失い、彼女の人生にも影響を与えることになった。飛空艇で「ノーパンしゃぶしゃぶ天国」を経営していたが、銀時に遊覧船を破壊され、違法として逮捕された。
『3年Z組銀八先生』では、大阪の不良グループのリーダーだった。
道信（どうしん）
声 - 中田譲治
多くの孤児を育てている廃寺の和尚で、元人斬り。礼儀正しく心優しい人物で、子供たちから「先生」と慕われているが、裏では違法賭博が行われる地下闘技場・煉獄関で最強を誇る闘士「鬼道丸（きどうまる）」として賭け試合に出場している（このときは鬼の面を着用し、試合に挑む）。牢獄に繋がれていたところを天導衆に腕を見込まれ、煉獄関で戦うようになった。そうするうちに芽生えた罪悪感を拭おうと捨て子らを引き取るようになり、彼の心は徐々に子供たちへの深い愛情を抱いていく。
沖田の依頼をきっかけに煉獄関を探る銀時と心が触れ合ったことを機に、「子供たちに胸を張って父親といえる男になりたい」と思い、養っていた孤児たちとともに天導衆から逃れようとするが、鬼獅子によって致命傷を負わされてしまう。最期は子供たちへの愛情を胸に息を引き取った。鬼の面は彼の死後、子供たちの依頼を引き受けた銀時が使用し、鬼獅子を倒したあとに銀時によって「（心優しい彼には）似合わない」と砕かれた。
鬼獅子（おにじし）
声 - 松本大
傭兵三大部族・荼吉尼族の天人。巨大な棍棒を駆使し、並の侍では歯が立たない戦闘力を持っている。天導衆の命で脱走を企てた道信を殺害し煉獄関の頂点に立つが、煉獄関に殴り込んできた銀時に倒される。
小説版『3年Z組銀八先生』では、銀魂高校の修学旅行先の奈良公園で10分500円の観光ガイドをしていた。
伍丸弐號（ごまるにごう）
声 - 神谷浩史
流山が自らの命と引き換えに、自身のデータを組み込んで作り出したからくり。たま曰く、「最も人間に近いからくり」。
見た目は金髪翠眼の執事を思わせる青年風のからくりだが、体内の1ミクロン以下の大きさしかないチップを破壊しない限り無限に再生出来るという超高性能である。
初期段階では流山の人格データと同調していたが、その中にあった「愛娘の芙蓉を失った寂しさ」が次第に拒絶反応を起こし流山の人格データは崩壊、以降は「芙蓉をさびしくないようにする」という目的のためだけに動く別の人格に変貌してしまった。
芙蓉プロジェクトの要である種子の存在を知った副主任の目黒博士（声 - 斧アツシ）が、流山を殺害してプロジェクトを独占しようと目論んでいるのを予測し、流山に成り済まして殺害されたように見せかけた後、密かにたまを逃がし、その後目黒博士の命令でたまと新八を捕らえたが、これは目黒博士をわざと泳がせることで「生みの親を殺したからくりを強制回収処分する」という名目で江戸中から一ヶ所に集めさせるために従順なふりをしていただけで、目論見通りにことが進むと目黒博士の隙を付いて殺害、さらに集めさせたからくりの主導権を掌握し彼の部下を殺害させた。
その後、からくり家政婦の軍勢を率いて江戸の町の中枢であるターミナルを占拠、新八の命と引き換えに江戸中の人間に自分たちに従うよう声明を出し、指揮下のからくりたちを江戸中で暴れさせたが、ターミナルに突入した銀時らと激しく交戦、最後はたまに後ろから抱え込まれた隙を付いた銀時にターミナルのエネルギー中枢に叩き込まれ、そのショックで流山の顔になったところを新八、神楽、たまに押さえ込まれ、最期はたまの「さようなら、お父さん」という別れの言葉を聞いて芙蓉との思い出を胸に抱きながら消滅した。
橋田 賀兵衛（はしだ かへえ）
声 - 矢田耕司
「橋田屋」を営む大財閥の当主。橋田屋を守るためならば手段を選ばない卑劣な老人。テロリスト寄りの攘夷浪士たちのパトロンをしており、用心棒として岡田似蔵を雇っていた。囲い込んだ攘夷浪士を使って唯一の血縁者である孫の勘七郎を無理やり母親のお房から奪おうとしたが、銀時らによる騒動を通じてお房と和解する。橋田屋を守る為に泥水を啜り、汚い事に手を染め、実の両親さえ捨てた事で勘太郎に嫌われてしまったが実は根は非常に家族想いな人物であり、亡き妻や病弱で早逝した息子の勘太郎（声 - 菅沼久義）、勘七郎への愛情は深く、妻を亡くした時は「勘太郎と橋田屋は私が守る」と誓っており、勘太郎の死を悲しんでいた。
橋田 勘七郎（はしだ かんしちろう）
声 - 木川絵理子
賀兵衛の孫。父親似。賀兵衛の追っ手から逃れるため、母のお房（声 - 寺田はるひ）が万事屋の元に隠そうとした乳飲み子。銀髪の天然パーマにふてぶてしい風貌で、あまりに銀時と酷似している容姿を持つため、万事屋メンバーらに本当に銀時の隠し子だと勘違いされた。拾われた縁からか銀時とは意思が通じ合いそれなりに懐いており、騒動が収まったあとはミルクを飲み交わして「大きくなっても俺のことを覚えてたらまた会いに来い」と告げられ銀時と別れる事になった際は寂しさ故に泣き出しショックを受けた。
狐火の長五郎（きつねびのちょうごろう）
声 - 塚田正昭
小銭形が二十数年間追い続けていた大泥棒。昔は「決して殺しはせず、悪しき金持ちからしか盗まず弱い民衆に盗品を配る」と言い伝えられた義賊だったが、現在は隠居生活を送っている。盗んだあとには必ず食べかけの油揚げを置いていく。正体は小銭形の行きつけの屋台の店主。幼少の小銭形の家に押し入った強盗から彼を助けた人物でもあり、彼の教えが小銭形がハードボイルドに生きるきっかけとなった。
かつては盗賊団「九尾」の一員だったが、30年前に組織を抜け江戸に逃げた（その際に、幼い小銭形を助け出した）。のちに九尾の団員が長五郎を誘い出して殺すために、彼の名を騙って多くの強盗殺人を犯した。小銭形と対峙した際に重傷を負い炎の中に消えるが生存していたようで、その後は以前と同様におでん屋を経営している。
六角 霧江（ろっかく きりえ）
声 - 木村亜希子
旅籠・六角屋の主人である六角宗春（声 - 岩田安宣）の娘。父親を六角事件で亡くしたうえに、六角屋も事件の影響で潰れてしまい、さらに母も事件後に亡くし、孤児となる。やがて沖田を自分の不幸の元凶だと考えるようになり、沖田の命を狙う。復讐心を過激攘夷派「創界党」に利用され、自らも創界党によって囚われの身となるが、沖田と神楽によって救出される。創界党が六角事件の真相を話そうとした際には、神楽により気絶させられるも、逃亡の際にはすでに意識は回復しており、沖田が一人で真実を背負っていたことを知り、謝罪の言葉もかけられないまま別れざるを得なくなり、後悔の涙を流した。事件終結後は、沖田に謝罪の手紙を渡し、親類の家に引き取られていき、親類の変な男達に結婚されてしまった。
天堂 蒼達（てんどう そうたつ）
声 - 小西克幸
過激攘夷派「創界党」の首魁・天堂紅達の弟。女言葉を使う。六角事件の際に密かに逃げ延び、創界党を再興。霧江を利用して、沖田を抹殺しようと計画する。しかし、霧江を傷つけまいとする沖田の言動の不自然さに疑問を持った銀時・山崎らの捜査によって蒼達の悪事は露見し、万事屋・真選組によって創界党は壊滅させられ、蒼達自身も沖田に成敗されたが生存はしている。
厭魅 眠蔵（えんみ ねむぞう）
声 - 園部好德
攘夷派「知恵空党（チェケラとう）」のヘッド。元はラップで幕府をディスるだけの不良グループだったが、日に日にその行為はエスカレートし、過激な倒幕集団となった。ノリが常にラッパーである。
元メンバーの鉄之助が真選組の小姓をしていると知り彼を拉致、人質にとり真選組と見廻組を相手取ろうとしたが潜入していた銀時の活躍もあり捕縛された。
漢字にはとても弱く、「拝啓」が読めなかった。
猿吉小僧
声 - 石住昭彦
悪徳高利貸の悪事を白日の下に晒し、奪った金品をバナナに変えて貧しい民衆にバラまく手口で知られている盗人。民衆の一部からは義賊や英雄だともてはやされている。猿神を信仰しており、自身も猿並みの身体能力を誇る。実は20年前に実家を勘当された幼少期の近藤が転がり込んでいた神社の宮司であり、近藤や当時開いていた寺子屋の子供たちからは「先生」と呼ばれていた。優しい性格で子供たちからも慕われていたが、その性格につけ込まれて悪徳高利貸しに神社の土地や子供たちを連れ去られてしまい、それを近藤が奪い返したことで報復を受け、神社は燃やされてしまったらしい。それ以降は猿吉小僧として盗みを行う傍ら、自身が開いていた寺子屋に寄付を行っていた。現在では年の影響で体力も衰え、視力も失いつつあり、志村邸で偶然再会した近藤を自身の後継者にしようとする。その後、彼に復讐するために結託した悪徳高利貸達に拉致されるが、近藤に救出される。そして近藤に感謝を述べて息を引き取る。

## コラボ
ボッスン / 藤崎 佑助（ふじさき ゆうすけ）
声 - 吉野裕行
『SKET DANCE』とのコラボの特別訓「コラボにはエイリアンVSプレデターがあるのも覚えとけ」にて登場。何かと共通点が多く自分たちを食いにきていると新八と神楽に警告を促す銀時の前に、ヒメコとスイッチを引き連れ現れた。最初は「どちらが華があるか」ということで揉めていたが、途中から銀時と「ハデハデの実（オリジナルの架空の実）を使ってどちらが派手になれるか」で争い始め、挙句の果てに「グチを聞かれる時点で主人公失格」「めんどくさい」とまで銀時ともども双方の仲間にまで言われ呆れられる。その後、自殺を図ろうとしていた大工の老人を銀時と協力して救い、老人にハデハデの実をぶつけた際に飛んできた飛沫を食べてしまい股間がカナヅチになってしまった。アニメ版では高屋八兵衛と声優が同じということがネタにされ、新八から八兵衛かと疑われたことで、八兵衛の等身大パネルを出して声真似をした。
ヒメコ / 鬼塚 一愛（おにづか ひめ）
声 - 白石涼子
ボッスン、スイッチとともに万事屋に現れた。万事屋との対決には「地味な漫画同士仲良くしたらいい」と難色を示していた。ハデハデの実を食べると股間がカナヅチになると聞き、「（『SKET DANCE』は）清純なイメージでやってるのに」と憤慨する。アニメ版ではビチグソ丸と声優が同じ、さらにビチグソ丸にキャスティングされた理由までもネタにされた。
スイッチ / 笛吹 和義（うすい かずよし）
声 - 杉田智和
ボッスン、ヒメコとともに万事屋に現れるが、「そんなことをしても読者は喜ばない」としヒメコ同様対決に難色を示す。『銀魂』の世界観を掴むのが早く、ボッスンに「『おかんんんんん!!』の方がいいんじゃないか」とセリフ表現のアドバイスしていた。アニメ版では銀時と声優が同じということで、スイッチが銀時の処世術に対して指摘したシーンではボッスンに「自分で暴露して自分でツッコんでる」と言われてしまった（銀時曰く「気恥ずかしい自作自演」）。